# Liste der Snooker-Begriffe
| Farbe   | Farbe | Wert      |
| ------- | ----- | --------- |
| Rot     |       | 1 Punkt   |
| Gelb    |       | 2 Punkte  |
| Grün    |       | 3 Punkte  |
| Braun   |       | 4 Punkte  |
| Blau    |       | 5 Punkte  |
| Pink    |       | 6 Punkte  |
| Schwarz |       | 7 Punkte  |
| Weiß    |       | Spielball |

Grundaufstellung der Bälle beim Snooker, wobei die Position des weißen Spielballs im D variabel ist

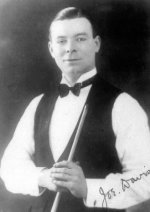
Joe Davis (um circa 1920) dominierte im Snooker die erste Hälfte des 20. Jahrhunderts

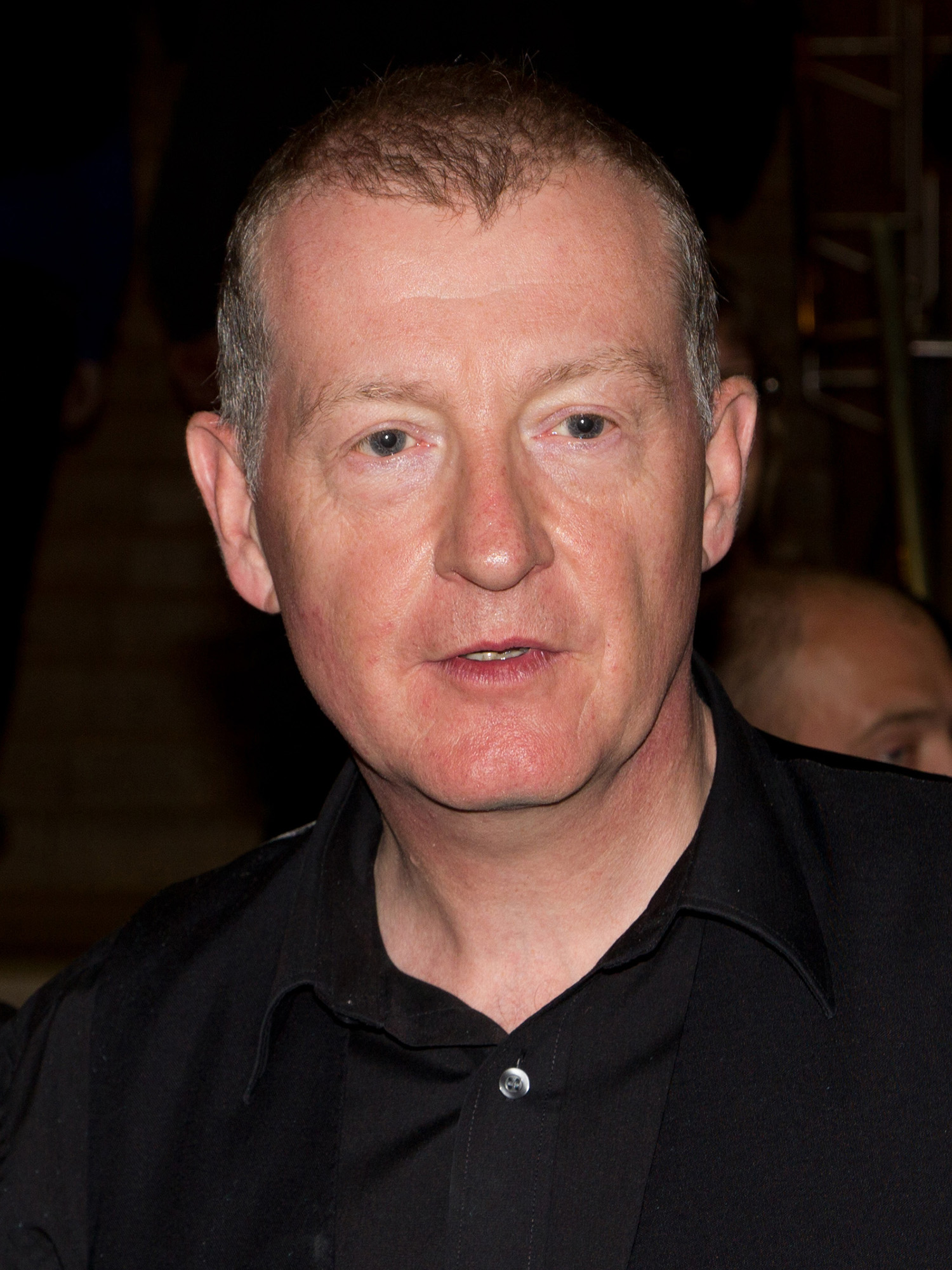
Steve Davis, 6-facher Weltmeister und dominierender Spieler der 1980er-Jahre

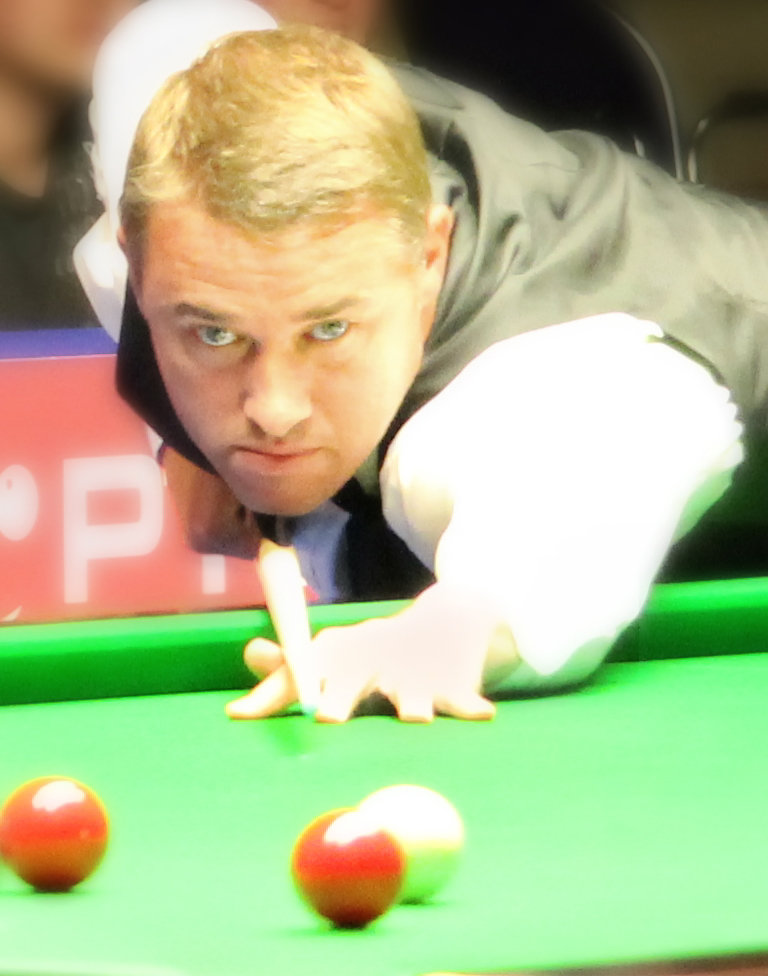
Stephen Hendry, 7-facher Weltmeister und dominierender Spieler der 1990er-Jahre: Führte die „lange Rote“ und das Spiel auf die Mitteltaschen als Standard im modernen Snooker ein

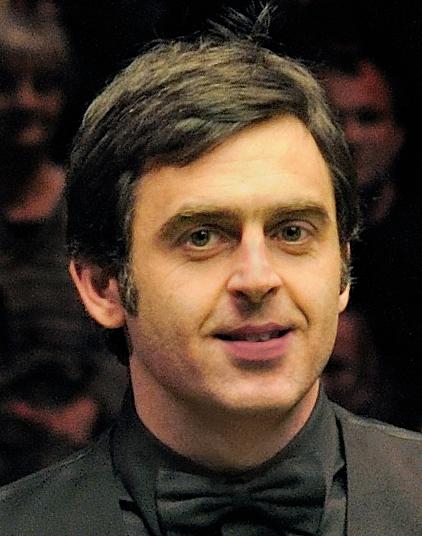
Ronnie O’Sullivan, 7-facher Weltmeister: Der noch aktive Engländer hält mehrere Snooker-Rekorde

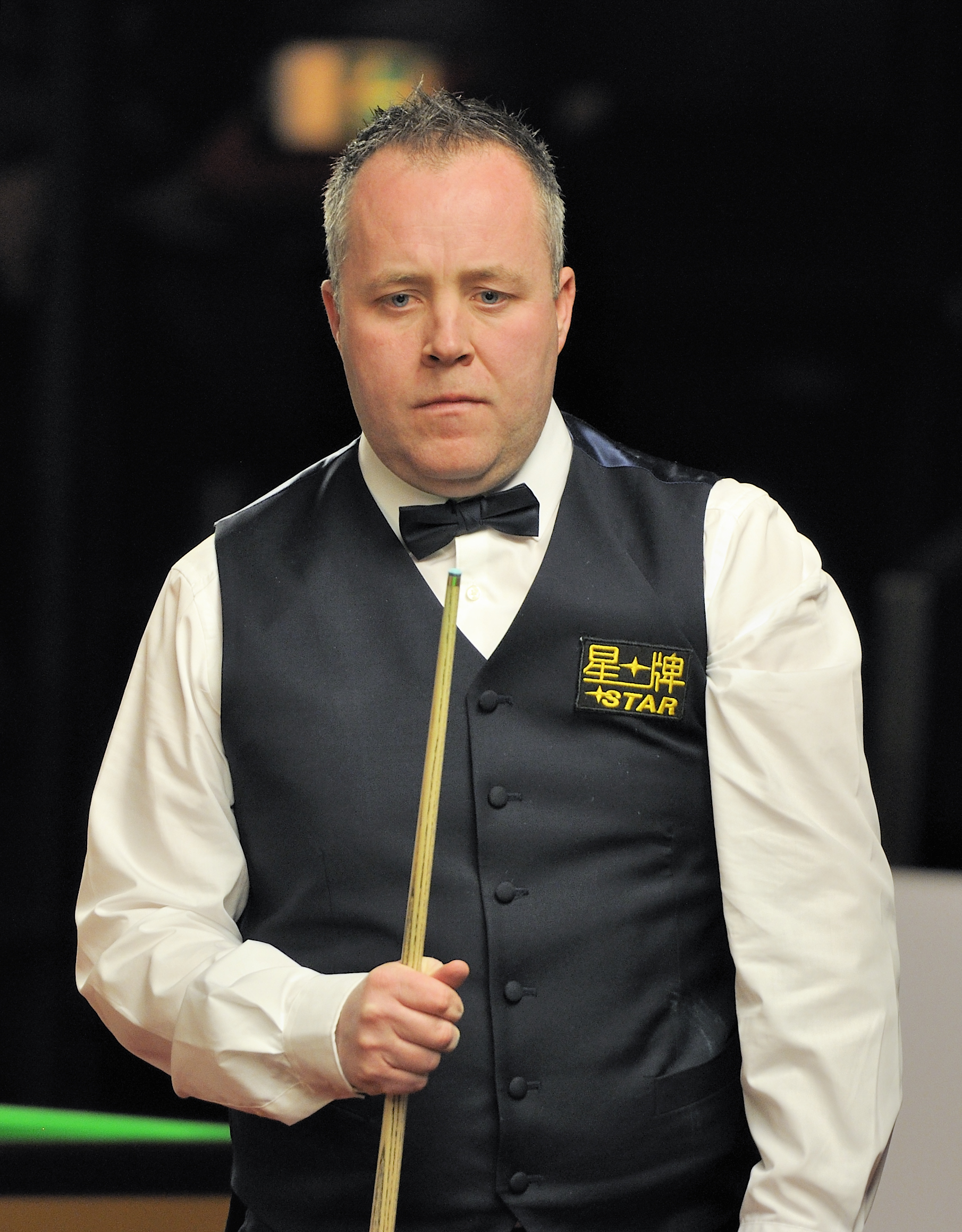
John Higgins, 4-facher Weltmeister: Der noch aktive Schotte gewann bisher über 30 Weltranglistenturniere

In diesem Artikel gibt es eine umfassende Übersicht über die Begriffe und Regeln des Snookersports. Die Aussagen zu den Regeln folgen den offiziellen Regeln der World Professional Billiards and Snooker Association (WPBSA) in der Fassung vom 8. Mai 2022, in Bezug auf die verwendeten Bezeichnungen auch den Regeln der nationalen Verbände von Deutschland (DBU), Österreich (BSVÖ) und der Schweiz (SBV) für den deutschsprachigen Raum.
Allgemeine Begriffe für alle Billardsportarten finden sich hier:

Begriffe mit eigenem Eintrag in dieser Liste sind beim erstmaligen Vorkommen im Text anderer Kapitel kursiv geschrieben.
Auf der rechten Seite sind einige der bisher bedeutendsten Snookerspieler der Geschichte abgebildet.

## 16-Reds-Clearance
Eine 16-Reds-Clearance ist eine Total Clearance, bei der in einem Break neben 15x Rot+Farbe + alle sechs Farben im Endspiel auf die Farben zusätzlich zu Beginn ein Free Ball als Rote und eine weitere Farbe gelocht werden. Einen solchen Freeball bekommt man, wenn der weiße Ball, noch bevor der erste rote Ball gelocht wurde, nach einem Foul des Gegners auf alle roten Bälle gesnookert ist. Für ein Maximum Break sind in diesem Fall 155 Punkte erforderlich (147 Punkte für normales Maximum + 1 Punkt für den Free Ball + 7 Punkte für Schwarz), da dafür immer die maximal mögliche Punktzahl nötig ist.
Die bisher einzige je in einem Profiturnier erzielte 16-Reds-Clearance spielte 2004 der Schotte Jamie Burnett während seines Qualifikationsspiels gegen Leo Fernandez für die UK Championship mit 148 Punkten. Es ist damit das bisher höchste offiziell dokumentierte Break im Profisnooker.
- Abweichung hiervon, siehe: Six-Red-Snooker und Snooker Shoot-Out.

## Ablage und sichere Ablage
Als Ablage bezeichnet man die Stelle auf dem Tisch, auf der der weiße Spielball nach dem Stoß liegenbleiben soll. Ist man gut im Break, und das Tischbild gibt eine Fortsetzung her, wählt man beim Stoß mittels entsprechendem Effet und Tempo eine Ablage möglichst günstig zum nächsten eigenen Ball on. Kann man nur noch den nächsten Ball on sicher lochen oder will man direkt nur eine Safety spielen, wählt man eine sichere Ablage, möglichst weit entfernt vom nächsten Ball on für den Gegner und/oder sehr nah an einer Bande. Auf eine sichere Ablage des Spielballes kommt es zudem vor allem bei einer Re-spotted black oder einem Black ball game an.

## Ablaufen
Werden Bälle sehr langsam gespielt bzw. angespielt, kann es dazu kommen, dass der Ball von der geraden Linie abweicht, ohne dass der Spieler einen Effet mitgegeben hatte. Dieses unerwünschte, weil der Präzision des Stoßes abträgliche Verhalten, nennt man Ablaufen. Speziell wenn der Spieler versucht einen Ball sehr dünn anzuspielen, kann dies zu einem Foul und Miss führen. Auch kann es dadurch passieren, dass ein angespielter Ball, der entlang einer Bande in die nächste Tasche laufen soll, die Bande verlässt und damit die Aufnahme beendet.

## Absichtlich vom Spieler am Tisch bewegte Bälle
Wird ein Objektball vom Spieler am Tisch anders als durch das Anspielen mit dem Spielball oder während einer Konsultationsphase absichtlich bewegt oder in die Hand genommen, ist das ein Foul. Es wird in Höhe des Wertes des Ball on oder des höchsten am Foul beteiligten Balls, soweit dieser höherwertiger ist als der Ball on, mindestens jedoch mit 4 Punkten bestraft. Macht der Spieler am Tisch einen unsportlichen Stoß, ist das ebenfalls ein Foul, aber in diesem Fall wird er vom Schiedsrichter verwarnt, dass ihm bei erneutem unsportlichem Verhalten der Frame aberkannt wird. In beiden Fällen kann der gefoulte Spieler dann entscheiden, dass sein Gegner aus der neu entstandenen Lage weiterspielt oder er selbst von dort spielt. Jeder Rote Ball, der die Spielfläche verlassen hat, bleibt dann vom Tisch, wird also nicht wieder aufgesetzt. Farbige Bälle (außer der Ball on im Endspiel auf die Farben) kommen erst nach dem nächsten Stoß wieder zurück.
Er kann aber auch das Tischbild vor dem Foul bzw. Penalty wiederherstellen lassen und entweder selbst spielen oder vom Gegner eine Wiederholung des Stoßes verlangen. Wenn ein sich bewegender Ball absichtlich bewegt oder aufgehoben wurde, muss er in diesem Fall nach Möglichkeit in die Position gebracht werden, wo er ohne das Foul zu Ruhe gekommen wäre. Der Schiedsrichter ist gefordert, hier die bestmögliche Entscheidung im Interesse eines fairen Spieles zu treffen. Bei einer Stoßwiederholung durch den Foulenden ist der Ball on der gleiche wie vor dem Foul. War der Ball on eine Farbe nach einem regelkonform gelochten roten Ball oder einem Free Ball als Rot, darf der Spieler am Tisch eine beliebige Farbe als Ball on nominieren. Findet die Stoßwiederholung direkt nach zwei aufeinanderfolgenden Foul und Miss statt, wird, obwohl kein Miss angesagt wurde, die Folge von Foul und Miss dadurch nicht beendet. Eine Warnung an den Spieler, dass beim nächsten Foul und Miss das Frame dem Gegner zuerkannt wird, bleibt in Kraft. Mit der Entscheidung auf Wiederherstellung des vorherigen Tischbildes beginnt eine Konsultationsphase.

## Anstoß
Der Anstoß ist der Eröffnungsstoß in einem Frame, bei dem sämtliche Bälle in der Grundaufstellung liegen. Hierzu positioniert der ausführende Spieler den Spielball selbstbestimmt innerhalb oder auf den Linien des D. Bis der Spielball mit dem Queue gestoßen wird, darf noch umpositioniert werden. Beim Anstoß ist immer Rot Ball on. Da es beim ersten Stoß in oder an den Pulk praktisch keine direkte Lochmöglichkeit gibt, wird der Anstoß im Grunde immer als eine Safety mit einer sicheren Ablage ausgeführt. Der anstoßende Spieler ist zudem bemüht, den zurücklaufenden Spielball nicht mit dem blauen Ball in Kontakt zu bringen, um dem Gegner damit keinen Einsteiger zu hinterlassen. Umgangssprachlich: „What ever you do, don’t hit the blue.“
Zu Beginn eines Spiels wird durch Los oder auf andere vereinbarte Weise, meist einem Münzwurf, ein Spieler bestimmt, der dann wählen darf, welcher Spieler den Anstoß im 1. Frame machen soll. Beim Snooker Shoot-Out erfolgt dies mittels Lag. Die anschließenden Frames werden dann immer abwechselnd begonnen. Wird festgestellt, dass ein Frame durch den „falschen“ Spieler begonnen wurde und bisher ist ohne Regelverletzung nur ein Stoß erfolgt, wird das Frame ohne Strafe an einen Teilnehmer mit dem „richtigen“ Spieler neu gestartet. Ist bereits ein weiterer Stoß ausgeführt oder ein Regelverstoß während oder nach dem ersten Stoß begangen worden, wird normal weitergespielt. Das folgende Frame muss dann aber nach der ursprünglich festgelegten Reihenfolge begonnen werden. Das bedeutet, dass ein Spieler in diesem Fall in zwei oder drei aufeinander folgenden Frames den Anstoß macht, je nachdem, ob das 1. oder eines der folgenden Frames falsch begonnen wurde. Kommt es in Folge einer Pattsituation zu einem Re-rack bei einem falsch begonnenen Frame, so muss das Frame vom richtigen Spieler neu gestartet werde. Die vorgenannten Regeln gelten entsprechend für Mannschaften in einem Doppel, wobei die beiden Partner die Frames, für die ihrer Mannschaft der Anstoß zukommt, abwechselnd beginnen.

## Aufgeben eines Frames
Ein Frame kann beendet werden, obwohl noch mehrere Objektbälle auf dem Tisch sind, wenn ein Spieler anbietet das Frame aufzugeben und der Gegenspieler nicht darauf besteht, weiter zu spielen. Ein einmal erfolgtes Angebot einer Aufgabe oder deren Annahme kann nicht zurückgenommen werden.
Zeigt ein Spieler das Angebot einer Aufgabe an, indem er einen oder mehrere Bälle, die sich im Spiel befinden, berührt oder bewegt, ist dies dann kein Foul oder Penalty, wenn der Gegner die Aufgabe akzeptiert. Andernfalls erhält der Gegenspieler Strafpunkte im Wert des höchsten beteiligten Balls gutgeschrieben.
Die Aufgabe eines Frames ist allerdings nur zulässig, wenn einer der Spieler nur noch mit Strafpunkten des Gegners gewinnen kann, der Frameball also schon gelocht wurde. Ein Spieler, der noch ohne Strafpunkte gewinnen könnte, darf auch nicht, um das Frame aufgeben zu können, absichtlich einen Regelverstoß begehen, damit er nun Strafpunkte benötigt. Ein Verstoß gegen diese Regeln gilt als unsportliches Verhalten und ist ein Penalty. Für ein solches Verhalten wird er vom Schiedsrichter zunächst verwarnt. Ist der Spieler bereits einmal wegen unsportlichen Verhaltens verwarnt worden, muss der Schiedsrichter dem Gegner das nächste Frame (bei vorzeitiger Aufgabe) oder das aktuelle Frame (bei absichtlichem Regelverstoß zum Erzeugen von Strafpunkten) zuerkennen. Ist wegen des Verhaltens des Spielers dem Gegner bereits ein Frame zuerkannt worden, muss ihm im Wiederholungsfall das Spiel zuerkannt werden.
Wird bei Spielen oder Turnieren auf die Summe der Punkte aus den Frames gespielt, verliert der Spieler bei Aufgabe eines Frames alle bisher in Frame erzielten Punkte und der Gegner erhält die maximal noch auf dem Tisch liegenden Punkte zu seinem bereits vorhandenen Punktestand aus dem Frame hinzu. Hierbei gelten alle Farben, die sich regelwidrig nicht auf dem Tisch befinden, als wieder aufgesetzt und werden mitgezählt. Wird dem Gegner wegen einer regelwidrigen Aufgabe das nächste Frame zuerkannt, erhält er dafür weitere 147 Punkte, wird ihm das Spiel zuerkannt, erhält er für jedes noch nicht gespielte Frame weitere 147 Punkte.
Eine Ausnahme liegt vor, wenn es für einen Abbruch des Frames gesundheitliche Gründe gibt. Diese sind unverzüglich dem Schiedsrichter mitzuteilen, der dann eine Entscheidung trifft.

## Aufnahme (Turn)
Die Aufnahme (engl.: Turn) ist der Abschnitt in einem Frame, in der ein Spieler ununterbrochen am Tisch steht. Eine Serie regelkonform gelochter Bälle innerhalb einer Aufnahme wird als Break bezeichnet.
Die Aufnahme beginnt, wenn der Spieler an den Tisch kommt, entweder für den Anstoß (Eröffnungsstoß) oder nachdem der Gegner den Tisch verlassen hat. Beim ersten Stoß in einer Aufnahme ist Ball on immer Rot plus evtl. ein Free Ball, solange noch rote Bälle auf dem Tisch sind, und danach, im Endspiel auf die Farben, immer die geringwertigste noch auf dem Tisch liegende Farbe plus evtl. ein Free Ball.
Die Aufnahme endet
- durch einen Stoß mit dem, ungewollt oder durch einen freiwilligen Ausstieg aus der Aufnahme, keine Punkte gemacht wurden,
- wenn ein Foul begangen wurde, alle Bälle zum Stillstand gekommen sind und der Schiedsrichter überzeugt ist, dass der Spieler den Tisch verlassen hat,
- wenn nach einem Foul der neue Spieler am Tisch den Verursacher des Fouls zum Weiterspielen auffordert,
- Schwarz der einzige verbliebene Objektball auf dem Tisch ist, der Spieler am Tisch (Striker) zu seinem Gegner mehr als sieben Punkte Vorsprung hat und die Summe der Punkte aus den Frames eines Spiels oder Turniers nicht relevant ist, oder
- die letzte Schwarze regelkonform gelocht wurde und der Spielball auf dem Tisch zum Stillstand gekommen ist.

Der Spieler muss den Tisch ohne unangemessene Verzögerung verlassen, wenn die Aufnahme endet, weil er keinen Ball regelkonform gelocht hat.
Kommt ein Spieler außerhalb seiner Aufnahme an den Tisch und begeht einen Regelverstoß, ist das ein Penalty. Es wird in Höhe des Wertes des Ball on oder des höchsten am Penalty beteiligten Balls, soweit dieser höherwertiger ist als der Ball on, mindestens jedoch mit 4 Punkten, bestraft. Alle Bälle, die dabei bewegt wurden, müssen an die Position vor dem Regelverstoß zurückgelegt werden, und die Aufnahme des Spielers am Tisch wird, davon unbeeinflusst, fortgesetzt.

## Aufsetzen (Spotten) der farbigen Bälle
Die farbigen Bälle werden vor Beginn eines Frames oder bei einem Re-Rack vom Schiedsrichter zusammen mit den roten Objektbällen auf den Tisch aufgesetzt. Während des Frames werden alle regelkonform oder regelwidrig gelochten Farben wieder aufgesetzt (gespotted), solange noch rote Bälle auf dem Tisch sind. Das Gleiche gilt für Farben in Ball-vom-Tisch-Situationen. Hat ein Spieler die letzte Rote korrekt gelocht, darf er noch eine beliebige Farbe lochen, die ebenfalls wieder aufgesetzt wird. Im folgenden Endspiel auf die Farben kommen gelochte farbige Bälle nicht wieder auf den Tisch, es sei denn, es handelt sich um einen Free Ball oder um Bälle, die nicht Ball on waren.
Ausnahmen: Nach einem Foul und Miss oder einem Foul vor einem Stoß, einem unsportlichen Stoß oder einem absichtlich vom Spieler am Tisch bewegten Ball (außer dem Spielball beim Stoßen mit dem Queue) entscheidet der Gegenspieler auf das Wiederherstellen des Tischbildes  vor dem Foul. Auch in zwei anderen sehr seltenen Fällen kommt eine Farbe im Endspiel wieder auf den Tisch: Zum einen wenn ein Ball, der anders als vom Spieler am Tisch bewegt wurde, fällt. Zum anderen wenn ein Ball, der am Rande einer Tasche zum Stillstand gekommen ist, später fällt, ohne dass er von einem anderen Ball getroffen wurde. Mit der Entscheidung auf Wiederherstellung des vorherigen Situation beginnt eine Konsultationsphase. Bei Punktegleichstand am Ende eines Frames, in bestimmten Fällen auch eines Spiels oder Turniers, kommt es nach dem Endspiel noch zu einer Re-spotted black, bei der Schwarz einmalig wieder aufgesetzt wird.
Die farbigen Bälle werden auf ihre jeweiligen Spots oder, wenn diese durch andere Bälle besetzt sind, nach den Regeln für besetzte Spots aufgesetzt. Dabei gilt, dass sie keinen anderen Ball berühren dürfen. Damit sich keine Vertiefungen in der Tuchbespannung an den Stellen der Spots bilden, setzt der Schiedsrichter die farbigen Bälle behutsam daneben auf und rollt sie dann mit dem Finger auf den Spot. Muss eine Farbe in einen Pulk anderer Bälle wieder auf einen Spot gesetzt werden, signalisiert der Schiedsrichter dem Spieler, dass er etwas länger benötigt um z. B. erst den vorhandenen Platz mit dem Ballmarker auszumessen.
In manchen Fällen werden die Farbigen Bälle auch nicht auf ihre Spots gesetzt. Wenn ein „Ball am Rand der Tasche“ fällt ohne gestoßen worden zu sein, kommt er auf seine vorherige Position zurück. Gleiches gilt für die oben genannten Fouls, wenn der Gegner des Verursachers auf Wiederherstellung der vorherigen Situation entscheidet, sowie den Fall, dass irgendetwas oder Jemand anderes als der Spieler am Tisch einen Ball bewegt oder den Spieler am Tisch dazu bringt, einen Ball zu bewegen.
Wenn ein oder mehrere Bälle nicht korrekt aufgesetzt wurden und der Fehler wird vor dem nächsten Stoß bemerkt, so werden die Bälle in die korrekte Position gebracht. Wird der Fehler erst bemerkt, wenn bereits ein erneuter Stoß erfolgt ist, so gelten die Bälle für die darauffolgenden Stöße als korrekt platziert. Befindet sich eine Farbe fälschlicherweise nicht auf dem Tisch, so muss sie wieder aufgesetzt werden, sobald es bemerkt wird. Wird beim Endspiel auf die Farben eine Farbe irrtümlich wieder aufgesetzt, wird sie von der Spielfläche entfernt, sobald der Irrtum entdeckt wird. Das Spiel wird dann aus dieser Position fortgesetzt, auch wenn mittlerweile Stöße von Spielern erfolgt sind. Wenn der Irrtum entdeckt wird, nachdem die Farbe gelocht wurde, werden die erzielten Punkte gezählt, sofern der nächste Stoß erfolgt ist oder vor dem nächsten Stoß ein Regelverstoß begangen wurde.
Wurde irrtümlich eine Rote anstelle einer Farbe wieder aufgesetzt und der Irrtum wird entdeckt, wird die betreffende Rote wieder vom Tisch genommen, vorausgesetzt sie kann identifiziert werden. Andernfalls bleibt sie auf dem Tisch. In beiden Fällen wird die Farbe wieder aufgesetzt. Wird der Irrtum entdeckt und die Rote ist bereits gelocht worden, bleiben dem Spieler eventuell mit dieser Roten und einer nachfolgenden Farbe erzielte Punkte erhalten.
Das Ausführen eines Stoßes trotz nicht korrekt, irrtümlich nicht oder irrtümlich aufgesetzter Bälle wird für den Spieler nicht als Foul gewertet. Hat der Spieler jedoch gestoßen, bevor der Schiedsrichter einen Ball wieder aufsetzen konnte, ist dies ein Foul. Es wird je nach Wert des höchsten am Foul beteiligten Balls oder, falls höherwertig, des Ball on, mindestens jedoch mit 4 Punkten, bestraft.

## Aufsetzen der roten Bälle
Die roten Bälle werden vor Beginn eines Frames oder bei einem Re-Rack vom Schiedsrichter zusammen mit den farbigen Objektbällen auf den Tisch aufgesetzt. Sie liegen zwischen dem pinken und dem schwarzen Spot in einem gleichseitigen Dreieck möglichst eng aneinander. Dabei liegt der rote Ball an der Spitze des Dreiecks auf der Längsachse des Tisches so eng wie möglich am pinkfarbenen Ball, jedoch ohne ihn zu berühren, und der gegenüberliegende Schenkel des Dreiecks parallel zur Kopfbande.
Für das korrekte Aufsetzen der roten Bälle verwendet der Schiedsrichter eine spezielle Schablone, das genormte Triangel (Dreieck).
Einmal regelkonform oder regelwidrig gelochte oder vom Tisch gesprungene rote Bälle werden während des Frames, außer im Falle eines Re-Racks, nicht wieder aufgesetzt. Ausnahmen: Nach einem Foul und Miss oder einem Foul vor einem Stoß, einem unsportlichen Stoß oder einem absichtlich vom Spieler am Tisch bewegten Ball (außer dem Spielball beim Stoßen mit dem Queue) entscheidet der Gegenspieler auf das Wiederherstellen des Tischbildes vor dem Regelverstoß. Auch in zwei anderen sehr seltenen Fällen kommt ein roter Ball wieder auf den Tisch: Ein Ball, der am Rande einer Tasche zum Stillstand gekommen ist, fällt später, ohne dass er von einem anderen Ball getroffen wurde, oder ein Ball, der anders als vom Spieler am Tisch bewegt wurde, fällt.

## Ausstieg (Aufnahmeausstieg)
Als den Ausstieg aus einer Aufnahme bezeichnet man das kontrollierte und geplante Verlassen des Tisches, weil sich keine sichere Fortsetzung aus dem Tischbild ergibt. Hierzu spielt der Spieler, gleichgültig welcher Ball on ist, eine Safety. Ein derartiger Ausstieg ist jederzeit möglich; es kommt auch nicht darauf an, ob Punkte vorher in der Aufnahme erzielt wurden. Hat ein Spieler schon den Frameball gelocht, ist selbst nicht in einem hohen Break und hat einen ausreichenden Punktevorsprung, kann der Gegner mit dem eigenen Ausstieg zu einem vorzeitigen Aufgeben des Frame animiert werden.

## Ball

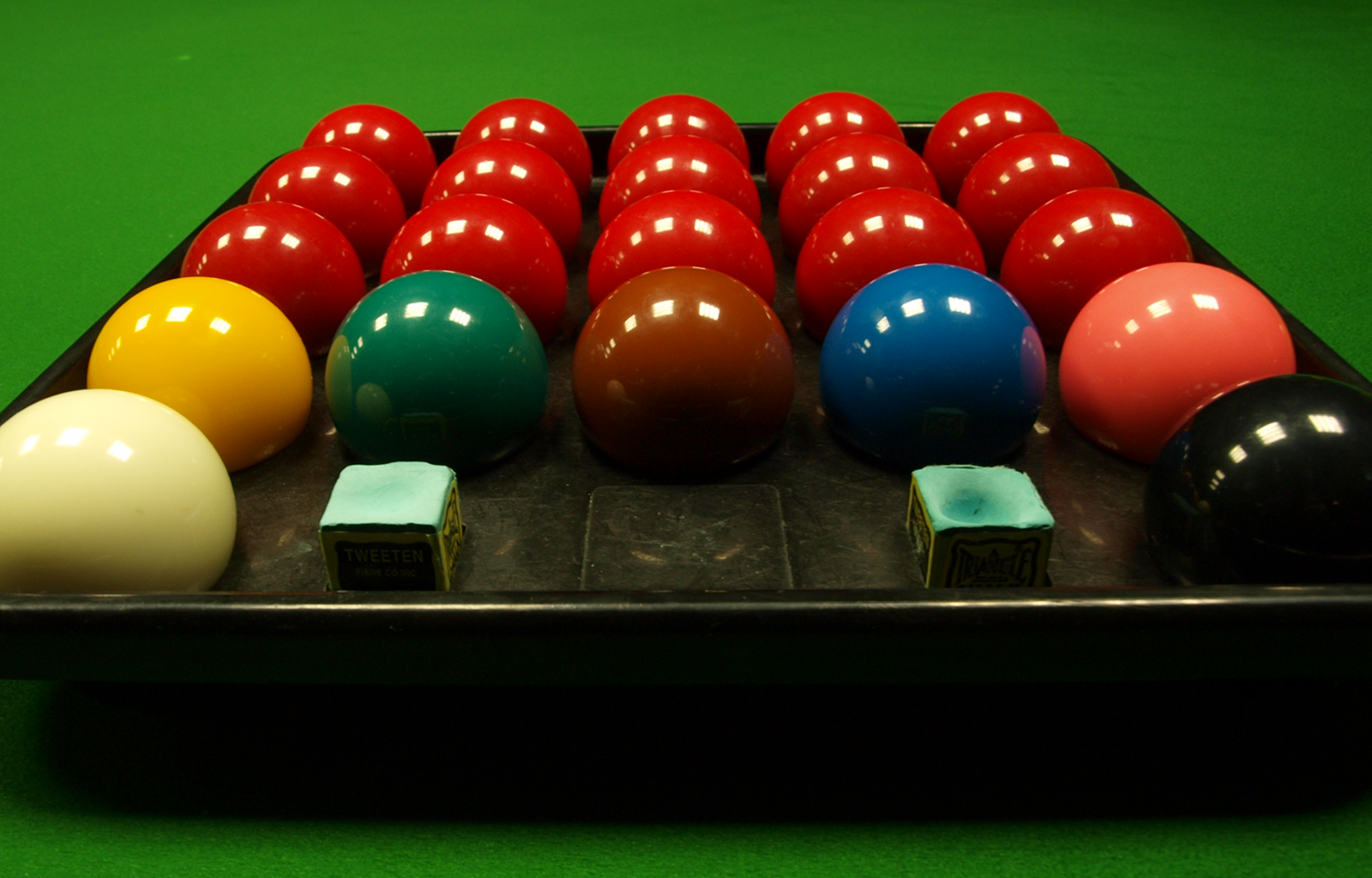
Kompletter Snooker-Ballsatz, vorn links der weiße Spielball

Zu Beginn eines Frames liegen beim Snooker 22 Bälle auf dem Tisch: Ein weißer Spielball (cue-ball) sowie 21 Objektbälle, bestehend aus 15 Roten und 6 Farben. Bei einigen Sonderformen des Snooker wie z. B. Six-Red-Snooker wird auch mit weniger als 15 roten Bällen gespielt.
Snookerbälle werden in der Regel aus Phenolharz gefertigt und haben ein Gewicht zwischen 130 und 150 g. In einem Satz sollen die Bälle so weit wie möglich gleich schwer sein, wobei der Gewichtsunterschied zwischen dem leichtesten und dem schwersten Ball nicht größer als 3 g sein darf. Die Bälle haben einen Durchmesser von 52,5 mm mit einer Toleranz von ±0,05 mm.
Wenn es beide Spieler (bzw. Mannschaften in einem Doppel) wünschen oder der Schiedsrichter es entscheidet, kann ein Ball oder der gesamte Ballsatz zu Beginn oder während eines Spiels ausgetauscht werden.

## Ball am Rand der Tasche
Fällt ein Objektball bei einem Stoß in eine Tasche, ohne dass er von einem anderen Ball getroffen wurde, wird er in seine vorherige Position zurückgelegt, und alle in dem Stoß erzielten Punkte werden gewertet. Dies gilt jedoch nicht, wenn er durch irgendeinen am Stoß beteiligten Ball getroffen worden wäre, wäre er noch auf dem Tisch gewesen. In diesem Fall werden alle Bälle im Rahmen einer Konsultationsphase wieder auf ihre Position vor dem Stoß zurückgelegt. Ist der Stoß regelkonform erfolgt, darf der Spieler den Stoß wiederholen oder einen beliebigen anderen Stoß aus der alten Position machen. Dies gilt auch in den Fällen, wo ein Foul passiert wäre, wäre der Ball noch auf dem Tisch gewesen, also z. B. weil der gefallene Ball kein Ball on war und gelocht worden wäre. Ist der Stoß jedoch regelwidrig erfolgt, d. h., ein Foul wurde begangen, wird der Spieler mit den entsprechenden Foulpunkten bestraft und der Gegenspieler entscheidet, ob er selbst an den Tisch kommt oder der andere Spieler aus der wiederhergestellten Position weiterspielen soll.
Bälle, die zwischen zwei Stößen, aus welchem Grund auch immer, in eine Tasche fallen, werden auf ihre vorherige Position zurückgelegt.
Wenn ein Ball, der bei einem Stoß getroffen wurde, kurz am Rand der Tasche schwankt oder balanciert, dann aber hinein fällt, gilt er als gelocht und wird nicht auf seine Position am Rand der Tasche zurückgelegt.

## Ball an der Bande
Wenn ein Spieler zum nötigen Ausstieg aus einer Aufnahme kontrolliert eine Safety spielt, ist er bemüht, einen Snooker zu spielen und/oder den Spielball sehr nah an eine Bande zu legen, um das Weiterspielen des Gegners technisch möglichst schwierig zu gestalten. Liegt der Spielball extrem eng an einer Bande, kann der Gegenspieler ihn – wenn nicht ein Ball on an der gleichen Bande spiel- und lochbar ist – nur an der Oberseite anspielen, was die Möglichkeiten der Spielballkontrolle für das Treffen von Objektbällen und das Erzielen spielbarer Tischbilder bzw. hoher Breaks sehr einschränkt.

## Ball, der anders als vom Spieler am Tisch bewegt wird
Wenn ein Ball von etwas anderem als dem Spieler am Tisch bewegt wird, muss er vom Schiedsrichter wieder in seine vorherige Position gebracht werden. Wird die Bewegung eines Balles von etwas anderem als dem Spieler am Tisch verändert, muss der Schiedsrichter den Ball in die Position bringen, wo er seiner Meinung nach ohne die Veränderung zum Stillstand gekommen wäre. Das Gleiche gilt, wenn den Spieler am Tisch irgendetwas oder eine Person, außer sein Partner in einem Doppel, dazu bringt, einen Ball zu bewegen oder seine Bewegung zu verändern. Bewegt sich ein Ball wegen eines Defektes in der Spielfläche, wird er jedoch nicht zurückgesetzt, es sei denn, der Ball wurde gerade wieder aufgesetzt und der nächste Stoß ist noch nicht erfolgt. Der Spieler am Tisch begeht in keinem der Fälle ein Foul und erhält daher auch keine Strafpunkte. Mit der Entscheidung einen Ball zurückzulegen beginnt eine Konsultationsphase.

## Ball in Hand
Ball in Hand beschreibt eine Situation im Spiel, bei der der Spieler den weißen Spielball an jeder Stelle auf oder innerhalb der Linien des D platzieren und von dort seinen ersten Stoß in der Aufnahme machen darf. Ball in Hand tritt immer beim Anstoß sowie einer Re-spotted black auf und wenn der Spielball in eine Tasche gefallen ist oder wenn er die Spielfläche anderweitig verlassen hat (Ball vom Tisch). Der Schiedsrichter muss dem Spieler auf Anfrage mitteilen, ob der Spielball korrekt, d. h. nicht außerhalb der Linie des D, positioniert wurde. Maßgeblich ist hierbei der Auflagepunkt des Balls. Der Spielball bleibt in Hand, bis er regelkonform gestoßen wird oder ein Foul verübt wird, an dem der Spielball beteiligt ist, während er sich nicht unter Kontrolle des Spielers am Tisch befindet. Solange darf seine Position noch – auch mit Hilfe des Queues, aber nicht der Queuespitze (Pomeranze) – nach Belieben korrigiert werden. Wird der Spielball während des Positionierens mit der Queuespitze berührt, ist dies jedoch dann kein Foul, wenn es sich für den Schiedsrichter erkennbar um keinen Stoßversuch handelt, und der Ball ist weiterhin in Hand, also noch nicht im Spiel.
Das inkorrekte Spielen aus Ball in Hand, z. B. wenn der Spielball nicht innerhalb oder auf den Linien des D platziert wird, stellt ein Foul dar, das in Höhe des Ball on, mindestens jedoch mit 4 Punkten, bestraft wird.
- Abweichung hiervon, siehe: Six-Red-Snooker und Snooker Shoot-Out.

## Ball im Spiel
Der Spielball ist im Spiel, wenn keine Ball-in-Hand-Situation vorliegt. Objektbälle sind ab Beginn eines Frames im Spiel, bis sie gelocht wurden oder Ball vom Tisch vorliegt. Die Farben sind wieder im Spiel, sobald sie wieder aufgesetzt (gespottet) sind.

## Ballmarker

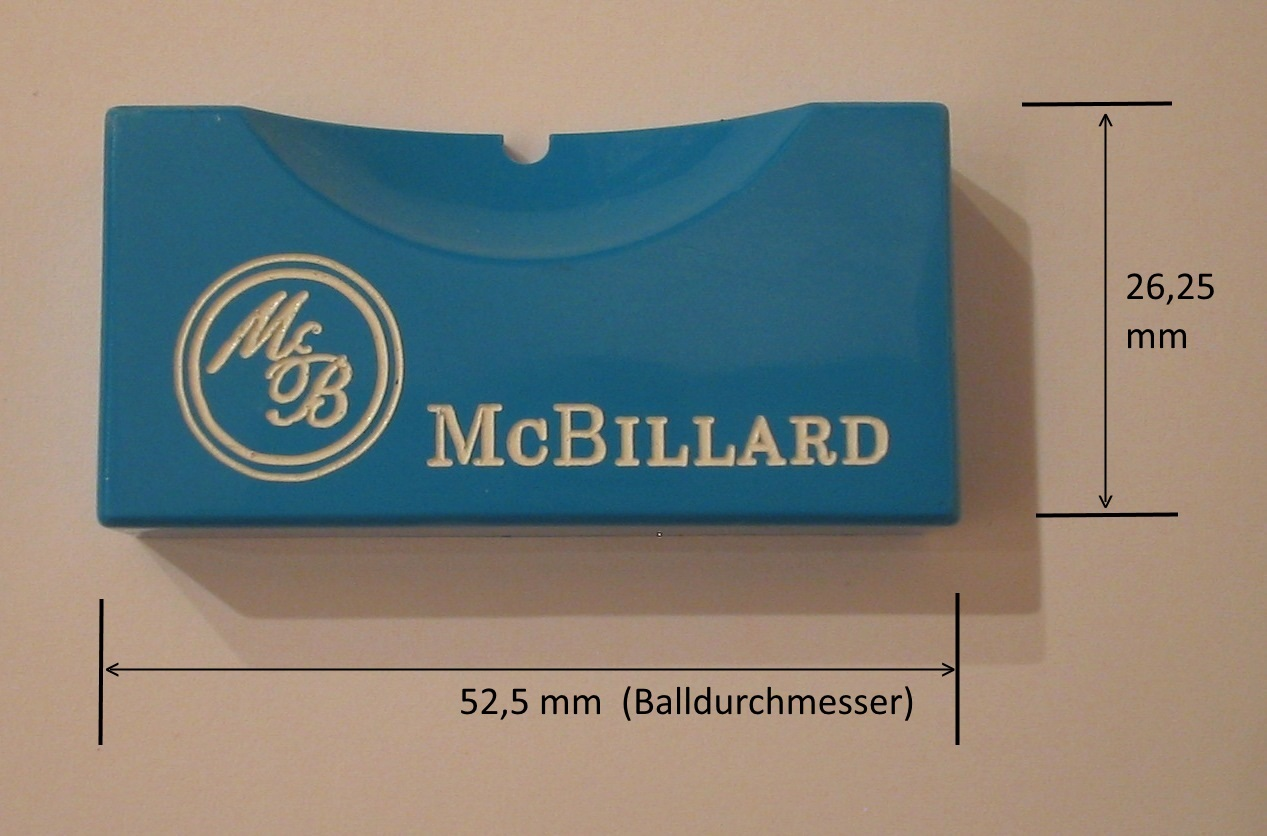
Ballmarker als Hilfsmittel des Schiedsrichters

Der Ballmarker, oft kurz auch Marker, ist ein Hilfsmittel des Schiedsrichters, um beim Reinigen der Bälle deren Liegepositionen auf dem Tisch zu markieren oder den Freiraum zwischen einem wieder zu besetzenden Spot und den umliegenden Bällen auszumessen (siehe Besetzte Spots). Dafür ist der Ballmarker einerseits innen passgenau zum Ball kugelförmig gearbeitet, andererseits entspricht das Außenmaß in der Breite exakt dem ganzen sowie in der Tiefe dem halben Balldurchmesser. Da es Spielsituationen gibt, wo beim Wiederaufsetzen von Bällen zunächst eng liegende Bälle entfernt werden müssen, hat der Schiedsrichter immer mehrere dieser Ballmarker dabei.
Solange ein Ballmarker auf dem Tisch liegt, um die Position eines Balls zu markieren, gilt er selbst als der Ball und hat auch dessen Wert. Auch deshalb ist jegliches Berühren oder Bewegen eines Ballmarkers durch einen Spieler ein Regelverstoß und wird mit Strafpunkten im jeweiligen Wert des Ballmarkers, sofern nicht ein höherwertiger Ball on existiert, mindestens jedoch 4 Punkten, bestraft.

## Ball on
Ball on bezeichnet den Objektball, der, bzw. die Objektbälle, von denen einer im nächsten Stoß vom Spielball als erstes getroffen werden muss, sowie den Ball bzw. die Bälle, die bei diesem Stoß gelocht werden dürfen. Um das Kriterium zu erfüllen, dass ein Ball als erstes getroffen wird, muss der Spielball ihn nicht auf direktem Weg erreichen, er darf auch über eine oder mehrere Banden gespielt werden.
Solange sich noch rote Bälle auf dem Tisch befinden, sind in einem Break immer abwechselnd die Roten und eine Farbe Ball on, immer beginnend mit den Roten plus eventuell einem Free Ball beim ersten Stoß in der Aufnahme. Im Endspiel auf die Farben ist immer die geringwertigste noch auf dem Tisch liegende Farbe plus eventuell ein Free Ball Ball on.
Wird auf die farbigen Bälle gespielt, ist derjenige Ball on, der vom Spieler vor dem Stoß verbal nominiert worden ist. Auf die Ansage eines farbigen Balles kann verzichtet werden, wenn es aus der Spielsituation heraus offensichtlich ist, welche Farbe angespielt werden wird. In diesem im Spielverlauf am häufigsten auftretenden Fall gilt das Anvisieren mit dem Queue als regelkonformes Nominieren der Farbe, falls nicht der Schiedsrichter im Einzelfall eine Ansage verlangt. Zudem braucht beim Endspiel auf die Farben aufgrund der dabei vorgeschriebenen Reihenfolge nichts mehr angesagt zu werden. Die Farbe, die on ist, muss vom Spielball zuerst getroffen werden und nur diese darf, ggf. nach zwischenzeitlichem Kontakt mit anderen Objektbällen, gelocht werden. Bei einem Free Ball im Endspiel auf die Farben muss der Free Ball zuerst – alleine oder zeitgleich mit der eigentlichen Farbe on – getroffen werden und es dürfen der Free Ball und/oder die Farbe on gelocht werden, wobei es aber nur einmal Punkte in Höhe der Farbe on gibt.
Beim Spiel auf die roten Bälle braucht nichts extra angesagt zu werden, da alle roten Bälle on sind. Mit einer zuerst angespielten Roten kann also auch eine andere Rote versenkt werden und es dürfen mit einem Stoß auch mehrere rote Bälle gleichzeitig getroffen werden und/oder fallen. Ebenso gültig sind rote gelochte Bälle, die durch eine Kombination Rot-Farbe-Rot fallen, wenn bei dem Stoß als erstes ein roter Ball korrekt getroffen wurde und zudem kein farbiger Ball fällt. Gibt es einen Free Ball, muss dieser zuerst – alleine oder zeitgleich mit einem roten Ball – getroffen werden und es darf der Free Ball und/oder jede Rote gelocht werden. Der Spieler erhält für jeden gelochten roten Ball und auch den Free Ball einen Punkt, darf aber anschließend nur einmal auf einen farbigen Ball spielen. Mehrere rote Bälle gleichzeitig zu lochen wird in der Regel nicht angestrebt, da dies die Zahl der insgesamt erreichbaren Punkte verringert und sich deshalb nachteilig auswirkt, es sei denn, man führt ausreichend hoch und kann dem Gegner damit „Punkte vom Tisch nehmen“.
Wird ein Ball, der nicht on ist, zuerst oder gleichzeitig mit einem Ball on getroffen oder wird er gelocht, oder wird ein Free Ball nicht zuerst getroffen, ist dies ein Foul. Es wird im Wert des Ball on oder, falls höherwertig, des höchsten am Foul beteiligten Balls, mindestens jedoch mit 4 Punkten bestraft. Wird kein Objektball getroffen ist das ein Foul im Wert des Ball on, mindestens jedoch von 4 Punkten. Je nach Situation wird vom Schiedsrichter zusätzlich ein Miss gegeben.

## Ball vom Tisch
Die Situation Ball vom Tisch liegt vor, wenn ein Ball auf etwas anderem als auf der Spielfläche oder in einer Tasche zum Stillstand kommt. Die farbigen Bälle werden in diesem Fall wieder auf ihren Spot, oder wenn dieser besetzt ist, nach den Regeln für besetzte Spots aufgesetzt. Rote Bälle kommen nicht wieder auf den Tisch zurück, ausgenommen folgende Fälle:
- Der Spieler am Tisch begeht ein Foul und Miss oder ein Foul vor einem Stoß und der gefoulte Spieler entscheidet auf Stoßwiederholung.
- Der Spieler am Tisch bewegt einen Ball, außer den Spielball mit dem Queue beim Ausführen eines Stoßes, oder spielt einen unsportlichen Stoß und der Gegenspieler entscheidet auf Wiederherstellung der vorherigen Situation.
- Ein Ball vom Tisch wird von irgendetwas oder einer anderen Person als dem Spieler am Tisch verursacht oder irgendetwas oder eine andere Person, außer sein Partner in einem Doppel, bringt den Spieler am Tisch dazu, ihn zu verursachen.

Wenn der Spielball vom Tisch ist, kommt er in Hand (Ball in Hand), außer in den drei vorgenannten Fällen.
Nach der Entscheidung, das vorherige Tischbild wiederherzustellen, kommt es zu einer Konsultationsphase.
Wird ein Ball vom Tisch von einem Spieler verursacht, stellt das immer einen Regelverstoß dar. Im Fall eines unsportlichen Stoßes liegt ein unsportliches Verhalten vor, das zu einer Verwarnung, bei Wiederholung zur Zuerkennung des Frames, ggf. auch des Spiels an den Gegner führt. In allen anderen Fällen wird er im Wert des Ball on oder, falls höherwertig, des höchsten am Regelverstoß beteiligten Balls, mindestens jedoch mit 4 Punkten, bestraft.

## Bande

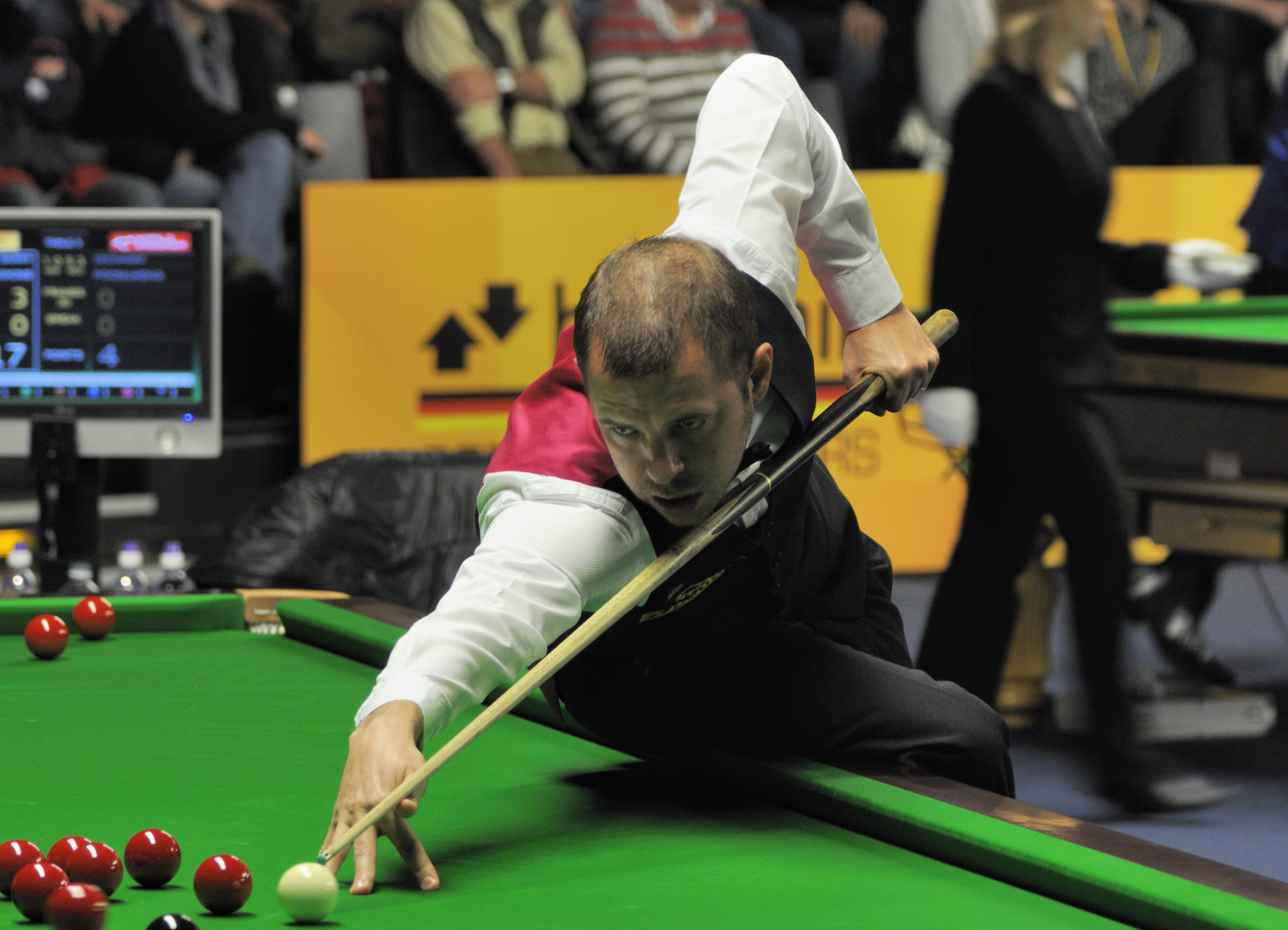
Barry Hawkins spielt „sitzend“ auf der Bande beim German Masters 2013

Banden heißen die inneren Begrenzungen der Spielfläche am Snookertisch. Die kurze Bande nahe der Baulk-line wird Fußbande oder untere Bande und die Gegenüberliegende, nahe dem schwarzen Spot, Kopfbande oder obere Bande genannt. Die Banden bestehen aus Holzleisten mit aufgeklebtem, in der Regel L-förmigem Naturkautschukprofil, überzogen vom gleichen Tuch wie es auch zum Bezug der Spielfläche verwendet wird. Dadurch ergibt sich im oberen Teil der Bande eine Aufprallfläche. Der untere Teil verläuft durch die Tuchbespannung schräg in Richtung Tischrand. Für die Höhe der Bande beim Snooker gibt es keine Norm der WPBSA; in der Regel beträgt sie 40 mm. Beim Snooker stellen die Banden neben der reinen Abgrenzung ein aktives Spielelement dar. Man kann den Spielball z. B. bei einer Safety eng an der Bande ablegen oder „über Bande spielen“, um damit im direkten Laufweg liegende Bälle zu umgehen. Macht es das Tischbild für den Stoß nötig, darf auch die Bockhand bzw. deren Finger auf die Bande gelegt werden. Ebenso kann man sich für einen Stoß bei Bedarf mit dem Körper ausgestreckt über die Bande auf den Tisch legen oder auch auf die Bande setzten, solange dabei ein Fuß am Boden bleibt und kein Ball mit Körper oder Kleidung berührt wird.

## Baulk-line (Fußlinie)
Die Baulk-line (Fußlinie) ist eine dünn aufgezeichnete Querlinie auf dem Snookertisch, im Abstand von 29 Inches (= 736,6 mm) parallel zur Fußbande (unteren Bande) und ist die Gerade des D. Die Mitte der Linie bildet zudem den „braunen“ Spot, die beiden Eckpunkte des D sind der „gelbe“ sowie der „grüne“ Spot. Ansonsten hat die Baulk-line keine weiteren Markierungs- oder Spielregelfunktionen. Der Bereich von der unteren Bande bis einschließlich der Baulk-line wird Baulk genannt.

## Besetzte Spots

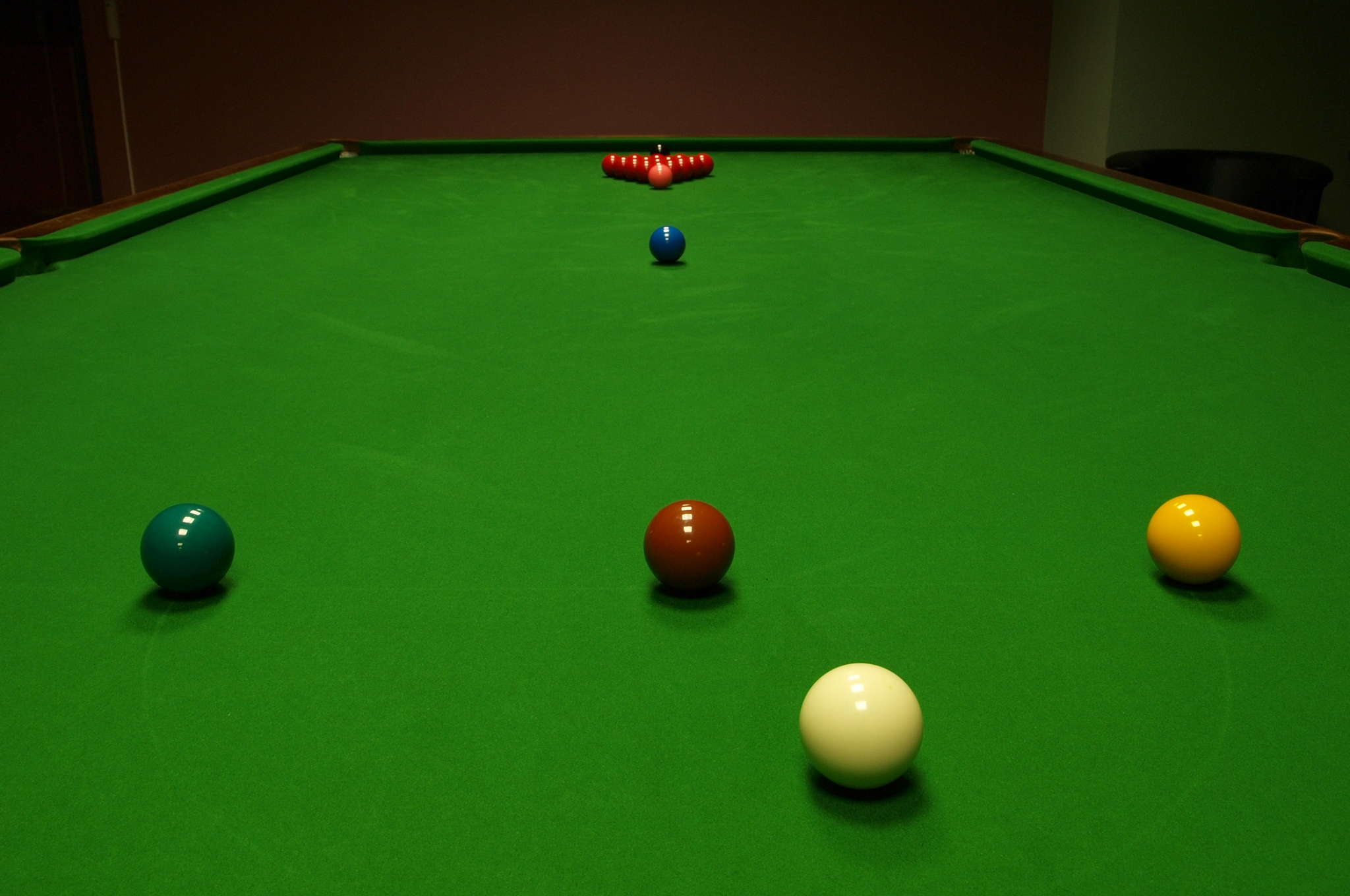
Zu Beginn des Frames liegen alle Bälle auf ihren Spots

Wenn ein farbiger Ball durch einen Stoß vom Spieler am Tisch gelocht wurde oder vom Tisch gesprungen ist, wird er immer wieder auf seinen ursprünglichen Spot gesetzt. Ausnahme hiervon ist ein regelkonform gelochter Ball on im Endspiel auf die Farben, sofern es kein Free Ball war. Ist der Spot von einem oder mehreren anderen Bällen blockiert, wird der Ball auf den höchstwertigen freien Spot gelegt. Ist die Situation nicht eindeutig zu erkennen, misst der Schiedsrichter den freien Abstand vorher mit dem Ballmarker aus.
Müssen mehrere Farben wieder aufgesetzt werden, deren Spots besetzt sind, werden die Bälle in der Reihe ihrer Wertigkeit auf die freien Spots verteilt: Der Höchstwertige auf den höchstwertigen freien Spot usw.
Sind alle Spots belegt, wird der Ball so nahe wie möglich, allerdings ohne einen anderen zu berühren, an seinen Spot herangelegt, und zwar auf der kürzesten Linie zwischen dem betreffenden Spot und der Kopfbande, oder, wenn dort kein Platz verfügbar ist (für das Aufsetzen des schwarzen oder pinken Balls), dem Spot und der Fußbande. In diesem Fall bittet der Schiedsrichter vorher mit einem kurzen Hinweis an den Spieler um etwas mehr Geduld beim genauen Wiederaufstellen.

## Best of
Der Best-of-Modus (dt.: „das Beste/Meiste von“) bedeutet, dass ein Spieler ein Spiel gewinnt, wenn er von einer ungeraden Anzahl vorgegebener Frames mehr als die Hälfte für sich entscheidet (z. B. 4 von 7 ... 18 von 35), und damit das Spiel beendet. Weitere Frames müssen dann nicht mehr gespielt werden. Die meisten Spiele in professionellen Turnieren (Matches) sind Best-of-9-Spiele, Finalspiele in der Regel Best of 17 oder Best of 19. Bei der Snookerweltmeisterschaft reichen die Spiele von Best of 19 (Qualifikation, 1. Runde) bis zu Best of 35 (Finale).

## Black ball game
Liegt nach dem Lochen beim Endspiel auf die Farben nur noch Schwarz auf dem Tisch und der Punkteunterschied im Frame beträgt weniger als 7 Punkte, kommt es zu einem sogenannten Black ball game, bei dem die nächste folgende Wertung (korrekt gelocht oder Foul) die Frame-, die Match- oder gar die Turnierentscheidung bringt. Hat ein Spieler 7 Punkte Rückstand und locht nun Schwarz korrekt oder bekommt 7 Strafpunkte vom Gegner, kommt es wegen Punktausgleichs für die endgültige Entscheidung noch zu einer Re-spotted black. Das Finale der Snooker-WM 1985 wurde erst im Decider in einem derartigen Black ball game entschieden.

## Bockhand

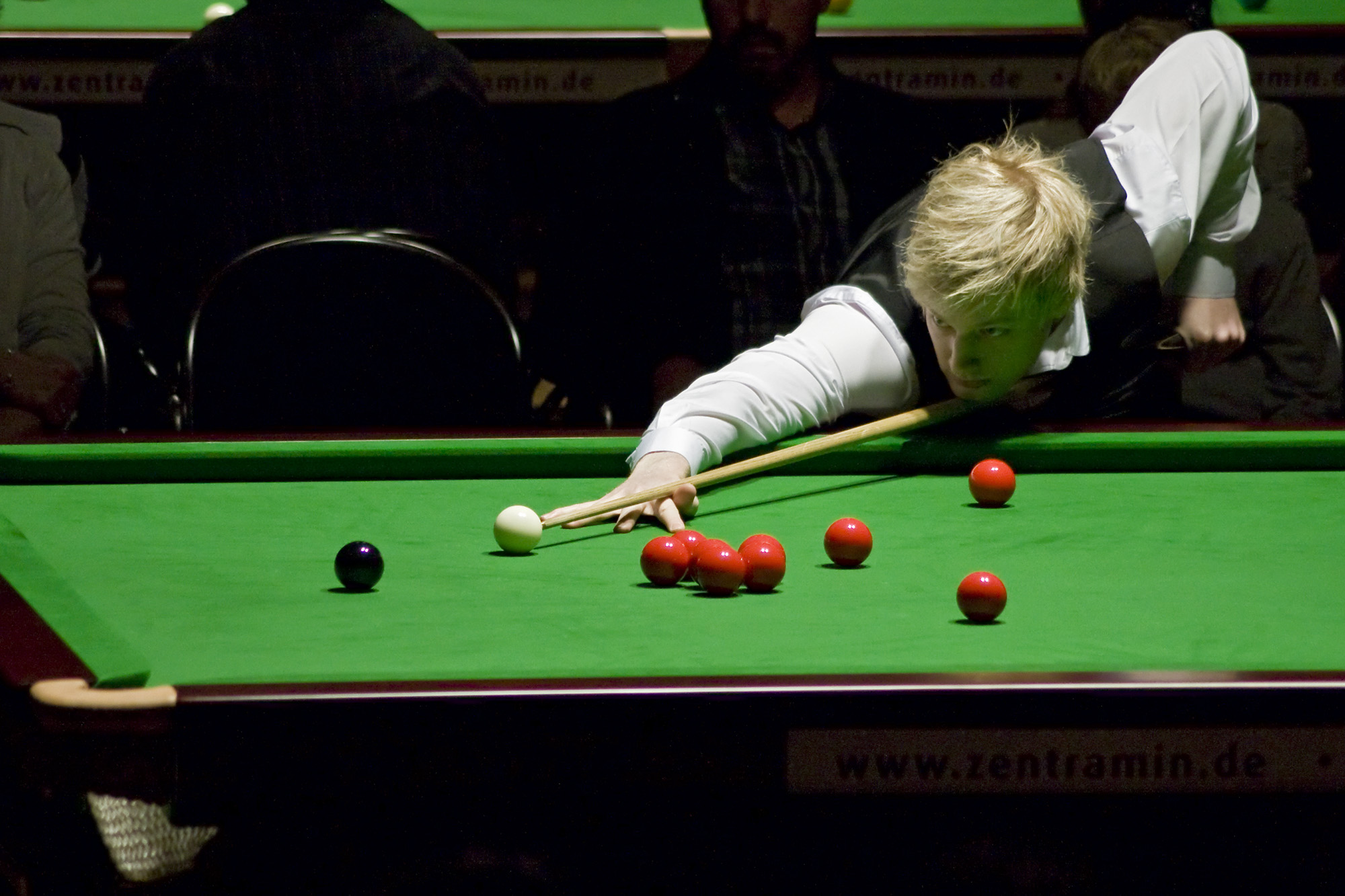
Linkshänder Neil Robertson beim Paul Hunter Classic 2010 mit flacher ausgestreckter rechter Bockhand

Die Bockhand oder „der Bock“ (engl.: bridge hand) ist der vordere Ankerpunkt im Stoß und unabdingbar für die sichere Führung des Queues.
Liegt der Spielball entfernt von der Bande auf dem Tisch, befindet sich die – je nach Händigkeit – rechte oder linke Hand zunächst fingerspreizend und flach ausgestreckt auf dem Tuch, optimalerweise etwa eine Handlänge vor dem Spielball. Dann wird die Handmitte etwas nach oben gezogen, wodurch sich bei aufliegenden Fingerspitzen und Handballen ein kleiner Hohlraum unter der Hand bildet, und der Daumen nach oben an die Hand gedrückt. Dadurch entsteht eine „Furche“ zur Führung des Queues.
Liegt der Spielball am oder in der Nähe des Tischrandes, wird die Bockhand auf die Bande gelegt und das Queue zwischen Daumen und Zeigefinger geführt. Dabei wird vom Queue meist zusätzlich die Oberseite der Bande gestreift.
Liegt der Spielball so hinter einer Gruppe von Bällen, dass der Spieler weder genügend Platz hat, seine Hand „normal“ als Bock zu positionieren, noch mit Hilfe des einfachen Hilfsqueues (X-Rest) zu spielen, wird oft der „hohe Bock“ oder „Übergriff“ verwendet. Dabei stellt der Spieler drei Finger als Stützen auf den Tisch und führt dann das Queue in der Furche zwischen Zeigefinger und Daumen. Der hohe Bock kommt auch zum Einsatz, wenn der Spielball bewusst steil von oben gestoßen werden soll, z. B. für einen Bogenball.

## Bogenball
Ein Bogenball ist eine anspruchsvolle Stoßart, um den Ball on, auf den man eigentlich gesnookert ist, doch noch auf direktem Weg zu treffen. Dafür spielt man mit Effet. Der Queue wird hierzu – je nach Größe des Bogens – steiler als normal bis zu fast senkrecht (beim „Kopfstoß“) in den Spielball angesetzt sowie der Einstoßpunkt seitlich zu der Seite versetzt, in die der Bogen laufen soll. Wenn der Ball einen Bogen nach links machen soll, muss der Queue mit der Pomeranze links von der Mitte ansetzen und umgekehrt. Hierbei gilt: Je mehr seitlicher Ansatz und je weniger steil, umso größer verläuft die Kurve des weißen Balles. Dabei wird häufig der „hohe Bock“ (siehe Bockhand) eingesetzt.

## Break
Das Wort Break hat im Snooker zwei Bedeutungen:
Einmal bezeichnet es eine Serie von regelkonform gelochten Bällen während einer Aufnahme, d. h. während ein Spieler durchgehend am Tisch ist. Zu den Punkten des Breaks zählen immer nur direkt erzielte Punkte, also die Punkte für die gelochten Bälle, jedoch nicht die Strafpunkte, die man für bestimmte Penalties des Gegners erhält. Ein Break ab 100 Punkten wird Century Break genannt. Eine Total Clearence, die mit der maximal möglichen Punktzahl gelocht wird, d. h., auf jeden roten Ball folgt der Schwarze Ball, heißt Maximum Break und ist relativ selten. Ein Maximum Break hat normalerweise 147 Punkte (15 x (1 Punkt für Rot + 7 Punkte für Schwarz) + 27 Punkte im Endspiel auf die Farben), im Falle einer 16-Reds-Clearence 155 Punkte (147 Punkte + 1 Punkt für den Free Ball als Ersatzrote + 7 Punkte für Schwarz). Das einzige bisher bezeugte 155er-Break spielte Jamie Cope 2005 in einem Trainingsmatch; das höchste Break in einem offiziellen Turniermatch gelang dem Schotten Jamie Burnett 2004 während seines Qualifikationsspiels gegen Leo Fernandez für die UK Championship mit 148 Punkten. Die Punktzahl in einem Frame ist wegen möglicher Strafpunkte nicht limitiert und kann deshalb auch höher sein als 147 oder 155.
Daneben bezeichnet das Wort Break bzw. Break-in auch den Anstoß (Eröffnungsstoß) einer jeden Partie im Snooker (ebenso im Poolbillard).

## Century Break
Ein Century Break, oft kurz nur Century genannt, ist eine Serie von mindestens 100 erzielten Punkten in einem Break. Eventuell gutgeschriebene Strafpunkte durch Regelverstöße des Gegners vor oder während der Aufnahme werden dabei nicht mitgezählt.
Die absolute Mindestzahl an Objektbällen, die ein Spieler in Folge regelkonform lochen muss, um ein Century Break zu erreichen, beträgt 25. Dieser Fall gilt, wenn noch 10 Rote (je 1 Punkt) auf dem Tisch liegen, diese dann jeweils mit Schwarz (10 x (1 + 7) = 80 Punkte) gelocht werden und anschließend im folgenden Endspiel auf die Farben noch die 5 Bälle Gelb, Grün, Braun, Blau und Pink (2 + 3 + 4 + 5 + 6 = 20 Punkte) regelgerecht versenkt werden.
Im „normalen“ Spielverlauf sind wenigstens 26 regelkonforme Stöße nötig, also 13 x Rot/Schwarz (13 x 8 Punkte = 104) und falls mit den „kleineren Farben“ nach Rot gespielt wird, entsprechend noch mehr Stöße.
Obwohl ein Century Break im heutigen Profisnooker im Gegensatz zu früher (auch aufgrund wesentlich aggressiverer Spielweise mit z. B. langen Bällen oder dem Spiel über die Mitteltaschen) ziemlich häufig und durchaus auch mehrfach hintereinander auftritt, wird das in Turnieren (Matches) vom Publikum immer noch als eine besondere Leistung eines Spielers mit extra Applaus honoriert.
Hat man dem Mitspieler vorher keine oder nur wenige Foulpunkte überlassen, bedeutet das Spielen eines Century zudem nahezu sicher den Gewinn des Frames, da ihn der Gegner dann meist aufgibt.

## Chinesischer Snooker

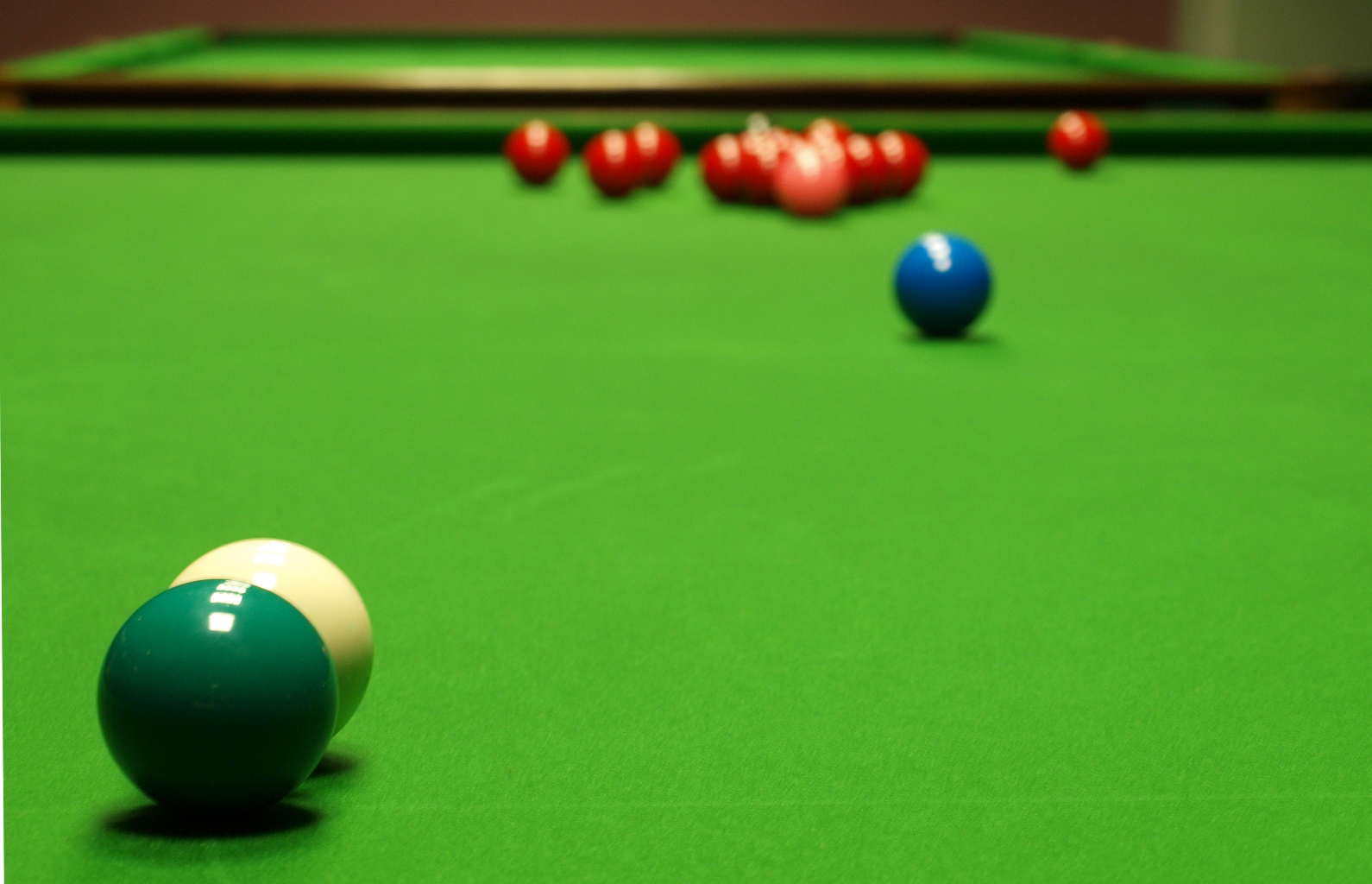
Der Spieler ist durch Grün auf die roten Bälle chinesisch gesnookert

Chinesischer Snooker (engl.: Chinese snooker) ist ein scherzhafte Bezeichnung von Snookerspielern für eine Spielsituation, bei der der direkte Weg zum Objektball zwar frei ist, der Spielball jedoch so dicht vor einem anderen Ball liegt, dass ein sicherer Stoß nicht durchgeführt werden kann. Der Spielball muss in diesem Fall entweder mit einem hohen Bock (Bockhand) oder einem Hilfsqueue steil von oben gestoßen werden, wodurch er nicht voll kontrollierbar ist, da kein Effet auf ihn abgegeben werden kann. Oder er wird seitlich angespielt, um den Ball on über Bande zu treffen, was mit erhöhtem Risiko verbunden ist. Außerdem ist die Gefahr groß, den störenden Ball evtl. zu touchieren und damit ein Foul zu verursachen.

## Clearance
Clearance heißt (englisch) die „Räumung“ des Tisches, wobei alle restlichen sich noch auf dem Tisch befindenden Bälle in einem Break versenkt werden. Von einer Total Clearance spricht man, wenn alle zu Beginn des Frames auf dem Tisch liegenden Bälle in nur einem Break versenkt werden. Zusätzlich liegt eine 16-Reds-Clearence vor, wenn zu Beginn des Breaks noch ein Free Ball und eine weitere Farbe zu den 15x Rot+Farbe dazu kommen. Ein Maximum Break ergibt sich, wenn nach jedem roten Ball, incl. dem möglichen Free Ball als Ersatzrot, ein schwarzer Ball sowie das Endspiel auf die Farben korrekt gelocht wird.

## D
Das D ist ein eingezeichneter Halbkreis über dem Mittelpunkt der Baulk-line zur Fußbande (unteren Bande) hin, mit 11½ Inches (= 292,1 mm) Radius. In seinem Mittelpunkt befindet sich der Aufsetzpunkt (engl.: spot) für den braunen Ball, am rechten Eck, von der Fußbande aus betrachtet, derjenige für den gelben und am linken Eck der für den grünen Ball. Beim Anstoß oder bei anderen Ball-in-Hand-Situationen dürfen die Spieler den Spielball nur innerhalb oder auf den Linien des D platzieren.
- Abweichung hiervon, siehe: Snooker Shoot-Out.

## Decider
Der Decider (von engl. „to decide“; dt. entscheiden) ist der Entscheidungsframe in einem Spiel. Beim Spiel nach der Regel „Best of“ geht es immer um eine ungerade Anzahl von Frames, und wenn beim vorletzten der maximal möglichen Frames nur Gleichstand statt einer Spielentscheidung erreicht wurde, wird ein Decider notwendig. Dabei geben sich die Spieler davor – wie zum Beginn jeder Session – erneut die Hand. Die Ansage des Schiedsrichters lautet statt der Nummer des Frames nun: „The last frame of this game, [Spielername] to break.“
- Abweichung hiervon, siehe: Snooker Shoot-Out.

## Doppel (Four-handed Snooker)
Als Doppel oder Four-handed Snooker (Vierhändiges Snooker) wird ein Snookervariante bezeichnet, bei der je zwei Spieler als Mannschaft zusammenspielen. In einem Doppel beginnen die beiden Partner die Frames, für die ihrer Mannschaft der Eröffnungsstoß (Anstoß) zukommt, abwechselnd. Die weitere Spielreihenfolge, also welcher Spieler der gegnerischen Mannschaft auf den Spieler folgt, der den Anstoß gespielt hat, muss am Beginn eines Frames festgelegt werden. Sie kann während des Frames nicht mehr geändert, aber bei jedem neuen Frame neu festgelegt werden. Wurde ein Foul begangen und der Gegner hat zum Weiterspielen aufgefordert, so bleibt der Spieler, der das Foul begangen hat, am Tisch, wobei sich die Reihenfolge der Spieler für die folgenden Aufnahmen nicht ändert. Wenn das Foul erklärt wurde für Spielen außerhalb der Reihe, also wenn der falsche Spieler an den Tisch gekommen ist, verliert der Partner des Verursachers die Aufnahme, d. h., nach Ende des Aufnahme kommt von der gegnerischen Mannschaft der Spieler an den Tisch, der regulär auf den Partner des Verursachers folgt. Dies gilt auch, wenn die gegnerischen Mannschaft zu Weiterspielen aufgefordert hat, und der foulende Spieler zunächst weiter am Tisch bleibt. Generell gilt, dass der Spieler am Tisch auch für Regelverstöße, die sein Partner begeht, als Verursacher angesehen wird. Kommt es infolge Punktegleichstands am Ende eines Frames (oder Spiels oder Matches) zu einer Re-spottet Black, so hat die Mannschaft, die den ersten Stoß spielt, die Wahl, welcher von beiden Spielern beginnt. Für evtl. stattfindende folgende Stöße wird die bisherige Spielreihenfolge des Frames beibehalten.
Die beiden Partner dürfen sich während eines Frames besprechen, allerdings nicht solange sich einer der beiden Spieler am Tisch befindet, d. h. seine Aufnahme noch nicht beendet ist. Letzteres stellt ein Foul dar, das im Wert des Ball on zum Zeitpunkt des Fouls, mindestens jedoch mit 4 Punkten, oder, nach korrektem Lochen von Rot, aber noch vor nominieren einer Farbe, mit 7 Punkten bestraft wird. Ein Foul wegen Spielens außerhalb der Reihenfolge wird mit Punkten in gleicher Höhe geahndet.

## Double und Cross Double
Bei einem Double wird ein Ball nicht direkt, sondern über Bande – in mehr oder weniger spitzem Winkel – in eine Tasche gespielt, die sich auf der Seite des Spielers befindet, also entgegen der Stoßrichtung. In den meisten Fällen handelt es sich dabei um eine der Mitteltaschen. Kreuzt der weiße Ball den künftigen Weg des Objektballs, bevor dieser von der Bande zurückkommt, spricht man von einem Cross Double.

## Double Kiss
Double Kiss (Doppelberührung, auch Konter genannt) bezeichnet ein Ereignis, bei dem der angespielte Ball gegen ein Hindernis stößt und beim Zurückprallen ein zweites Mal auf den Spielball trifft. Das ist normalerweise nicht beabsichtigt, da sich die Auswirkung auf den Spielball kaum berechnen lässt. Ergibt sich nach einem unbeabsichtigten Double Kiss dennoch ein positives Ergebnis, ist das ein klassisches Beispiel für einen Fluke.

## Durchstoß (push stroke)
Bei einem Stoß darf der Spielball nur einmal gestoßen und nicht vorwärts geschoben werden. Der Queue darf einen Augenblick lang mit dem Spielball in Kontakt bleiben, während dieser seine Bewegung aufnimmt. Wenn er nach dem Stoß noch Kontakt mit dem Spielball hat oder wenn er noch Kontakt mit dem Spielball hat, während dieser einen Objektball trifft, entscheidet der Schiedsrichter auf Durchstoß (engl.: push stroke, auch push shot, wörtlich etwa „Schiebestoß“). Ein Durchstoß ist ein Foul, das im Wert des Ball on oder, soweit höherwertiger, des höchsten am Foul beteiligten Ball, mindestens jedoch mit 4 Punkten bestraft wird. Die Gefahr eines Durchstoßes ist vor allem gegeben, wenn Spielball und Objektball eng beieinander liegen. Es gilt in einer solchen Situation jedoch nicht als Durchstoß, wenn der Spieler den Objektball so dünn wie möglich am äußersten Rand anspielt. Einen vom Spielball berührten Objektball anzuspielen, stellt dagegen immer einen Durchstoß dar (siehe Touching Ball). Vom betreffenden Objektball muss deshalb weg gespielt werden, ohne ihn zu bewegen.

## Ecktasche
Am Snookertisch gibt es wie an jedem Billardtisch vier Ecktaschen. Die beiden Ecktaschen oberhalb des schwarzen Balles bezeichnet man als die Kopftaschen oder auch als die „schwarzen“ Taschen. Die beiden Ecktaschen unterhalb des D, aus dem angestoßen wird, bezeichnet man als die Fußtaschen.
Aufgrund der Nähe zu den Spots der entsprechenden farbigen Bälle werden die Fußtaschen auch gemeinhin als die „gelbe“ bzw. „grüne“ Tasche bezeichnet.
- siehe hierzu auch den Hauptabschnitt: Tasche (Pocket)

## Effet
Der Effet [ɛˈfeː] (frz. für ‚Wirkung‘) ist ein Drall, den ein Spieler dem weißen Ball mitgeben kann, je nachdem, wo er mit dem Queue den Spielball berührt. Man unterscheidet zwischen Rückläufern (Zugbällen), bei denen der Spielball nach dem Kontakt mit dem Objektball in Richtung Spieler zurückläuft, Nachläufern, bei denen der Spielball hinter dem Objektball hinterherläuft und Seiteneffekten, bei denen der Spielball nicht im „natürlichen“ Winkel (Einfallswinkel) vom Objektball oder einer Bande abläuft. Rück- und Nachlauf kann mit dem Seiteneffekt kombiniert werden, z. B. um Bogenbälle zu erzeugen. Zweck des Effet ist es, den Spielball zu kontrollieren und ihn in eine optimale Position zu bringen, um den nächsten Objektball spielen zu können. Der Effet kann auch in geringem Maß auf den Objektball übertragen werden.

## Einsteiger
Als Einsteiger bezeichnet man einen roten Ball, den der Gegenspieler bei Fouls oder Fehlstößen relativ leicht lochbar auf dem Tisch liegen lässt. Hat nun der Spielball zum roten Ball on oder der Rote zur Tasche mehr als etwa die halbe Länge der langen Tischseite zurückzulegen, spricht man von einem „langen Einsteiger“ oder auch einem langen Ball. Lange Einsteiger sind aufgrund der hohen Anforderungen selbst im Profisnooker erst seit etwa Anfang der 1990er Jahre zu Standardstößen geworden, allerdings heute unabdingbar, um an der Weltspitze überhaupt mithalten zu können.

## Endspiel auf die Farben
Nachdem alle roten Bälle aus dem Spiel sind, und im Falle des korrekten Lochens des letzten roten Balls nochmal auf eine beliebige Farbe gespielt wurde, beginnt das Endspiel auf die Farben: Hierzu müssen nacheinander alle Farben, allerdings zwingend im Anstieg ihrer Wertigkeit, also beginnend bei Gelb (2 Punkte) über Grün (3), Braun (4), Blau (5) und Pink (6) bis Schwarz (7), gelocht werden, weshalb hierbei eine Nominierung der Farbe vor dem Stoß nicht mehr nötig ist. Ist nach dem Lochen von Pink die Punktedifferenz im Frame zwischen den Spielern größer als 7, kann auf das Lochen des letzten schwarzen Balls verzichtet werden, da es hierbei stets nur noch eine Wertung von 7 Punkten gibt. Beim Endspiel sind maximal 27 Punkte zu erzielen, es sei denn, es kommt noch zu einem oder mehreren Free Balls. Eine gelochte Farbe wird im Endspiel nicht wieder aufgesetzt (gespottet), außer es handelt sich um einen Free Ball oder einen Ball, der nicht on war. Ausnahme: Nach einem Foul und Miss, einem Foul vor einem Stoß, einem unsportlichen Stoß oder einem absichtlich vom Spieler am Tisch bewegten Ball (außer dem Spielball beim Stoßen mit dem Queue) entscheidet der Gegenspieler auf das Wiederherstellen des Tischbildes vor dem Regelverstoß. Zwei weitere sehr seltene Ausnahmefälle sind: Ein Ball, der am Rande einer Tasche zum Stillstand gekommen ist, fällt später, ohne von einem anderen Ball getroffen zu werden, oder ein Ball, der anders als vom Spieler am Tisch bewegt wurde fällt.
Trifft man im Endspiel den Ball on nicht, oder ein Ball nicht on fällt oder wird zuerst oder gleichzeitig mit dem Ball on getroffen, ist das ein Foul. Wird bei einer Free-Ball-Situation der Free Ball nicht zuerst, alleine oder gleichzeitig mit dem eigentlichen Ball on getroffen, ist dies ebenfalls ein Foul. Solche Fouls werden im Wert des Ball on oder, falls höherwertig, des höchsten am Foul beteiligten Ball, mindestens jedoch mit 4 Punkten bestraft.

## Exhibition
Unter einer Exhibition versteht man im Snooker eine Veranstaltung außerhalb des üblichen Turnierbetriebes. Meistens bezeichnet Exhibition eine von einem oder mehreren bekannten (Ex-)Profispielern durchgeführte Veranstaltung, die Schaupartien gegen andere Profispieler oder gegen lokale Amateure, Trickshots und anekdotische Erzählungen umfassen kann. Exhibitions sind, da sie aufgrund des Showcharakters vor allem zur Unterhaltung des Publikums und nicht zu Wettkampfzwecken veranstaltet werden, von den Umgangsformen her deutlich lockerer als der normale Spielbetrieb. Zudem können sie als Hinzuverdienstmöglichkeit der Profis und zu Werbezwecken der jeweiligen Veranstalter und deren Sponsoren dienen.

## Extended Spider

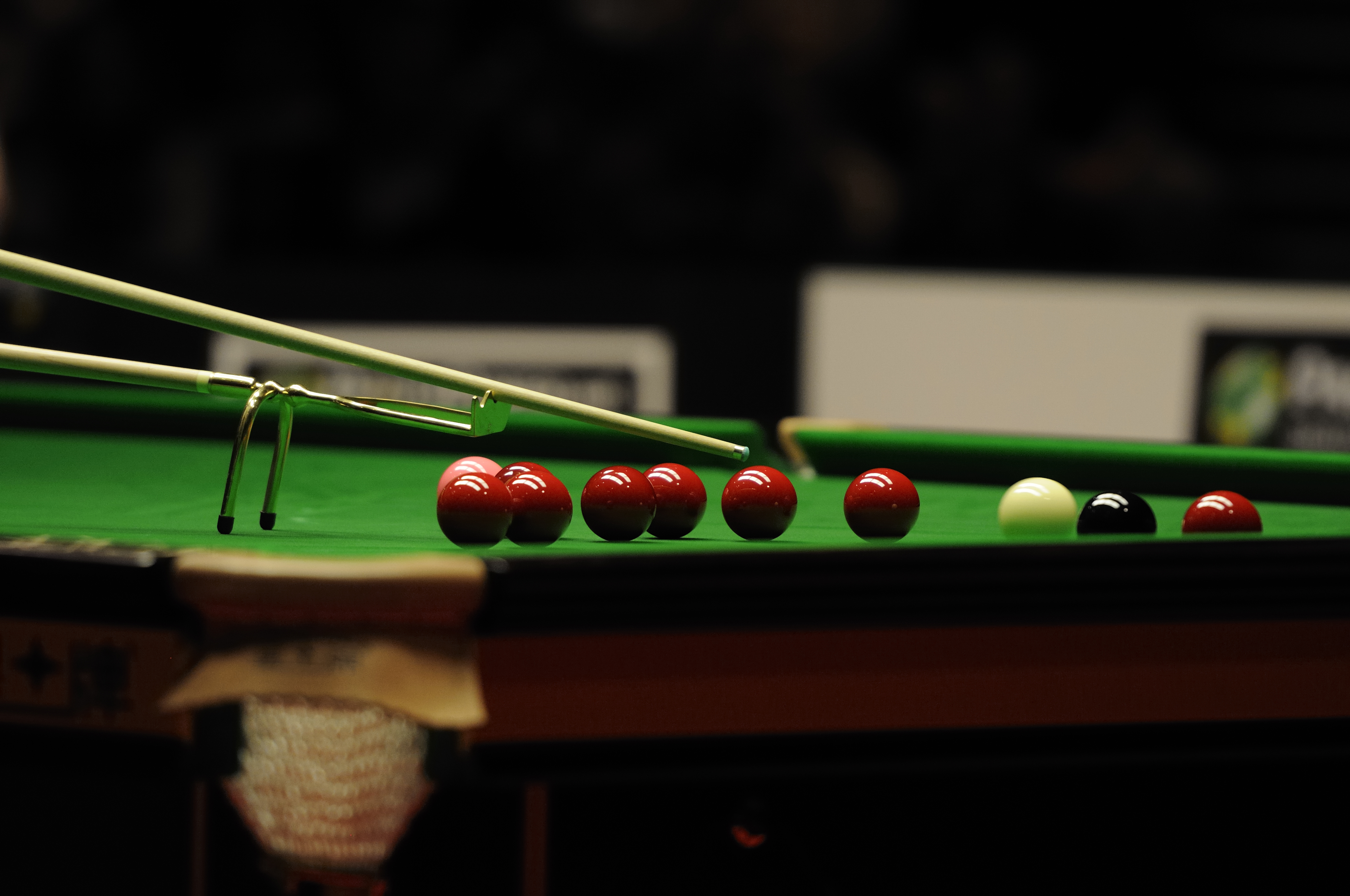
Extended Spider

Der Extended Spider ist ein Hilfsqueue, das zum Einsatz kommt, wenn der Spieler zum Stoßen des Spielballs ein Hilfsqueue benötigt, sich aber in Stoßrichtung betrachtet hinter dem Spielball mehrere Objektbälle befinden, über die das Queue drüber geführt werden muss und die das Platzieren des einfachen Hilfsqueues mit x-förmiger Auflage (X-Rest) verhindern. Der extended Spider besitzt wie der Spider zwei lange Beine und eine Platte als Auflage, die an der Oberseite drei Vertiefungen (die mittlere etwas höher) zur Führung des Queues aufweist. Diese Auflage ist jedoch vor die Ebene der Beine verschoben. Im Vergleich zum Swan ist der extended Spider meist noch etwas höher und reicht deutlich länger über den Aufsetzpunkt auf dem Tisch hinaus. Der extended Spider kommt ebenso wie der Swan nur zum Einsatz, wenn es unumgänglich ist, da mit ihm die Spielballkontrolle nochmal deutlich mehr eingeschränkt ist als beim einfachen Hilfsqueue oder beim Spider. Manche Spieler bevorzugen anstelle des extended Spider (oder Swan) eine Kombination aus Spider und X-Rest. Dazu wird der X-Rest in die Queueführung des Spiders gelegt und je nach Bedarf entsprechend der Situation auf dem Tisch beliebig weit nach vorne geschoben, wobei die Schäfte der beiden Hilfsqueues aufeinander liegen und zusammen mit einer Hand gehalten werden.
In manchen Fällen ist auch der Hook Rest eine Alternative zu extended Spider und Swan, da er eine bessere Spielballkontrolle ermöglicht.

## Fluke
Als Fluke bezeichnet man im Snooker ein unvorhergesehenes Ergebnis bei einem Stoß. Etwa wenn ein Ball an der angespielten Tasche abprallt, dann aber per Zufall doch noch in eine andere Tasche fällt, oder wenn z. B. beim Spiel auf Rot neben oder statt des roten Balls, der gelocht werden soll, ein oder mehrere andere rote Bälle oder eine Farbe in Taschen fallen. Manchmal lassen sich Flukes über mehrere Banden beobachten. Ein Fluke kann einen Spieler vor dem Verlassen des Tisches bewahren, indem ein Ball on ungeplant korrekt gelocht wird, oder indem durch das zufällige Zusammentreffen von Bällen das erwartete Fallen eines Balls, der nicht on ist, doch noch verhindert wird. Ebenso können durch einen Fluke auch Snooker oder andere schwierigere Positionen für den Gegner oder auch für den Spieler am Tisch selbst entstehen, die beim eigentlich beabsichtigten Lauf der Bälle so nicht entstanden wären. So kann sich ein zufälliges Fallen von mehreren Roten, das bei Rot als Ball on grundsätzlich erlaubt ist, eher nachteilig auswirken, da es die benötigten Punkte vom Tisch nimmt oder das Tischbild der laufenden Aufnahme unerwartet verändert.
Es wurden schon ganze Frame- und Spielgewinne sowie auch Maximum Breaks mit Hilfe von Flukes erzielt. Aus Gründen des Gentlemen-Sport ist es beim Snooker üblich, dass sich ein Spieler nach einem für ihn positiv gelaufenen Fluke bei seinem Gegner entschuldigt.

## Foul
Ein Foul ist ein regelwidriger Stoß oder ein sonstiges regelwidriges Verhalten, das die Aufnahme des Spielers am Tisch beendet. Regelverstöße, die sich nicht darauf auswirken, welcher Spieler am Tisch ist, sind Penalties.
Ein Foul wird vom Schiedsrichter entschieden, angesagt und, außer bei einem unsportlichen Stoß, mit Strafpunkten („Foulpunkten“) geahndet, die dem Gegenspieler gutgeschrieben werden. Die Höhe der Punkte entspricht bei den meisten Fouls dem Wert des Ball on oder des höchsten am Foul beteiligten Ball, soweit dieser höherwertiger ist als der Ball on, beträgt jedoch mindestens 4 Punkte, bei einigen Fouls aber auch immer 7 Punkte. Die maximale Höhe der Strafpunkte bei oder vor einem Stoß beträgt 7 – ein Aufsummieren „mehrerer“ begangener Fouls (z. B. Rot ist on, Farbe und der Spielball fallen) gibt es beim Snooker nicht. Wird während eines Stoßes ein Foul begangen, erhält der Spieler zudem keine Punkte für mit dem Stoß gelochte Bälle on. Alle Punkte aus vorangegangenen Stößen in der Aufnahme bleiben ihm jedoch erhalten. Ein Foul ist nur gültig, wenn es vom Schiedsrichter bekannt gegeben oder vom Gegenspieler reklamiert wird, bevor der nächste Stoß ausgeführt wird.
Wenn der nächste Spieler im Anschluss an den letzten Stoß der Aufnahme oder ein Foul seines Gegners den Spielball stößt oder einen Regelverstoß begeht, bevor die Bälle zum Stillstand gekommen sind oder bevor der Schiedsrichter das Spotten einer Farbe beendet hat, wird er bestraft, als wäre er der Spieler am Tisch, und seine Aufnahme ist zu Ende.
Hat ein Spieler ein Foul begangen, so kann sein Gegner ihn wahlweise das Spiel weiterführen lassen oder auch selbst weiterspielen. Entscheidet der Schiedsrichter auf Foul und Miss oder wurde das Foul zwischen zwei Stößen begangen, so hat der Gegenspieler zusätzlich die Option, den Verursacher den Stoß wiederholen bzw. aus der vorherigen Situation weiterspielen zu lassen. Bei einem unsportlichen Stoß oder einem absichtlich vom Spieler am Tisch bewegten Ball (außer dem Spielball beim Stoßen mit dem Queue) kann er darüber hinaus auch noch selbst aus der vorherigen Situation weiterspielen. Entscheidet der gefoulte Spieler entsprechend, stellt der Schiedsrichter das vorherige Tischbild wieder her, legt also die durch das Foul bewegten Bälle wieder dorthin zurück, wo sie vor dem Foul lagen. Befindet sich der weiße Ball nicht mehr auf der Spielfläche, kommt die Ball-in-Hand-Regelung zur Anwendung. Mit der Entscheidung die Bälle zurückzulegen beginnt eine Konsultationsphase. Wird der Verursacher des Fouls zum Weiterspielen aus der Situation vor dem Foul aufgefordert, ist der Ball on der gleiche wie vor dem Regelverstoß, aber der Spieler entscheidet selbst, welchen Ball on er anspielen will, d. h. bei Ball on Rot, welche Rote er anspielen und bei Farbe on (außer im Endspiel), welche Farbe er nominieren und anspielen will. Die Entscheidung, den Verursacher des Fouls aus der jetzigen oder vorherigen Position weiterspielen zu lassen oder selbst an den Tisch zu kommen, kann vom Gegner nicht wieder zurückgenommen werden.
Fouls, die in Höhe des Wertes des Ball on (mindestens jedoch mit 4 Punkten) bestraft werden, sind:
- Der Spielball fällt in eine Tasche, oder wird während des Stoßes mehr als einmal berührt, oder inkorrekt aus Ball in Hand gespielt, oder für einen Jump Shot verwendet.
- Der Spielball wird dem Gegner hinter einem Free Ball gesnookert hinterlassen, es sei denn, es liegen nur noch Pink und Schwarz auf dem Tisch.
- Es wird kein Objektball getroffen.
- Der Spieler berührt beim Stoßen nicht mit mindestens einem Fuß den Boden.
- Ein Stoß erfolgt, bevor der Schiedsrichter das Wiederaufsetzen einer als Free Ball gespielten Farbe beendet hat.
- Der Spieler spielt bei einem Doppel (Four-handed Snooker) außerhalb der Reihenfolge, oder kommuniziert verbal oder non-verbal mit seinem Partner, solange einer der beiden noch am Tisch, d. h. seine Aufnahme nicht beendet ist.
- Ein nicht standardkonformer Queue wird verwendet.
- Beim Six-Red-Snooker wird der Spielball, nachdem ein roter Ball regelkonformen gelocht wurde, dem Gegner hinter der nominierten Farbe gesnookert hinterlassen.

Fouls, die in Höhe des Wertes des Ball on oder des höchsten am Foul beteiligten Balls, soweit dieser höherwertiger ist als der Ball on, (mindestens jedoch mit 4 Punkten) bestraft werden, sind:
- Ein Ball, der nicht on ist, wird zuerst oder gleichzeitig mit einem Ball on getroffen oder wird gelocht, oder ein Free Ball wird nicht zuerst oder nicht gleichzeitig mit dem eigentlichen Ball on getroffen, oder ein Durchstoß erfolgt.
- Ein Ball von Tisch wird verursacht, d. h. ein Ball kommt auf etwas anderem als auf der Spielfläche oder in einer Tasche zum Stillstand.
- Ein Stoß erfolgt, bevor alle Bälle aus dem vorherigen Stoß zum Stillstand gekommen sind.
- Ein Stoß erfolgt, bevor der Schiedsrichter das Wiederaufsetzen eines farbigen Balles, der nicht Free Ball war, oder eines Balls, der zum Reinigen entfernt wurde, beendet hat.
- Ein Ball im Spiel oder Ballmarker wird mit dem Körper, der Kleidung (Kleiderfoul), dem Queue bzw. Hilfsqueue, oder der sonstigen Ausrüstung des Spielers berührt. Solche Fouls werden in der Regel vom Spieler selbst angezeigt, da sie der Schiedsrichter oft wegen seiner Beobachtungsposition nicht sehen kann.
- Ein Ball im Spiel kommt in Kontakt mit einem Hilfsqueue oder sonstigen Objekten oder Ausrüstungsgegenständen, die während der aktuellen oder einer früheren Aufnahme am oder auf dem Tisch zurückgelassen wurden.
- Ein Objektball, der im Spiel ist, wird mit dem Spielball berührt während Ball in Hand.

Fouls, die mit sieben Punkten bestraft werden, sind:
- Ein Foul wird begangen nach dem regelkonformen Lochen eines roten Balls oder Free Balls, aber noch vor dem Nominieren einer Farbe, oder es wird versäumt, vor dem Stoß einen Ball on anzusagen, obwohl der Schiedsrichter es verlangt.
- In zwei aufeinanderfolgenden Stößen wird auf Rote Bälle oder einen Free Ball gefolgt von Rot gespielt.
- Ein anderer als der weiße Ball wird als Spielball verwendet.
- Zur Abstands- und Entfernungsmessung werden Hilfsmittel verwendet, einschließlich der Kreide.

Ein Foul, das im Wiederholungsfall mit dem Verlust des Frames bzw. des Spiels bestraft wird, ist:
- Ein Spieler stößt den Spielball, um damit einen unsportlichen Stoß zu machen, und legt damit ein unsportliches Verhalten an den Tag. 
 Wird bei Spielen oder Turnieren auf die Summe der Punkte aus den Frames gespielt, verliert der Spieler alle im Frame bisher erzielten Punkte und der Gegner erhält die maximal noch auf dem Tisch liegenden Punkte zu seinem bereits vorhandenen Punktestand aus dem Frame hinzu. Hierbei gelten alle Farben, die sich regelwidrig nicht auf dem Tisch befinden, als wieder aufgesetzt und werden mitgezählt. Wird dem Gegner das Spiel zuerkannt, erhält er für jedes noch nicht gespielte Frame weitere 147 Punkte.

Beispielfälle für die Bestimmung der Strafpunkte:
- Blau ist on, wird zuerst getroffen und auch versenkt, zusätzlich fällt aber der Spielball in eine Tasche. Dieses Foul wird mit fünf Strafpunkten geahndet.
- Blau ist on, Schwarz wird aber zuerst getroffen. Dem Gegner werden sieben Punkte gutgeschrieben.
- Blau wird angesagt und korrekt in die Tasche gespielt, es fällt aber auch der pinkfarbene Ball. Der Gegner erhält sechs Punkte (Pink), und beide Bälle werden wieder aufgesetzt.

- Abweichung hiervon, siehe: Snooker Shoot-Out.

## Frame
Als Frame bezeichnet man im Snooker eine Zähleinheit, ähnlich dem Satz beim Tennis. Der Spieler, der in einem Frame die meisten Punkte erzielt, gewinnt dieses. Das Spiel gewinnt derjenige Spieler, der im Best-of-Modus die meisten Frames für sich entscheidet. Bei den verschiedenen Turnieren (Matches) und Spielrunden sind unterschiedlich viele Frames zu spielen. Die maximale Anzahl an Frames bei offiziellen Turnieren der World Snooker Tour liegt derzeit bei 35 im Finale der Snookerweltmeisterschaft. Bei fast allen Turnieren ist wegen des Best-of-Modus die Anzahl der Frames ungerade. Eine Ausnahme bildete z. B. die Premier League Snooker, wo in der Gruppenphase zeitweilig jeweils sechs Frames ausgespielt werden mussten und somit auch ein Unentschieden möglich war.
Es gibt aber auch Turniere, bei denen nicht die Anzahl der gewonnenen Frames über den Sieg entscheidet, sondern die Summe der Punkte aus allen Frames eines Spiels oder des Turniers.
Ein Frame beginnt, wenn sich alle Bälle in der Grundaufstellung auf dem Tisch befinden und der Spieler am Tisch, um den Anstoß (Eröffnungsstoß) auszuführen, den Spielball beim Stoßen oder Anvisieren mit der Pomeranze berührt.
Für das Ende eines Frames gibt es mehrere Möglichkeiten:
- Alle Objektbälle wurden versenkt, oder ein Foul wurde begangen während nur noch der schwarze Ball auf dem Tisch war. Da mit ihm nur noch eine einzige Wertung mit sieben Punkten möglich ist, kann auf das Spielen des letzten schwarzen Balles mittels Einigung auch verzichtet werden, vorausgesetzt, zwischen den Spielern bestehen mehr als sieben Punkte Unterschied und die Summe der Punkte aus den Frames des Spiels oder Turniers ist nicht relevant. Gibt es nach dem Lochen aller Farben im Endspiel einen Punktegleichstand, kommt es noch zu einer Re-spotted Black, d. h., der schwarze Ball wird erneut auf seinen Spot gesetzt und der Spielball aus Ball in Hand gespielt. Die nächste Wertung (Locherfolg oder Foul) beendet dann das Frame.
- Einer der Spieler bietet die Aufgabe des Frames an und sein Gegenspieler besteht nicht darauf, weiter zu spielen.
- Nach einem Miss entscheidet der Gegner auf Wiederholung des Stoßes und dem Spieler gelingt es auch im dritten Versuch aus der gleichen Position nicht einen Ball on  regelkonform zu treffen, obwohl er einen Ball on auf direkter Linie voll hätte anspielen können. Der Schiedsrichter muss den Spieler allerdings nach dem zweiten Fehlversuch gewarnt haben, dass beim dritten Fehlversuch das Frame dem Gegner zuerkannt wird.
- Aufgrund unsportlichen Verhaltens eines Spielers wird dem Gegenspieler von Schiedsrichter das Frame oder das Spiel zuerkannt.
- Nach wiederholter Zeitverzögerung (Time wasting) durch einen Spieler wird dem Gegenspieler vom Schiedsrichter das Frame zuerkannt.

- Abweichung hiervon, siehe: Snooker Shoot-Out.

## Frameball
Als Frameball wird ein Ball bezeichnet, durch dessen Versenken ein Spieler den Punktestand so weit erhöht, dass sein Gegner nur noch mit zusätzlichen Strafpunkten gewinnen kann. Inhaltlich nicht ganz korrekt hat sich hierfür allgemein die sprachliche Floskel eingebürgert: „Er (der Unterlegene) braucht/benötigt nun Snooker“ oder im Englischen: „He needs snooker now“
Beispiel: Der Spieler hat 37 Punkte Vorsprung, es befinden sich noch zwei rote Bälle auf dem Tisch, Rot ist on. Dies bedeutet noch 43 mögliche Punkte, nämlich 16 für 2 × Rot + Schwarz, plus 27 im Endspiel auf die Farben. Locht der Spieler nun einen roten Ball, so hat er 38 Punkte Vorsprung. Es sind aber jetzt für den Gegner nur noch maximal 35 reguläre Punkte auf dem Tisch. Da er wieder mit Rot einsteigen müsste, bleiben ihm selbst bei einer Clearance nur 8 für Rot + Schwarz und die 27 Punkte im Endspiel. Der nun gelochte vorletzte rote Ball auf dem Tisch war also der Frameball. Ab diesem Moment darf der punktemäßig zurückliegende Spieler den Frame nun auch vorzeitig aufgeben. Nach einem möglichen Foul im weiteren Spielverlauf gibt es nun auch kein Miss mehr.
Der Spieler muss während der Aufnahme immer selbst mitrechnen, wann der Frameball erreicht ist. Der Schiedsrichter oder auch andere Anwesende dürfen hierzu während des Spieles, auch auf evtl. Nachfragen hin, keine Angaben machen.
Aufgrund der Anzeigetafeln in der Arena durch den Marker, spendet bei Turnieren das anwesende Publikum für das erfolgreiche Versenken des Frameballes einen kurzen Applaus.
Würde mit diesem Frame auch das Spiel entschieden, spricht man auch von einem Matchball.

## Free Ball

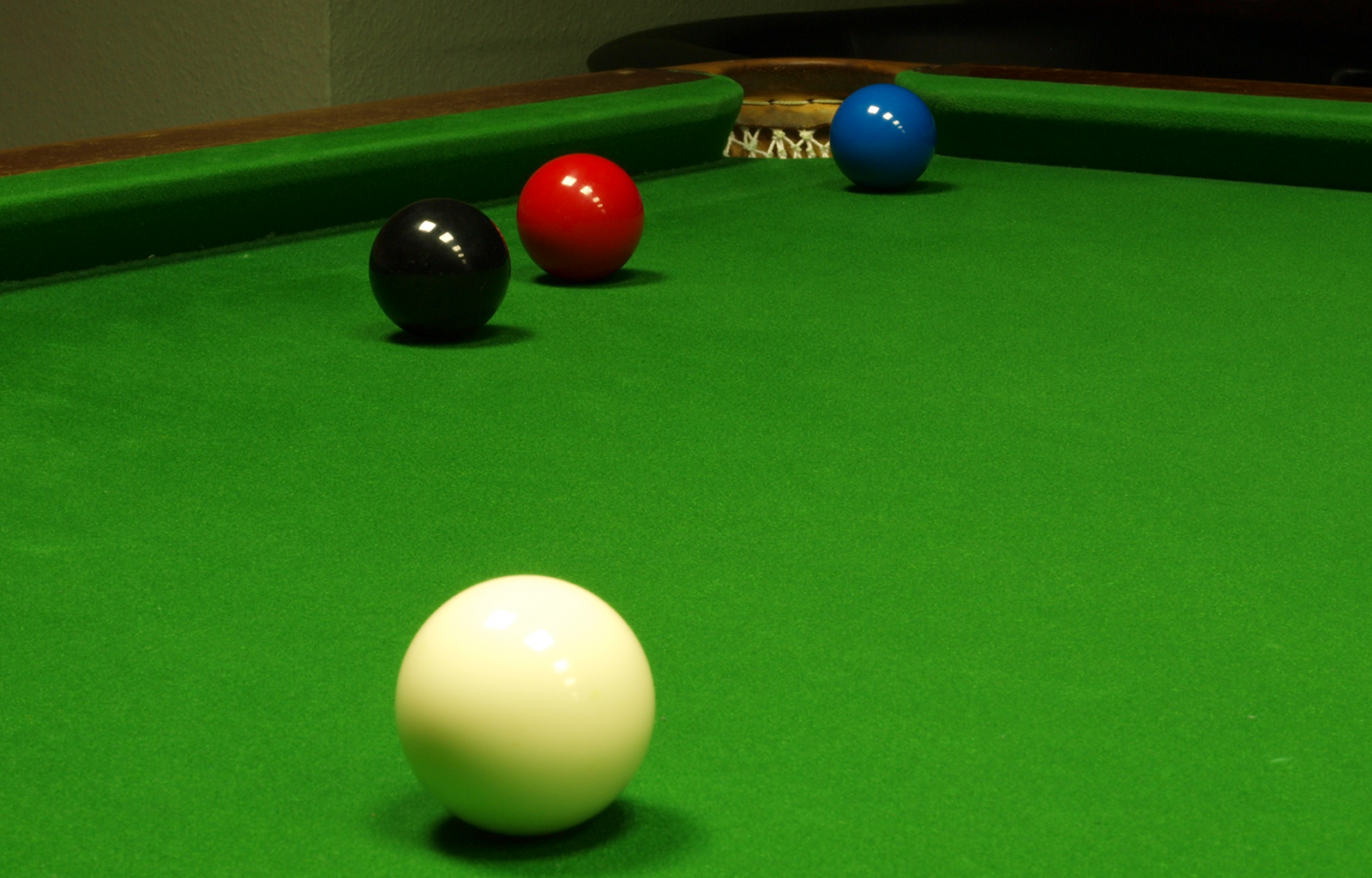
Free Ball-Situation. Nach einem Foul ist die letzte Rote nicht in vollem Umfang anspielbar. Der Spieler kann eine andere Farbe (beispielsweise Blau) als Ersatz-Rote ansagen.

Der Schiedsrichter entscheidet auf Free Ball, wenn ein Spieler nach einem Foul des Gegners gesnookert ist. Hierbei kommt stets die strenge Auslegung der Snooker-Regel zur Anwendung. Danach gilt der Spielball bereits als gesnookert, wenn mit ihm kein Ball on an seinen beiden äußersten Rändern in gerader Linie angespielt werden kann. Davon ausgenommen ist der seltene Fall, dass der Spielball alleine durch den abgerundeten Teil einer Bande am vollen Anspielen eines Ball on gehindert wird, d. h. wenn entweder der Spielball und/oder der Ball on bzw. die Bälle on sich in einem Tascheneinlauf befinden und nicht zusätzlich ein Ball nicht on im Weg ist. Liegt ein Snooker vor, darf der Spieler einen anderen Ball als Ball on nominieren, um den Ball zu ersetzen, den er nicht frei anspielen kann. Mit dieser Bestimmung soll verhindert werden, dass ein Spieler von einem Foul profitiert, indem er bewusst ein niedriges Foul spielt, um den Gegner zu einem höheren Foul zu zwingen und/oder nach dem Aufnahme des Gegners selber wieder eine gute Ausgangssituation für ein hohes Break zu haben.
Versenkt der Spieler den als Free Ball nominierten Ball, bekommt er Punkte gutgeschrieben entsprechend dem Wert des eigentlichen Ball on, der Free Ball wird wieder aufgesetzt und das Spiel geht anschließend wie gewohnt weiter. Ist Rot Ball on und werden außer dem nominierten Free Ball auch noch ein oder mehrere rote Bälle versenkt, so bekommt der Spieler Punkte entsprechend der Zahl der gelochten Bälle gutgeschrieben. Wird im Endspiel auf die Farben außer dem Free Ball auch der eigentliche Ball on versenkt, so wird nur der Wert des eigentlichen Ball on gutgeschrieben; der Free Ball wird wieder aufgesetzt, der eigentliche Ball on nicht. Es darf auch eine Kombination gespielt werden, bei der der Free Ball angespielt und der bzw. einer der eigentlichen Bälle on gelocht wird mit entsprechender Wertung. Der Spielball muss den Free Ball aber immer als erstes anspielen, darf dabei jedoch gleichzeitig auch den bzw. einen der eigentlichen Bälle on treffen. Wird der Free Ball nicht als erstes, oder wird er zusammen mit einem Ball, der nicht on, getroffen, ist dies ein Foul. Es wird im Wert des Ball on oder, falls höherwertig, des höchsten am Foul beteiligten Balls, mindestens jedoch mit 4 Punkten bestraft.
Nicht erlaubt ist es, den Spielball hinter einem Free Ball zu snookern. Es ist ein Foul, das im Wert des Ball on, mindestens jedoch mit 4 Punkten bestraft wird. Eine Ausnahme von dieser Regel besteht, wenn lediglich noch Pink und Schwarz auf dem Tisch liegen. In diesem Fall darf der Spielball hinter der schwarzen versteckt werden, und man snookert somit auf Pink.
Beispiel einer Free Ball-Situation: Der Spieler kommt nach dem Foul des Gegners an den Tisch, muss also zunächst Rot versenken, er kann jedoch keinen Roten auf direktem Wege voll erreichen, allerdings liegt Blau für ihn günstig. Er nominiert also Blau als Rot, versenkt ihn und bekommt einen Punkt (den Wert für Rot) gutgeschrieben. Blau wird wieder auf seinen Spot aufgesetzt, und der Spieler spielt mit einer Farbe weiter.

## Fuß am Boden

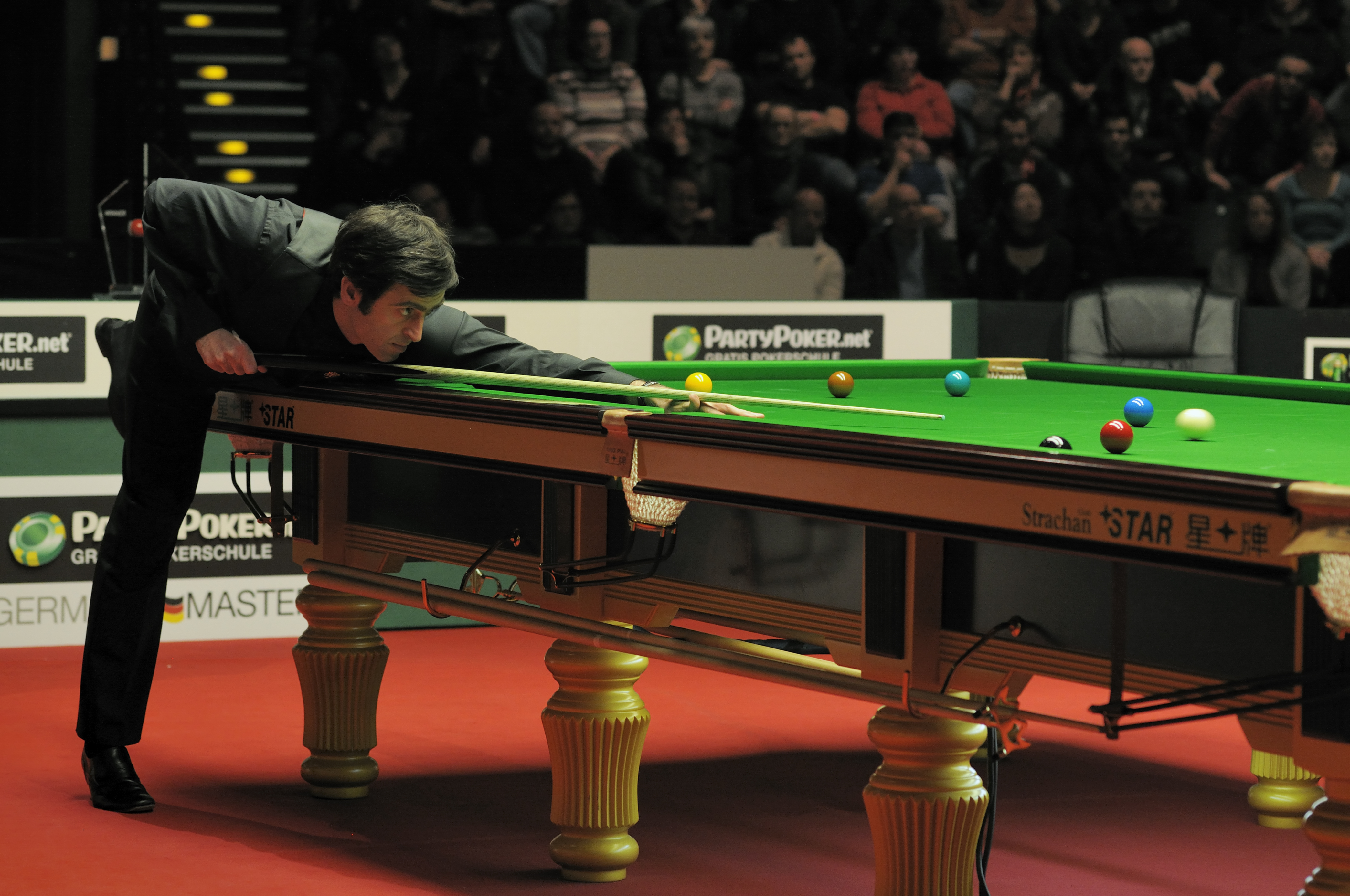
Ronnie O’Sullivan spielt den Spielball und berührt dabei nur noch mit dem Ballen den Boden

Während jedes Stoßes muss stets mindestens ein Teil des Spielers (= Teil des Fußes) den Boden berühren. Hierzu genügt es, wenn z. B. nur eine Schuhspitze sichtbar den Boden berührt, auch wenn sich der Spieler ansonsten zum Stoßen komplett auf dem Tisch ausstrecken muss. Wenn das im Moment des Stoßes nicht der Fall ist, begeht er ein Foul, das in Höhe des Wertes des Ball on, mindestens jedoch mit 4 Punkten, bestraft wird. Rollstuhlfahrer sind jedoch von dieser Pflicht befreit.
Kleinwüchsige Spieler oder Kinder dürfen Hilfsmittel (z. B. Schemel) verwenden.

## Fußbande (untere Bande)
Die Fußbande oder untere Bande ist die nahe zum D bzw. der Baulk-line gelegenen Bande an der kurzen Seite des Tisches, an dem sich die Spieler auch beim Anstoß zu Beginn eines Frame positionieren. Bei offiziellen Turnieren befinden sich hinter der Fußbande mit ausreichend Abstand zum Tisch die Sitzplätze der Spieler.

## Gentlemen-Sport
Snooker versteht sich als Sportart mit den Inbegriffen Fairness und Disziplin. Beim Spiel wird der Gegner grundsätzlich nicht behindert oder abgelenkt. Der Spieler, der nicht am Tisch ist, hält sich daher in angemessenem Abstand vom Tisch auf und vermeidet es, in der Sichtlinie des Spielers am Tisch zu stehen, sich zu bewegen oder sonstige Dinge zu tun, die die Konzentration des anderen Spielers stören könnten. Eigene Fouls, die der Schiedsrichter nicht sehen und daher nicht ansagen konnte, werden umgehend selbst angezeigt. Bei einem Fluke entschuldigt man sich beim Gegner durch leichtes Heben einer Hand. Am Beginn und Ende einer Session sowie vor einem Entscheidungsframe begrüßt man sich mit Handschlag. Dem Gewinner wird zudem am Schluss sowie nach einem gelungenen Maximum Break  mit Handschlag gratuliert.
Im Profibereich bei offiziellen Turnieren gibt es auch Regeln bezüglich der Kleiderordnung. Bei den meisten Turnieren wird in Standardgarderobe (Lederhalbschuhe, lange Anzughose, langärmeliges einfarbiges Hemd, einreihige ärmellose, vorne ausgeschnittene Weste, inklusive Fliege oder selten auch Krawatte) gespielt. Ausnahmen hiervon, wie normale Sportschuhe oder der Verzicht auf die Fliege, werden nur aus medizinischen Gründen gegen Vorlage eines ärztlichen Attestes gewährt.
Unsportliches Verhalten (Unsporting conduct) wie das Benutzen beleidigender Sprache oder Gesten, absichtlich oder beharrlich unsportliches oder anderweitig nicht gentlemanlikes Verhalten, die Weigerung ein Frame fortzusetzen oder es aufzugeben, bevor der Frameball gefallen ist, ist ein sanktioniertes Penalty.
- Abweichung hiervon, siehe: Snooker Shoot-Out.

## Gleichzeitiges Treffen zweier Bälle
Der Spielball darf bei einem Stoß als erstes auch mehrere Objektbälle gleichzeitig treffen, sofern alle Ball on sind. Berührt der Spielball beim Anspielen eines Ball on jedoch gleichzeitig auch einen Ball, der nicht on ist, so ist das ein Foul, das im Wert des Ball on oder, falls höherwertiger, des höchsten am Foul beteiligten Ball, mindestens jedoch mit 4 Punkten bestraft wird. Gibt es einen Free Ball, muss unter den zuerst getroffenen Bällen on zwingend der Free Ball sein, sonst ist dies ebenfalls ein Foul, das in gleicher Höhe bestraft wird.

## Hilfsqueues

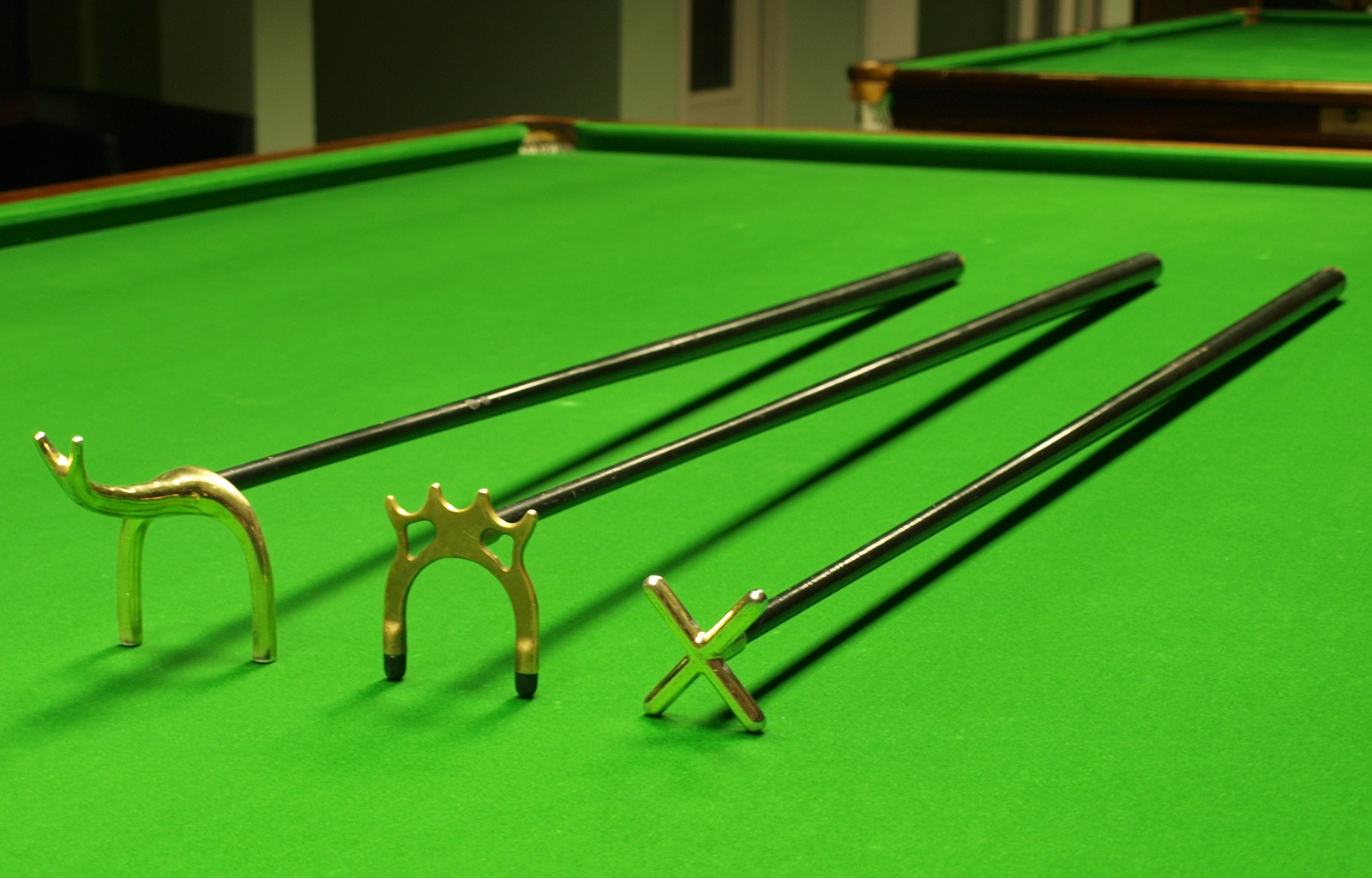
Drei verschiedene Hilfsqueues

Hilfsqueues (auch Brücken oder umgangssprachlich „Omas“ genannt, engl. rest oder mechanical bridge) sind am Tisch vorhandene oder vom Schiedsrichter oder Spieler mitgebrachte Hilfsmittel zur Führung des Queues.
Bedingt durch die Größe des Snookertisches gibt es Situationen, in denen der Spieler mit der Bockhand an den Spielball nicht nahe genug heranreichen kann, ohne ein Foul zu begehen, wie z. B. keinen Fuß am Boden zu haben oder Bälle mit dem Körper oder der Kleidung (Kleiderfoul) zu berühren. Um trotzdem einigermaßen kontrolliert den weißen Ball spielen zu können, nutzt der Spieler dann den Aufsatz an der Spitze des Hilfsqueues als Auflagepunkt für das Queue. Mit einem Hilfsqueue hat ein Spieler aber nicht die Spielballkontrolle wie mit der Handführung, daher wird er nur dann ein Hilfsqueue einsetzen, wenn es keine andere Möglichkeit gibt. Beherrscht er das sichere Spiel sowohl mit der rechten wie der linken Hand, lässt sich der Einsatz von Hilfsmitteln für den Stoß deutlich reduzieren.

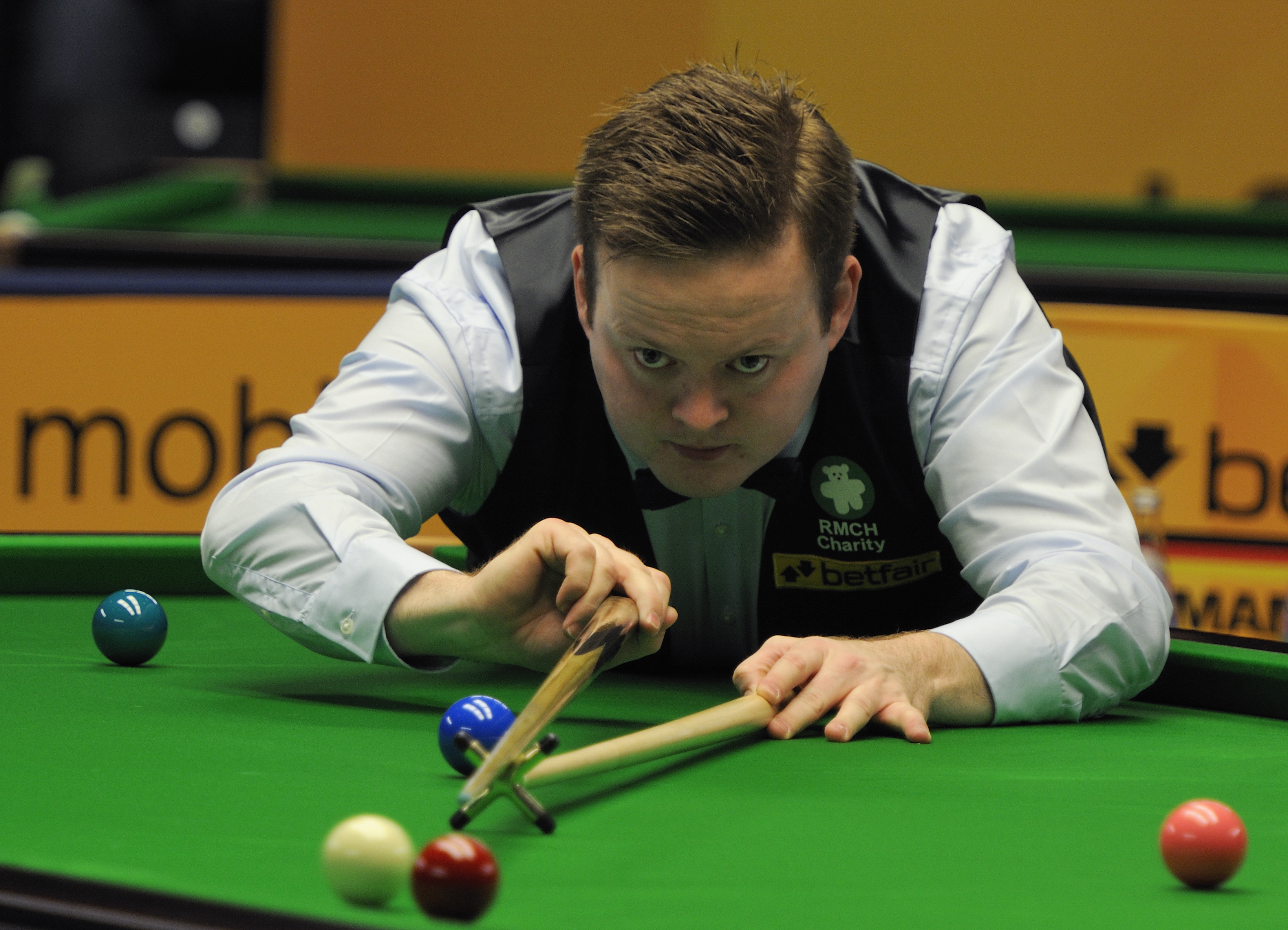
Shaun Murphy beim Spiel mit dem einfachen X-Rest

Mit Abstand am häufigsten genutzt wird das einfache Hilfsqueue (Kreuz, engl. x-, cross- oder crosshead-rest). Es hat an der Spitze des Schaftes eine x-förmige Auflage, in der das Queue geführt wird. Oft sind die Balken des X nicht im rechten Winkel zueinander angeordnet, sodass sich je nach Drehung unterschiedliche Auflagenhöhen ergeben. Das X-Rest steht am Tisch meist zusätzlich in einer Variante mit langem Schaft zur Verfügung. Es gibt für das X-Rest noch Aufsteckerweiterungen, die auf einen der Arme des X gesteckt werden können und eine erhöhte Queueführung in V-Form bieten.
Spezielle Hilfsqueues sind der Spider, der Swan (Schwan) und der Extended Spider, sowie das jüngst entwickelte Hook Rest. Hilfsqueues können im Bedarfsfall noch mit zusätzlichen Verlängerungen versehen werden, darunter auch Teleskope, die auf die passende Länge eingestellt werden können. Auch für das Queue des Spielers stehen entsprechende Verlängerungen zur Verfügung. Alle bei Profiturnieren verwendeten Hilfsqueues und Verlängerungen müssen vom jeweiligen nationalen Snookerfachverband, also z. B. dem „Österreichischen Snooker und Billiardverband“ oder „Swiss Snooker“, geprüft und genehmigt werden.
Das einfache X-Rest nimmt der Spieler in der Regel selbst aus der Halterung unter der Kopf- oder der Fußbande, das lange X-Rest, die speziellen Hilfsqueues und meist auch die Teleskopverlängerungen werden ihm auf Anforderung durch den Schiedsrichter gereicht. Der Schiedsrichter räumt auch alle Hilfsqueues und Verlängerungen, inklusive des X-Rest, wieder an ihren Platz, sobald sie der Spieler nicht mehr braucht.
Bis zur Ausführung des Stoßes darf der Spieler sich auch bei schon auf dem Tisch bereit gelegten Hilfsmitteln noch umentscheiden und ein anderes oder eventuell doch kein Hilfsqueue verwenden. Während des Stoßes sollte der Spieler das Hilfsqueue so festhalten, dass er es schnell wieder vom Tisch nehmen kann, falls der Spielball oder ein Objektball in seine Richtung zurücklaufen, denn das Berühren eines Balls mit dem Hilfsqueue ist ein Foul. Es wird im Wert des berührten Balls, oder falls höherwertig, des Ball on, mindestens jedoch mit 4 Punkten bestraft. Aus diesem Grund, und weil der Spieler es im nächsten Stoß vielleicht erneut verwenden will, nimmt der Schiedsrichter niemals selbst ein Hilfsqueue vom Tisch auf, um es wieder weg zu räumen, sondern wartet, bis der Spieler es ihm reicht.

## Hit-and-hope
Hit-and-hope (dt.: Stoßen und hoffen) nennt man beim Snooker einen Stoß, bei dem der Spieler entweder keinen Plan findet, aus einem Snooker heraus eine sinnvolle Fortsetzung zu spielen, oder weil das Tischbild so offen ist, dass nirgendwo mehr Platz für eine vernünftige Safety vorhanden ist oder nur eine sonstige riskante Fortsetzung bleibt. Er stößt dann kräftiger als gewöhnlich und hofft danach anschließend auf ein positives Ergebnis bzw. sogar auf einen für ihn günstigen Fluke. Da Hit-and-hope was das Risiko angeht noch als eine Steigerung des Shot to nothing betrachtet werden kann, wird das eher selten angewandt, es sei denn, man hat bereits einen komfortablen Vorsprung oder will im Gegenteil das Frame in Kürze sowieso wegen Aussichtslosigkeit aufgeben.

## Hook Rest
Das Hook Rest ist ein Hilfsqueue, das erst in jüngster Zeit entwickelt und in den 2010er Jahren von der WPBSA für offizielle Turniere zugelassen wurde. Es kommt zum Einsatz, wenn der Spieler zum Stoßen des Spielballs ein Hilfsqueue benötigt, sich aber in Stoßrichtung betrachtet hinter dem Spielball ein oder mehrere Objektbälle befinden, die das Platzieren des einfachen Hilfsqueues (X-Rest) verhindern. Das Hook Rest funktioniert wie das X-Rest, da es die gleiche x-förmige Auflage an der Spitze hat, jedoch sind die letzten ca. 30 cm des Schaftes bogen- bzw. winkelförmig geführt, sodass hinter dem Spielball liegende Objektbälle vom Hilfsqueue umgangen werden. Voraussetzung für den Einsatz des Hook Rest ist, dass zwischen Spielball und Objektbällen genügend Abstand besteht, um die Auflage des Hilfsqueues platzieren und das Spielerqueue in niedriger Höhe führen zu können, ohne dass Objektbälle berührt werden. Es stellt daher in bestimmten Fällen eine Alternative zum Spider, Swan oder extended Spider dar, die in der Handhabung schwieriger sind und bei denen die Spielballkontrolle stärker eingeschränkt ist. Wegen der genannten Einschränkungen durch die niedrige Auflagenhöhe, hat es sich jedoch nicht allgemein durchgesetzt.

## Jump Shot

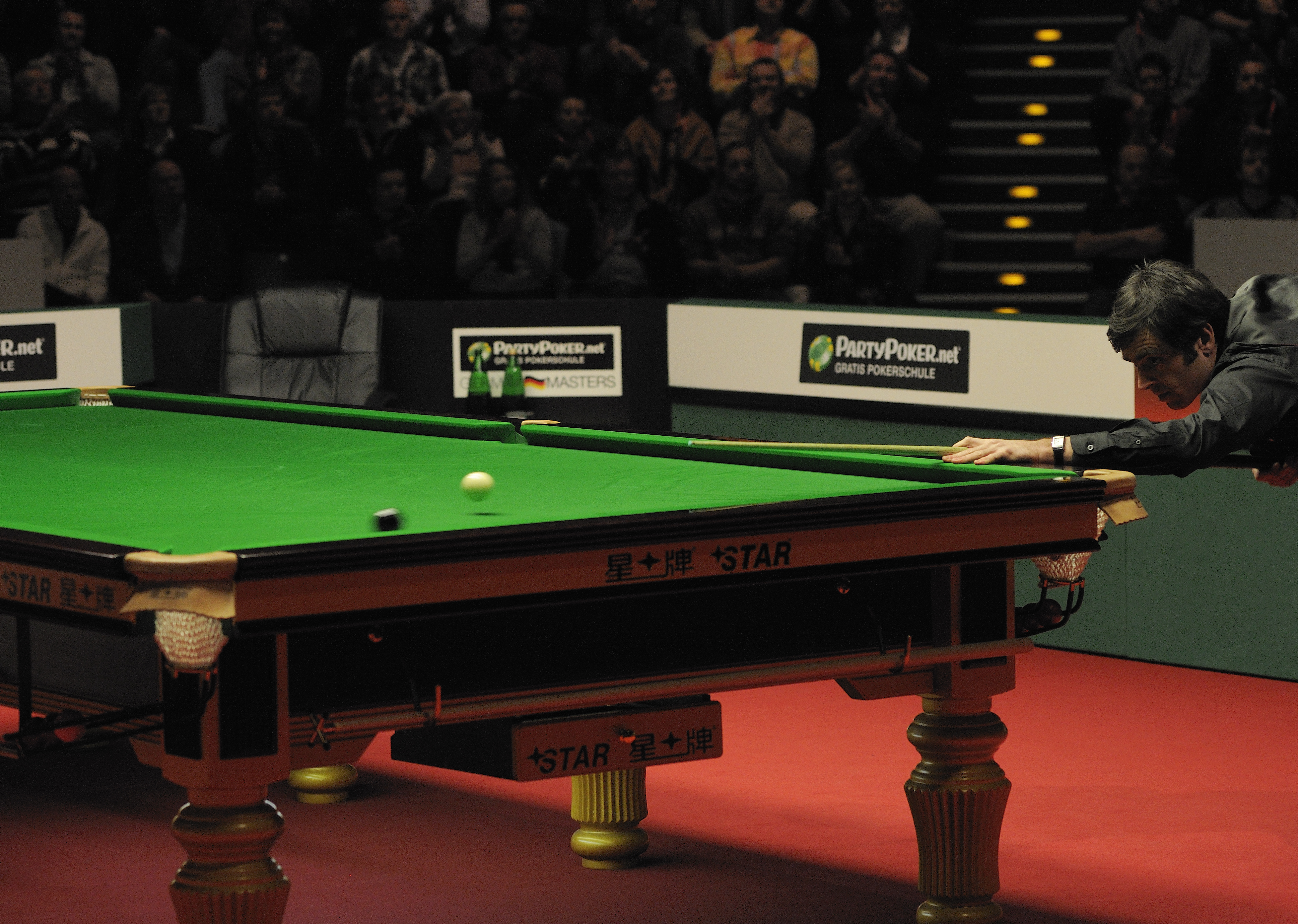
Springen des Spielballes ohne Überspringen anderer Bälle

Sprungbälle, sogenannte Jump Shots, sind im Snooker verboten. Der Spielball darf, solange er einen Ball on nicht regelgerecht berührt hat, keinen anderen Ball überspringen. Geschieht das, ist es ein Foul, das im Wert des Ball on, mindestens jedoch mit 4 Punkten bestraft wird. Für einen Jump Shot ist es nicht erforderlich, dass der Objektball mittig übersprungen wird, es reicht, wenn irgendein Teil des Balls vom Spielball überquert wird. Wenn der Spielball beim Stoß springt und einen Ball on berührt, ohne zuvor einen anderen Ball zu überqueren, war der Stoß regelgerecht. Ebenso darf der Spielball nach dem ersten Berühren eines Ball on über andere Bälle springen. Auch den gespielten Ball on darf der Spielball überspringen, nachdem er diesen korrekt getroffen und danach entweder eine Bande oder einen anderen Ball berührt hat.

## Kick
Ein Kick oder auch „bad contact“ (schlechter Kontakt) ist ein mitunter auftretendes Phänomen, das darin besteht, dass die Bälle beim Zusammenstoß kurzzeitig aneinander „kleben“ und somit „klettern“. Die Ursache sind Verschmutzungen der Bälle durch Fasern und Kreidereste. Dieser negative und auch teilweise deutlich hörbare Effekt macht sich besonders stark bemerkbar, wenn mit Effet gespielt wird, da der weiße Ball eine Zeit lang am farbigen Ball haftet, bevor er abprallt. Dadurch wird der Treffpunkt verschoben, und das Ergebnis des Stoßes kann unvorhersehbar werden. Der Spielball verliert erheblich an Rotation und Geschwindigkeit. Oft führt ein Kick zum Scheitern eines Lochversuchs oder zu einer schlechten Ablage des Spielballes. Nach einem Kick bittet in der Regel der Spieler den Schiedsrichter, die betreffenden Bälle vor dem nächsten Stoß zu reinigen.

## Kleiderfoul
Berührt ein Spieler während einer Spielaktion mit einem Teil seiner Kleidung einen oder mehrere der auf dem Tisch liegenden Bälle, begeht er ein sogenanntes Kleiderfoul. Dabei werden dem Gegner Strafpunkte im Wert des höchstwertigen involvierten Balls, oder falls höherwertig, des Ball on, mindestens jedoch 4 Punkte, gutgeschrieben. Wird ein Kleiderfoul begangen nach dem Lochen eines roten Balls und noch vor Nominierung einer Farbe, erhält der Gegner 7 Foulpunkte. Kleiderfouls werden in der Regel von den Spielern umgehend selbst angezeigt, besonders wenn der Schiedsrichter aufgrund seiner Beobachtungsposition den Verstoß nicht selbst sehen konnte.

## Kleine Farben
Die drei farbigen Bälle Gelb, Grün und Braun, die ihre Spots auf der Baulk-line am Fußende des Tisches haben, werden wegen ihrer geringen Wertigkeit (Gelb 2, Grün 3, Braun 4 Punkte) informell auch als die kleinen Farben bezeichnet.

## Konsultationsphase
Die Konsultationsphase ist der Zeitraum, in dem die Spieler dem Schiedsrichter beim Zurücklegen von einem oder mehreren Bällen oder Ballmarkern in die Position vor bestimmten Regelverstößen oder vor der Situation Ball am Rand der Tasche helfen dürfen. Gibt es eine Videotechnik (Hawk-Eye) bzw. findet das Spiel an einem Fernsehtisch statt, wird zudem auch die installierte Kamera- und Aufzeichnungstechnik genutzt. Hierzu legt der Marker, der Schiedsrichterassistent, die Bilder der Spielsituationen „vorher–nachher“ am Display übereinander und hilft dem Schiedsrichter so beim Aufstellen. Damit können in der Regel selbst komplizierte Tischbilder faktisch deckungsgleich in kurzer Zeit wiederhergestellt werden. Meistens ist es aber nicht entscheidend, dass alle Bälle wieder in ihre exakte Ausgangsposition gesetzt werden, sondern dass die grundsätzliche Schwierigkeit eines Stoßes wieder aufgebaut wird.
Die Konsultationsphase beginnt, sobald die Entscheidung getroffen wurde, den Ball bzw. die Bälle in ihre ursprüngliche Position
zurückzulegen. Sie endet, wenn beide Spieler mit der Position des Balls bzw. der Bälle zufrieden sind, oder mit der endgültigen Entscheidung des Schiedsrichters.
Situationen, bei denen es zu einer Konsultationsphase aufgrund des Wiederherstellens der früheren Position von Bällen oder Ballmarkern kommt, sind:
- Ein Foul und Miss wird vom Spieler am Tisch begangen und der Gegenspieler entscheidet, dass der Verursacher den Stoß wiederholen muss. Dies ist die häufigste Situation.
- Ein Foul vor einem Stoß wird vom Spieler am Tisch begangen und der Gegenspieler entscheidet, dass der Verursacher aus der vorherigen Situation weiterspielen soll.
- Ein Ball wird vom Spieler am Tisch absichtlich bewegt oder aufgehoben – außer der Spielball mit dem Queue beim Ausführen eines Stoßes oder bei Ball in Hand oder während einer Konsultationsphase –, und der Gegenspieler entscheidet, dass der Verursacher aus der vorherigen Situation weiterspielen soll oder er selbst von dort spielt.
- Ein unsportlicher Stoß wird vom Spieler am Tisch gespielt und der Gegenspieler entscheidet, dass der Verursacher aus der vorherigen Situation weiterspielen soll oder er selbst von dort spielt.
- Ein Ballmarker wird von einem Spieler bewegt.
- Ein Spieler kommt außerhalb seiner Aufnahme an den Tisch und begeht ein Penalty bei dem Bälle bewegt wurden.
- Ein Ball wird von irgendetwas oder einer anderen Person als dem Spieler am Tisch berührt oder irgendetwas oder eine andere Person, außer sein Partner in einem Doppel, bringt den Spieler am Tisch dazu, ihn zu berühren.
- Ein Ball am Rand der Tasche fällt, ohne von einem anderen Ball getroffen worden zu sein.

## Kombination (Plant)
Eine Kombination, auch Plant genannt, ist das Anspielen eines Balls, der dann auf einen anderen Ball trifft und diesen anderen versenkt. Sowohl der angespielte als auch der gelochte Ball müssen Ball on sein, weshalb eine Kombination aus zwei Bällen nur mit roten, nicht jedoch mit farbigen Bällen möglich ist, es sei denn, ein Free Ball wird im Endspiel auf die Farben dazu benutzt, den eigentlichen Ball on zu lochen.
Kombinationen sind aber auch mit mehr als zwei Bällen möglich, dann auch mit Beteiligung einer Farbe in der Abfolge Rot (bzw. Free Ball)-Farbe-Rot oder im Endspiel auf die Farben in der Folge Free Ball-Farbe-Farbe.
Beim Spiel auf Rot oder einen Free Ball im Endspiel, ist auch eine andere, aber sehr selten gespielte Kombinationsvariante möglich, die „Cannon“ genannt wird: Dabei wird der Spielball vom zuerst getroffenen roten Ball oder Free Ball so abgelenkt, dass er anschließend eine zweite Rote bzw. die Farbe on trifft und diese versenkt. Der Name Cannon (dt.: Karambolage) ist ein aus dem Karambolagebillard entlehnter englischer Begriff.
Beispiel für eine Kombination mit farbigen Bällen: Es sind nur noch die Bälle grün bis schwarz auf dem Tisch, und man ist nach einem Foul des Gegners auf Grün gesnookert. Der grüne Ball liegt sehr nahe an einer Tasche und wird vom blauen Ball verdeckt. Dann kann man Blau als Free Ball spielen und damit Grün lochen. Der grüne Ball kommt als eigentliche Farbe on im Endspiel nicht wieder auf den Tisch. Wird allerdings nur der blaue Ball oder werden beide Bälle (Grün und Blau) gelocht, so wird Blau, da Free Ball, wieder aufgesetzt. In jedem dieser Fälle erfolgt jedoch nur eine einfache Punktewertung in Höhe der eigentlichen Farbe on.

## Kopfbande (obere Bande)
Die Kopfbande oder obere Bande ist die nahe zum Schwarzen Spot gelegene Bande an der kurzen Seite des Tisches. Bei offiziellen Turnieren befinden sich auf Seiten der Kopfbande mit ausreichend Abstand zum Tisch der Platz des Markers, die großen Anzeigetafeln sowie die beweglichen Fernsehkameras.

## Kreide
Die Billard-Kreide (engl.: chalk) ist ein wichtiges Hilfsmittel der Spieler für ihren Queue. Hiermit wird die Pomeranze, die Spitze des Queues, vor jedem Stoß eingerieben, um für ausreichend Reibung zwischen Queue und Spielball zu sorgen. Dies soll gewährleisten, dass genügend Stoßenergie übertragen wird, um dem Spielball den nötigen Effet für die gewünschte Lauf- und Abprallrichtung geben zu können. Das Einkreiden sorgt im Laufe des Spieles für Verunreinigungen an den Bällen und auf dem Tuch des Spieltisches. Die Bälle werden daher regelmäßig oder auf Wunsch der Spieler vom Schiedsrichter gereinigt, um Kicks zu vermeiden. Das Tuch wird zudem von den Spielern hin und wieder mit der flachen Hand etwas abgerieben, um ungewollte Ballverläufe durch Verschmutzungen zu verringern. Die Billardkreide gibt es in verschiedenen Farben. Beim Snooker wird jedoch aufgrund des grünen Tuches der Tische nur grüne Kreide verwendet, um größere sichtbare Spuren auf der Spielfläche zu vermeiden.
Jeder Spieler hat seinen eigenen Kreidewürfel in der Hosen- oder Westentasche. Während komplizierter Stöße darf die Kreide auch auf der Bande abgelegt werden, falls sie den Spieler behindert, wenn er ausgestreckt auf dem Tisch liegt. Fällt dem Spieler die Kreide auf den Tisch und berührt dabei einen oder mehrere Bälle, ist das ein Foul, das im Wert des höchsten berührten Balls oder, falls höherwertig, des Ball on, mindestens jedoch mit 4 Punkten bestraft wird.
Es ist nicht gestattet, die Kreide so auf eine Bande zu legen, dass sie als Peilhilfe für ein Spiel über Bande genutzt werden könnte. Dieses Benutzen des Kreidewürfels ist ein Foul, das mit 7 Punkten bestraft wird.

## Lag
Lag (engl. für „zurückbleiben“) heißt das Ausscheidungsverfahren vor Beginn jedes Frames beim Snooker Shoot-Out. Dazu stoßen die beiden beteiligten Spieler, die am zuvor fertig aufgesetzten Tisch nebeneinander stehen, gleichzeitig und jeweils mit einem eigenen weißen Ball von der Baulk-line aus, der eine links und der andere rechts von den kleinen Farben, in Richtung Kopfbande (obere Bande). Der Spieler, der seinen Ball nach dem Urteil des Schiedsrichters am nächsten zur Fußbande (unteren Bande) ablegt, gewinnt den Lag und bestimmt, wer von beiden Spielern beginnt.

## Langer Ball
Der nicht präzise definierte Begriff „langer Ball“ wird in der Regel dann verwendet, wenn der Spielball zu einem Ball on oder ein Ball on zur Tasche mehr als etwa die Hälfte der langen Tischseite zurücklegt. Wird als erstes ein langer Ball von einem an den Tisch kommenden Spieler gelocht, spricht man auch von einem langen Einsteiger. Lange Bälle sowie auch lange Einsteiger waren früher aufgrund des erhöhten Risikos eher selten, sie sind heutzutage im Profisnooker allerdings Standard und/oder gar Voraussetzung, um an der Spitze überhaupt mithalten zu können.

## Marker
Das Wort Marker hat im Snooker zwei Bedeutungen:
Zum einen wird Marker oft als Kurzform für den Ballmarker verwendet.
Zum anderen ist Marker auch die Bezeichnung des Schiedsrichterassistenten, den es bei offiziellen Turnieren gibt. Er bedient die Anzeigen am sogenannten Hawk-Eye, stellt den Spielstand auf der Anzeigetafel ein und hilft an den Fernsehtischen dem Schiedsrichter mittels der Kameratechnik beim Wiederherstellen des vorherigen Tischbildes, wenn z. B. nach einem Foul und Miss ein Stoß wiederholt werden soll. Sofern es keinen eigenen Protokollführer gibt, ist er auch für das Spielprotokoll zuständig.

## Match (Turnier)
Ein Match (dt.: Turnier) ist nach den Snookerregeln eine vereinbarte oder vorgeschriebene Anzahl von Spielen (Games).

## Matchball
Als Matchball wird manchmal ein Frameball bezeichnet, wenn das zugehörige Frame zugleich das Spiel entscheiden könnte.

## Maximum Break

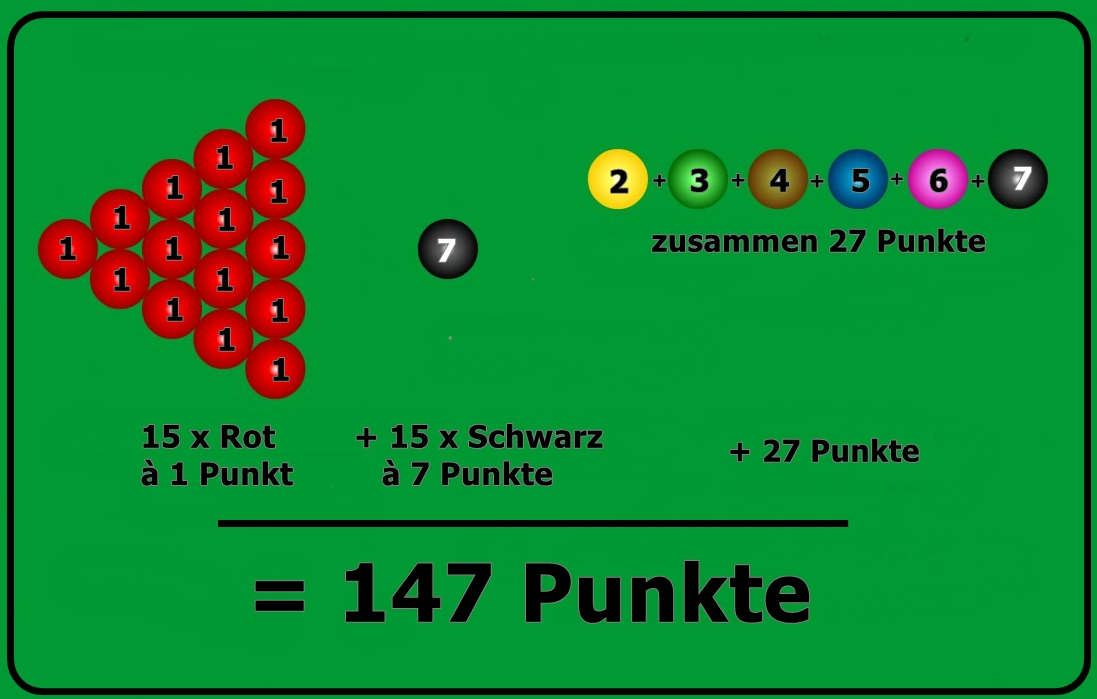
Maximum Break

Ein Maximum Break ist eine Total Clearance, bei der die maximal mögliche zu Beginn des Frames auf dem Tisch liegende Punktzahl gelocht wird. Dazu muss der Spieler in einem Break nach jedem der 15 roten Bälle jeweils den schwarzen Ball lochen, was zusammen 15 × 8 = 120 Punkte ergibt und anschließend alle farbigen Bälle beim Endspiel auf die Farben korrekt lochen, was nochmals 27 Zähler sowie zusammen gerechnet am Ende 147 Punkte ergibt. Liegt eine 16-Reds-Clearance vor, d. h. eine Total Clearance, bei der der Spieler zusätzlich zu Beginn des Breaks einen Free Ball als Ersatzrote gefolgt von einer Farbe locht, ist für ein Maximum Break auch nach dem Free Ball Schwarz als höchste Farbe gefordert. In diesem Fall liegt der Wert des Maximum Breaks bei 1 (Free Ball) + 7 (Schwarz) + 147 („normales“ Maximum) = 155 Punkten. Ein solches 155er-Break wurde bisher nur in einem Trainingsmatch 2005 von Jamie Cope erreicht. Das bis heute schnellste Maximum Break während eines Turniers gelang Ronnie O’Sullivan in seiner Partie gegen Mick Price bei der Snookerweltmeisterschaft 1997 am 21. April 1997 in 5 Minuten und 8 Sekunden bzw. in 5 Minuten und 20 Sekunden.
Für das Spielen von Maximum Breaks wird bei Profiturnieren für gewöhnlich eine Sonderprämie ausgelobt sowie dem Spieler vom Gegenspieler und Schiedsrichter mit Handschlag gratuliert.

## Midsession Interval
Bei Spielen oder Sessions von mehr als sieben Frames gibt es nach je vier gespielten Frames eine Pause, das sogenannte Midsession Interval, mit einer Länge von etwa 15 Minuten. In dieser Zeit können sich die Spieler erholen und sammeln oder auch an einem Trainingstisch im hinteren Bereich der Arena spielen. Bei Bedarf können zudem die Tische vom Tablefitter gereinigt werden. Außerdem stellt es für das anwesende Publikum, welches sich aufgrund der Regelungen zum Gentlemen Sport während des Spieles insgesamt sehr diszipliniert und ruhig zu verhalten hat, eine willkommene Pause dar, in der es sich bewegen und unterhalten kann.
Der historische Ursprung des Midsession Interval liegt darin, dass früher auch die Spieler an den Einnahmen aus den Getränkeverkäufen beteiligt waren und dem Publikum mit dieser Pause eine zusätzliche Möglichkeit zum Erwerb von Getränken gegeben werden sollte.

## Miss
Der Spieler am Tisch muss unter dem besten Einsatz seiner Fähigkeiten versuchen, einen Ball on oder einen Ball, der on sein könnte (eine nominierbare Farbe bei Farbe on oder als Free Ball), zu treffen. Wenn er bei einem Stoß keinen Ball on bzw. den als Free Ball nominierte Ball zuerst trifft, und der Schiedsrichter ist der Ansicht, es hätte entweder eine leichtere Lösung gegeben, durch die dieses Foul zu vermeiden gewesen wäre, oder der Spieler hat nicht seinen Fähigkeiten entsprechend versucht, einen korrekten Stoß auszuführen, sagt er zusätzlich zum Foul noch Miss an („Foul and a Miss“). Ein Miss darf aber nicht gegeben werden, wenn einer der beiden Spieler vor dem oder durch das Foul mehr Punkte Rückstand hat, als maximal erreichbare Punkte noch auf dem Tisch liegen, der Frameball also schon gefallen ist, und das Foul nach Überzeugung des Schiedsrichters nicht absichtlich begangen wurde. Ein Miss darf auch nicht gegeben werden in Situationen, wo es unmöglich ist einen Ball on zu treffen. In diesem Fall wird vom Schiedsrichter angenommen, dass der Spieler einen Ball on zu treffen versucht hat, wenn er direkt oder indirekt mit ausreichender Stärke so auf einen Ball on gespielt hat, dass er getroffen worden wäre, wenn andere Bälle ihn nicht daran gehindert hätten.
Das Miss erhöht nicht die Zahl der Strafpunkte, die für ein Foul verhängt werden. Stattdessen kann der Gefoulte nicht nur entscheiden (wie bei jedem Foul), ob er selbst oder der Foulende aus der neuen Position weiterspielen soll, sondern er hat auch die Möglichkeit zu verlangen, dass die vorherige Spielsituation wieder hergestellt wird und der Foulende den Stoß hieraus wiederholen muss. In letzterem Fall ist der Ball on der gleiche wie vor dem Miss, aber der Spieler entscheidet selbst, welchen Ball on er anspielen will, d. h. bei Ball on Rot, welche Rote er anspielen und bei Farbe on (außer im Endspiel) bzw. Free Ball, welche Farbe er nominieren und anspielen will. Mit der Entscheidung auf Stoßwiederholung beginnt eine Konsultationsphase.
Kann ein Ball on oder ein Ball, der on sein könnte, auf direkter Linie voll angespielt werden, wird aber vom Spieler nicht getroffen, z. B. weil er über Bande oder mit zu geringem Tempo gespielt hat, muss immer ein Miss gegeben werden. Entscheidet der Gegner in diesem Fall auf Wiederholung des Stoßes und dem Spieler gelingt es erneut nicht einen Ball on regelkonform zu treffen, muss das Miss auch unabhängig vom Spielstand gegeben werden, also selbst dann, wenn inzwischen die Punktedifferenz größer ist als die noch erreichbaren Punkte auf dem Tisch. Gelingt es dem Spieler auch im dritten Versuch aus der gleichen Position nicht einen Ball on oder einen Ball, der on sein könnte regelkonform zu treffen, wird dem Gegner das Frame zuerkannt („three-miss rule“). Der Schiedsrichter muss den Spieler allerdings nach dem zweiten Fehlversuch gewarnt haben. Hat er das nicht und die Folge mehrerer Foul-und-Miss-Entscheidungen wurde fortgesetzt, wird die Warnung bei der ersten möglichen Gelegenheit nachgeholt. Wird der Spieler aufgefordert aus der verbliebenen Situation weiterzuspielen, endet die Folge der Foul-und-Miss-Entscheidungen.
Begeht der Spieler am Tisch nach der Wiederherstellung des vorherigen Tischbildes ein Foul an irgendeinem Ball, bevor er einen Stoß gemacht hat, werden dem Gegner entsprechende Strafpunkte gutgeschrieben, es wird aber kein Miss angesagt. Der Gegner hat trotzdem die Option, den Verursacher aus der Position vor dem Foul weiterzuspielen zu lassen. Tritt diese Situation in einer Folge mehrerer Foul-und-Miss-Entscheidungen auf und der Gegner entscheidet auf Zurücklegen der Bälle, bleibt zudem eine Warnung hinsichtlich der möglichen Zuerkennung des Frames an den Gegner in Kraft.
Im Bereich des Profi-Snooker werden Fouls, bei denen der Ball on bzw. der als Free Ball nominierte Ball verfehlt oder nicht zuerst getroffen wurde, bis auf sehr seltene Ausnahmen immer auch als Miss deklariert. Bei Weltklassespielern wäre es kaum möglich, ein versehentliches und ein taktisches Foul zu unterscheiden, weswegen die Miss-Regelung hier sehr rigide angewandt wird. Da man den Spielern mit jedem gegebenen Miss faktisch das absichtliche Spielen eines Fouls unterstellt, ist diese Vorgehensweise nicht unumstritten, wird aber mangels einer Alternative beibehalten.

## Mitteltasche
Die beiden als Mitteltaschen bezeichneten Öffnungen befinden sich jeweils in der Mitte der seitlichen langen Banden in Höhe des blauen Spots. Diese Taschen erlangten erst im „modernen Snooker“ ab ca Beginn der 1990er Jahre größere Bedeutung, da bis dahin aufgrund der eher defensiveren Spielweise sowie der Anfälligkeit für Fouls diese Einlochmöglichkeit, die auch als „das Spiel über die Mitteltaschen“ genannt wird, weitestgehend vermieden wurde.
- siehe hierzu auch den Hauptabschnitt: Tasche (Pocket)

## Neutralität der Geschlechter
Eine Unterteilung in eine Damen- und Herrenklasse gibt es beim Snooker nicht. Sowohl im Spieler- wie auch Schiedsrichterbereich kommt es alleine auf die individuellen Fähigkeiten der jeweiligen Person an. Es wird unterschiedslos auch „gemischt“ im sportlichen Wettkampf gegeneinander angetreten und gewertet.

## Nominierung der Bälle (Farben)
Da beim Beginn einer Aufnahme immer Rot Ball on ist, braucht dies nicht extra angesagt zu werden. Die nach Rot zu spielende Farbe muss jedoch immer vor dem Stoß nominiert werden. Bei übersichtlichen Tischbildern und damit weit auseinander liegenden Bällen genügt zur Offensichtlichkeit der zu spielenden Farbe das Anvisieren mit dem Queue als Nominierung. Trifft der Spieler diese angepeilte Farbe dann allerdings nicht und/oder stattdessen eine andere, ist das ein Foul in Höhe der Wertigkeit der höchsten bei diesem Stoß beteiligten Farbe, mindestens jedoch in Höhe von 4 Punkten. Liegen viele farbige Kugeln eng beieinander oder soll über Bande gespielt werden, wobei die Anvisierung mit dem Queue nicht eindeutig den gewünschten farbigen Ball anzeigt, muss die gewollte zu treffende Farbe vom Spieler eigenständig, also ohne extra Aufforderung und für den Schiedsrichter immer deutlich hörbar, vorher nominiert werden. Dieser wird beim Spiel vor Publikum die angesagte Farbe noch einmal laut wiederholen.
Da es beim Endspiel auf die Farben eine vorgeschriebene zu spielende Reihenfolge der Bälle gibt, muss hierbei nichts mehr extra angesagt werden.

## Objektball
Als Objektball bezeichnet man die roten oder farbigen Bälle, die mit dem weißen Spielball angespielt werden. Zu Beginn eines Frames befinden sich 21 Objektbälle auf dem Tisch: 15 Rote Bälle und die 6 Farben Gelb, Grün, Braun, Blau, Pink und Schwarz. Die roten Bälle haben einen Wert von je 1 Punkt, Gelb ist 2, Grün 3, Braun 4, Blau 5, Pink 6 und Schwarz 7 Punkte wert. Welcher der Objektbälle in einer Spielsituation mit dem nächsten Stoß als erstes angespielt werden muss bzw. gelocht werden darf richtet sich danach, welcher Ball bzw. welche Bälle jeweils Ball on sind. Für einen Ball on, der regelkonform, also ohne ein Foul zu begehen, versenkt wurde, erhält der betreffende Spieler Punkte im Wert des Balles, im Falle eines Free Ball im Wert des eigentlichen Ball on. Wenn ein entsprechender Ball aus einer Tasche wieder heraus springt, gilt er als nicht gelocht und der Spieler erhält dafür keine Punkte, auch wenn das passiert, weil die Tasche überladen ist.
Die Objektbälle werden vor Beginn des Frames oder bei einem Re-Rack, sowie z. T. während des Frames gemäß den Regeln für das Aufsetzen der roten Bälle bzw. das Aufsetzen (Spotten) der farbigen Bälle (wieder) aufgesetzt. Gelochte oder aus anderen Gründen, wie z. B. Ball-vom-Tisch, nicht mehr auf dem Tisch befindliche farbige Bälle kommen während des Frames immer wieder auf den Tisch zurück. Einzige Ausnahme: Ein im Endspiel auf die Farben gelochter Ball on, sofern es kein Free Ball war. Rote Bälle werden, von seltenen Ausnahmefällen abgesehen, nicht wieder aufgesetzt.
Das Aufsetzen bzw. Wiederaufsetzen der Bälle ist alleine Sache des Schiedsrichters. Jegliches Berühren der Objektbälle durch die Spieler mit der Hand, dem Körper, der Kleidung, dem Queue, Hilfsqueue, Kreidewürfel und/oder anderen Gegenständen ist ein Foul. Es wird im Wert des Ball on oder, falls höherwertig, des höchsten am Foul beteiligten Balles, mindestens jedoch mit 4 Punkten bestraft.

## Penalty
Ein Penalty ist ein Regelverstoß, der die Spielreihenfolge nicht beeinflusst, d. h., der keine Auswirkungen darauf hat, welcher Spieler am Tisch ist. Ein Penalty wird vom Schiedsrichter entschieden und angesagt. Je nach Art des Penaltys wird der Schiedsrichter den Spieler, der es begangen hat, verwarnen, dem Gegenspieler das aktuelle oder nächste Frame oder das Spiel zuerkennen, oder dem Gegenspieler Strafpunkte gutschreiben. Ein Penalty ist nur gültig, wenn es vom Schiedsrichter bekannt gegeben oder vom Gegenspieler reklamiert wird, bevor der nächste Stoß ausgeführt wird.
Ein Penalty, das in Höhe des Wertes des Ball on oder des höchsten am Penalty beteiligten Balls, soweit dieser höherwertiger ist als der Ball on, mindestens jedoch mit 4 Punkten, bestraft wird, ist:
- Der Spieler, der nicht am Tisch ist (Non-Striker) kommt außerhalb seiner Aufnahme zum Tisch und begeht einen Regelverstoß. Alle Bälle, die dabei bewegt wurden, müssen an die Position vor dem Regelverstoß zurückgelegt werden, und die Aufnahme des Spielers am Tisch wird fortgesetzt. Eine Konsultationsphase beginnt, sobald die Entscheidung getroffen wurde, die Bälle zurückzulegen.

Penalties, die mit sieben Punkten bestraft werden, sind:
- Ein Spieler berührt während der Konsultationsphase einen Ball auf der Spielfläche mit dem Körper, der Kleidung, dem Queue bzw. Hilfsqueue, Kreidewürfel oder einem sonstigen Teil seiner Ausrüstung.
- Der Spieler, der nicht am Tisch ist (Non-Striker), benutzt einen Ball vom Tisch zu irgendeinem Zweck oder verwendet irgendeinen Gegenstand zur Abstands- oder Entfernungsmessung.

Ein Penalty, dass im Wiederholungsfall mit dem Verlust des Frames bestraft wird, ist:
- Der Spieler am Tisch begeht eine Zeitverzögerung (Time wasting), d. h. er nimmt sich ungewöhnlich viel Zeit für einen Stoß. 
 Wird bei Spielen oder Turnieren auf die Summe der Punkte aus den Frames gespielt, verliert der Spieler alle im Frame bisher erzielten Punkte und der Gegner erhält die maximal noch auf dem Tisch liegenden Punkte zu seinem bereits vorhandenen Punktestand aus dem Frame hinzu. Hierbei gelten alle Farben, die sich regelwidrig nicht auf dem Tisch befinden, als wieder aufgesetzt und werden mitgezählt.

Penalties, die mit dem Verlust des aktuellen oder nächsten Frames oder des Spiels bestraft werden können oder im Wiederholungsfall müssen, sind:
- Ein Spieler legt unsportliches Verhalten an den Tag.
- Durch einen Spieler erfolgt die Aufgabe eines Frames, bevor der Frameball gelocht wurde, und der Spieler wurde bereits einmal wegen unsportlichen Verhaltens verwarnt. 
 Wird bei Spielen oder Turnieren auf die Summe der Punkte aus den Frames gespielt, verliert der Spieler alle im Frame bisher erzielten Punkte und der Gegner erhält die maximal noch auf dem Tisch liegenden Punkte zu seinem bereits vorhandenen Punktestand aus dem Frame hinzu. Hierbei gelten alle Farben, die sich regelwidrig nicht auf dem Tisch befinden, als wieder aufgesetzt und werden mitgezählt. Wird dem Gegner das nächste Frame zuerkannt, erhält er dafür weitere 147 Punkte, wird ihm das Spiel zuerkannt, erhält er für jedes noch nicht gespielte Frame weitere 147 Punkte.

## Pomeranze

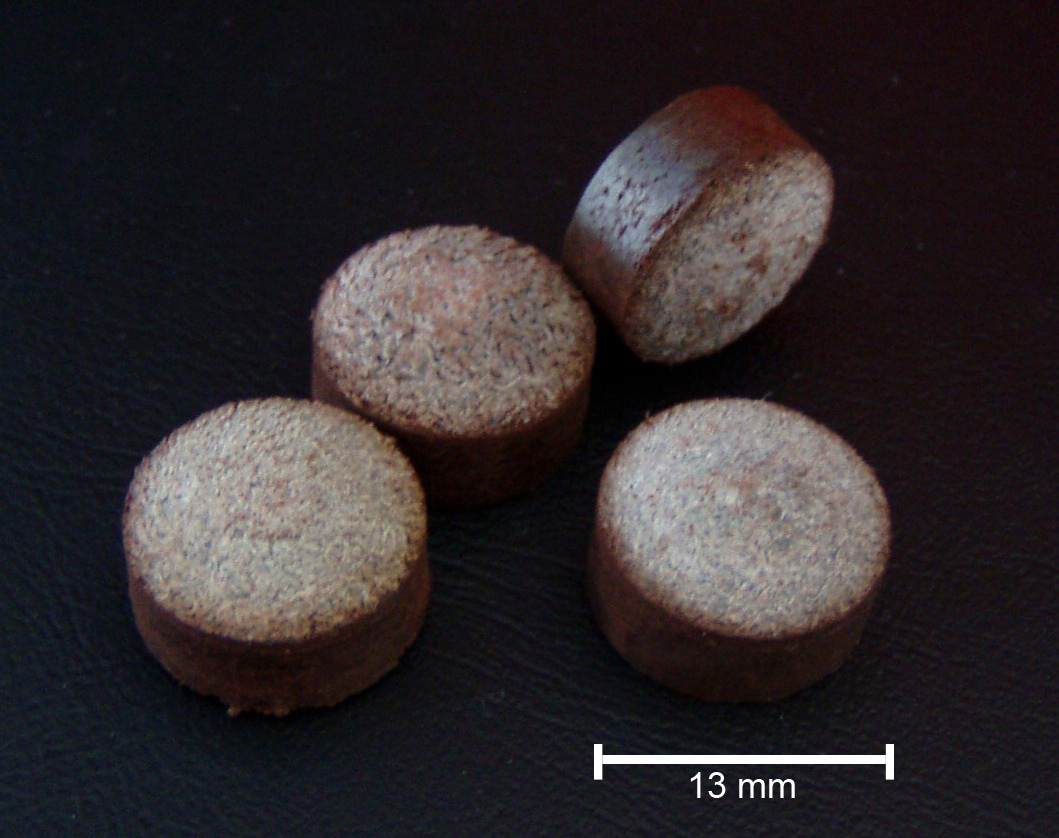
Vier Leder-Klebepomeranzen

Die Pomeranze ist die Spitze des Queues, welche die Stoßenergie auf den Spielball überträgt. Sie ist der Teil, der vor jedem Stoß zur Erhöhung der Reibung eingekreidet wird. Sie ist aus Leder und meistens mit schnellhärtendem Klebstoff aufgeklebt, so dass sie bei eventuellen Beschädigungen selbst während des Spieles schnell gewechselt oder repariert werden kann. Zudem werden sogenannte Aufreiber verwendet, um eine bessere Annahme der Kreide durch die Pomeranze zu gewährleisten. Sie rauen dabei das gestoßene, gestauchte und dadurch glatte Leder wieder auf. Ein Austausch der Pomeranze während eines Frames ist für den Spieler ein Nachteil, da sie erst nach einer gewissen Zeit wieder optimal „eingespielt“ ist.

## Potten (Potting) und Pocketing
Potten (engl:. potting) bezeichnet das regelkonforme Lochen eines Ball on. Mit pocketing wird im Englischen das regelwidrige Lochen eines Balls bezeichnet, also das Lochen des Spielballs oder eines Balls nicht on, aber auch eines Ball on, wenn bei dem Stoß ein Foul begangen wurde.

## Protokollführer
Bei offiziellen Matches (Turnieren) kommt oft als Teil der Spielleitung neben dem Schiedsrichter und seinem Assistenten, dem Marker, noch ein Protokollführer zum Einsatz. Der Protokollführer notiert jeden Stoß, jedes Foul und alle erzielten Punkte, sowie die Breaks. Wenn es keinen eigenen Protokollführer gibt, übernimmt diese Aufgabe der Marker.

## Publikum
Die Anforderungen an Fairness und Disziplin (siehe Gentlemen-Sport) werden bei offiziellen Turnieren auch an das anwesende Publikum gestellt. Störungen durch Umherlaufen, unruhiges oder lautes Verhalten und andere Unsitten wie Handyklingeln sowie störendes Fotografieren werden vom Schiedsrichter konsequent, unter Umständen auch bis zur Ausweisung aus dem Saal, geahndet.
Gibt es in der Arena mehrere Spieltische, so wirkt der zeitweise aufbrausende Beifall des Publikums für einen Nachbartisch und die anderen Spieler insofern nicht als störend, da man diese Geräusche ständig erwartet und diese Atmosphäre insgesamt auch gewohnt ist. Bahnt sich am Nebentisch sogar eine außergewöhnliche Leistung eines Spielers wie ein Maximum Break, ein Rekord oder das Ende eines spannenden Matches an, unterbrechen die anderen Spieler auch kurz ihr eigenes Spiel, so dass hier Störungen durch die Zuschauer oder die Nebentische zusätzlich ausgeschlossen werden.
- Abweichung hiervon, siehe: Snooker Shoot-Out.

## Pulk (Roter Pulk)
Als Pulk bezeichnet man eine Ansammlung von eng beieinander liegenden roten Bällen auf dem Tisch. Da sich während des Spieles mit einem Pulk ohne eine günstige Ablage des Spielballes kaum eine echte Lochchance ergibt, löst man ihn zur Fortsetzung des Break bereits bei einem der vorhergehenden Stöße mit einem Split auf. Rote Pulks entstehen oftmals beim abwechselnden Spielen von Safeties. Da beim Anstoß zu Beginn des Frames oder nach einem Re-rack stets Rot Ball on ist, muss der Spielball für diesen ersten Stoß, wenn er korrekt ausgeführt werden soll, zwingend in oder wenigstens an den roten Pulk der Grundaufstellung der Bälle gehen.

## Queue
Im Snooker werden in der Regel Queues von 140 bis 150 cm Länge verwendet. Gemäß den offiziellen Snookerregeln darf der Queue nicht kürzer als 914 mm (3 ft) sein und keine Abweichung von der traditionellen sich verjüngenden Form aufweisen, wobei die Pomeranze am dünnen Ende befestigt sein muss. Der Queue und die im Bedarfsfall verwendeten verschieden langen Verlängerungen und Teleskope für den Queue, werden, wie die Hilfsqueues und andere Ausrüstungsgegenstände, vom jeweiligen nationalen Snookerfachverband, also z. B. dem „Österreichischen Snooker und Billiardverband“ oder „Swiss Snooker“, geprüft und genehmigt. Das gilt für die vom Spieler und Schiedsrichter mitgebrachte Ausrüstung ebenso wie das am Tisch befindliche Zubehör.
Das Verwenden eines nicht standardkonformen Queue stellt ein Foul dar, das im Wert des aktuellen Ball on, mindestens jedoch mit 4 Punkten, bestraft wird.

## Regelverstoß
Ein Regelverstoß (engl.: infringement) ist jede Verletzung der Snookerregeln. Es wird zwischen zwei Arten von Regelverstößen unterschieden: Fouls und Penalties. Ein Foul ist ein Regelverstoß, der die Aufnahme des Verursachers beendet. Penalties sind Regelverstöße, die die Spielreihenfolge nicht beeinflussen.

## Re-Rack
Haben sich die Spieler „festgespielt“ und ist eine sinnvolle Weiterentwicklung nicht abzusehen, können sich beide Spieler darauf einigen, die Bälle vom Schiedsrichter neu aufsetzen zu lassen. Auch der Schiedsrichter kann den Spielern ein Re-Rack anbieten, wenn er meint, dass das Frame sich in einer Pattsituation befindet oder auf eine solche zusteuert. Ist ein Spieler damit nicht einverstanden, so soll unter der Bedingung weitergespielt werden, dass sich die Situation in einer vom Schiedsrichter festzulegenden Zeitspanne, in der Regel drei weitere Stöße je Spieler bzw. Mannschaft, ändert. Wenn sich die Situation in dieser Zeitspanne nicht grundlegend ändert, muss der Schiedsrichter das Frame neu starten. Bis dahin erzielte Punkte verfallen, und das Frame beginnt, ohne bisher in den Statistiken aufzutauchen, wieder bei 0:0. Es sind in einem Frame auch mehrere Re-Racks möglich. Neu angestoßen wird bei einem Re-Rack immer wieder von dem Spieler, der auch den ursprünglichen Anstoß des Frames ausgeführt hat, bzw., wenn der falsche Spieler das Frame begonnen hat, der, der ihn hätte ausführen müssen. Im Falle eines Doppels (Four-handed Snooker) wird die zu Beginn des Frames festgelegte Spielreihenfolge beibehalten. Kommt es während einer Re-spotted-Black-Situation zu einem Patt, wird nur der Schwarze Ball wieder auf seinen Spot gesetzt und der Spieler, der den ersten Stoß auf die Re-spotted Black gemacht hat, beginnt auch diesmal, wieder aus Ball in Hand.

## Re-spotted black
Bei Punktegleichstand am Ende eines Frames kommt es zu einer sogenannten Re-spotted black. Hierzu wird der schwarze Ball noch einmal auf seinem Spot aufgesetzt. Der Gewinner eines folgenden Losverfahrens, meist eines Münzwurfs, entscheidet, wer mit Ball in Hand beginnt. Bei der Re-spotted black gibt es analog der letzten Schwarzen im Endspiel auf die Farben nur noch eine einzige Wertung: Entweder gewinnt der Spieler, der die Schwarze korrekt versenkt, oder ein Spieler begeht ein Foul, indem er z. B. den Spielball locht oder den schwarzen Ball verfehlt, und verliert damit das Frame.
Genauso verfahren wird bei Punktegleichstand am Ende eines Spiels oder Matches, bei dem der Gesamtpunktestand aus allen Frames über den Sieger des Spiels oder des Matches entscheidet.

## Safety
Eine Safety ist ein Sicherheitsstoß. Sie wird gespielt, wenn ein Spieler keine Möglichkeit sieht einen Ball on zu lochen oder wenn er Strafpunkte des Gegners benötigt, um den Frame noch gewinnen zu können, da der Frameball bereits gelocht wurde. Ein Frame wird praktisch immer mit einer Safety eröffnet, da es beim Anstoß keine Lochmöglichkeit für einen roten Ball gibt, außer durch einen sehr seltenen Fluke.
Der Spieler versucht mit einer Safety, dem Gegner ein möglichst schwieriges Tischbild zu hinterlassen, also den Spielball und den/die Bälle, die bei Beginn der Aufnahme des Gegners on sind, so zu platzieren, dass dieser keine Lochmöglichkeit hat oder sogar gezwungen ist, ein Foul zu spielen.
Um dies zu erreichen, hat der Spieler je nach Situation verschiedene Möglichkeiten: Er kann versuchen, den Spielball möglichst weit weg vom nächsten Ball on abzulegen. Er bemüht sich den Spielball und/oder den Ball on möglichst dicht an eine Bande zu legen, wodurch die Spielballkontrolle bzw. die Anspielbarkeiten des Ball on für den Gegenspieler sehr eingeschränkt sind. Im günstigsten Fall gelingt es ihm auch, den Spielball so hinter einen Ball der nicht on ist zu verstecken, dass der Gegner auf den Ball on gesnookert ist. Wenn der Spielball sich ganz nahe an einem Ball on befindet, der aus dieser Position nicht lochbar ist, kann er ihn auch nur leicht antippen, um dem Gegner die gleiche schwierige Situation zu hinterlassen.
Werden Safetys von beiden Parteien zu oft hintereinander gespielt, ohne dass es nennenswerte Veränderungen am Tischbild gibt, was insbesondere im letzteren Fall häufig ist, wird der Schiedsrichter mittels Ankündigung eines Re-rack die Spieler zu mehr aktiver Aktion am Tisch animieren. Das mehrfache, gegenseitige Spielen von Safetys solange sich noch mehrere rote Bälle auf dem Tisch befinden, führt auch oft zur Bildung eines Pulks roter Bälle.
Von einer 'containing Safety' spricht man, wenn der Spielball so abgelegt wird, dass damit kein Ball on gelocht werden kann, der Gegner aber ohne große Mühe aus dieser Situation herauskommt.
Wenn es zwar eine Lochmöglichkeit gibt, aber das Risiko groß ist, dass es nicht gelingt, spielt ein Spieler manchmal auch eine Kombination aus Lochversuch und Safety, einen sogenannten Shot to nothing.

## Schiedsrichter

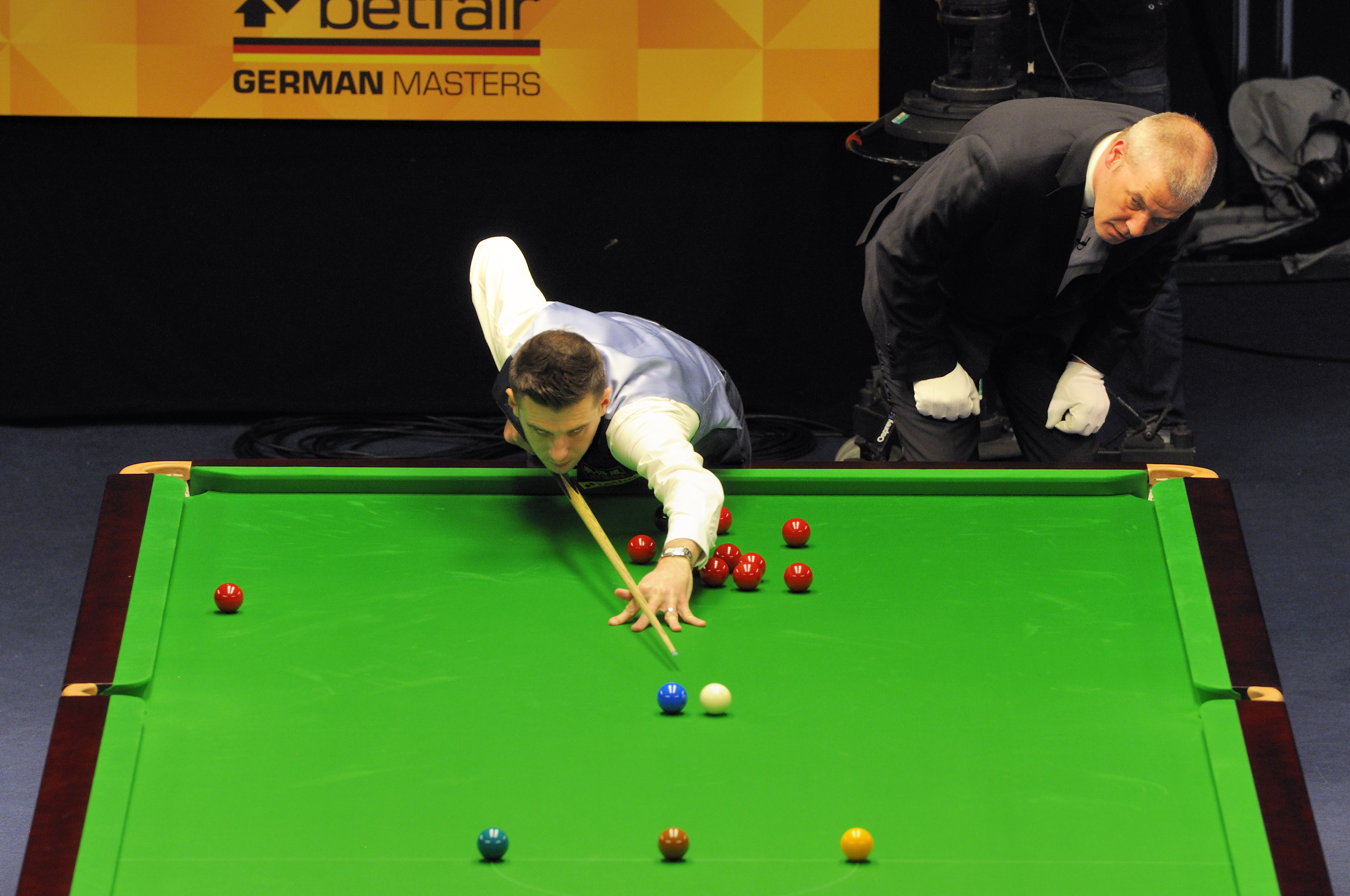
Schiedsrichter Jan Verhaas achtet auf ein mögliches Kleiderfoul von Mark Selby beim Stoß

Beim Snooker hat der Schiedsrichter am Tisch eine aktive Rolle. Zusammen mit, soweit vorhanden, dem Marker, dem Protokollführer und ggf. weiteren Personen bildet er die Spielleitung.
Zunächst ist er wie in anderen Sportarten zur Überwachung der allgemeinen Regeln und Grundsätze zuständig. Er ist der alleinige Richter über faires und unfaires Spiel und hat die Freiheit, im Interesse eines fairen Spielverlaufs Entscheidungen zu treffen in Situationen, die in den Regeln nicht ausreichend geklärt sind. Er macht während des Spieles die verbalen Ansagen, z. B. wer den Frame beginnt, zählt die laufenden Punkte des Breaks, prüft und erklärt Touching Ball, erteilt und sagt Fouls und eventuelles Miss an und sorgt beim Spiel vor Publikum bei Turnieren für eine insgesamt ungestörte Atmosphäre. Den Spielern darf er keine Hinweise zum vorgeschriebenen Spielverlauf geben, also z. B. welcher Ball on oder wann genau der Frame Ball erreicht ist. Spielern mit Farbenfehlsichtigkeit (z. B. Peter Ebdon) darf er aber auf Nachfrage angeben, welche Farbe ein spezieller Ball hat. Während des Spieles und vor allem beim Stoß überwacht er die zwingend vorgeschriebene Berührung des Bodens (Fußspitze genügt) durch den Spieler, achtet auf eventuelle Kleiderfouls sowie die korrekte Ausführung des Stoßes insgesamt, wie das Treffen des bzw. eines Ball on oder dass keine Bälle fallen, die nicht on sind.
Hat der Schiedsrichter einen Vorfall nicht bemerkt, so kann er die Aussagen des Markers, weiterer Mitglieder der Spielleitung oder der Zuschauer, die die beste Sicht haben, sowie Kamera-/Videoaufnahmen des Ereignisses zur Unterstützung seiner Entscheidung heranziehen.
Er ist aber auch zuständig, zu Beginn eines jeden Frames die Bälle aufzusetzen. Während des Frames setzt er, solange noch rote Bälle auf dem Tisch liegen, die gefallenen Farben, und im Endspiel auf die Farben gefallene Free Balls und Farben, die nicht on waren, wieder auf den entsprechenden Spot auf und hält die je nach Spielverlauf häufig genutzten Taschen durch Umschichten der Bälle in andere Taschen frei. Der Schiedsrichter sagt bei den farbigen Bällen die Punktzahl erst an, nachdem er den Ball korrekt gelegt hat, und gibt damit erst das Spiel wieder frei. Die Punktansage bei roten Bällen erfolgt erst nachdem für ihn ersichtlich ist, dass bis zum Ruhen der Bälle keine maßgeblichen Änderungen mehr erfolgen. Bei Ende einer Aufnahme erfolgt die Ansage in der Art: ...(Spielername und erzielte Punktezahl)... und falls der Spieler den Frame gewonnen hat, weil er ausreichende Punkte erreicht hat oder der gegnerische Spieler zu verstehen gibt, dass er den Frame aufgibt – ...and the frame....
Entscheidet der Schiedsrichter nach einem Foul zudem auf Miss, stellt er auf Wunsch des gefoulten Spielers die vorhergegangene Tischsituation so genau wie möglich in ihrer grundlegenden Schwierigkeit wieder her, um den Foulenden den gleichen Stoß wiederholen zu lassen. Zudem muss er bei einem Foul überprüfen, ob der gefoulte Spieler nun gesnookert ist, und in diesem Fall zusätzlich einen Free Ball vergeben.
Die beim Spiel durch ständiges Einkreiden der Pomeranzen auftretenden Verunreinigungen an den Kugeln werden durch den Schiedsrichter mittels der von ihm getragenen leicht angefeuchteten weißen Baumwollhandschuhe nach Aufforderung durch die Spieler regelmäßig gereinigt. Nur in Ausnahmefällen, zum Beispiel wenn ein Ball vom Tisch auf den Boden fällt, kann (und muss) er auch unaufgefordert den Ball prüfen und reinigen. Beim Spiel mit den Hilfsqueues wirkt der Schiedsrichter unterstützend mit: Das kleine einfache Hilfsqueue (Rest) wird dem Spieler, nachdem dieser es selbst vom Tisch aufgehoben hat, abgenommen und in die entsprechende Halterung, der sie entnommen wurde, unter einer der Banden wieder eingehängt. Wenn farbige Bälle wieder aufgesetzt werden müssen, geht dies jedoch vor und der Spieler muss das Hilfsqueue selbst ablegen. Die vom Spieler evtl. angeforderten größeren Hilfsqueues inkl. Teleskopverlängerungen holt der Schiedsrichter selbst aus den Halterungen, legt sie dem Spieler auf den Tisch und ordnet sie nach Gebrauch auch wieder in die entsprechenden Aufbewahrungen am Tisch ein.
Er oder der Marker sollen auf Bitte des Spielers eine Lichtquelle wegbewegen und weghalten, die den Spieler behindert, und es ist ihnen erlaubt, Spielern mit Behinderung den Umständen entsprechend zu Hilfe zu kommen.

## Schnabel
Schnabel ist der Teil des Queues von der Pomeranze bis zum Bock. Wenn beim Stoß aufgrund der Spielsituation die Queuespitze länger als üblich über den Bock hinausragt, spricht man von einem „langen Schnabel“.

## Session
Als Session bezeichnet man einen Abschnitt mehrerer hintereinander gespielter Frames in einem Spiel. Ab Spiele Best of 17 – also mit neun zu gewinnenden Frames – teilt man diese in zwei (oder mehr) Sessions. Die 1. Session hat eine vorher festgelegte Anzahl zu spielender Frames. Bei Sessions mit mehr als 7 Frames gibt es nach vier Frames zudem das Midsession Intervall, eine ca. 15-minütige Pause. Es ist je nach Auslosung der Spielpartner bzw. Spielreihenfolge und des Zeitplans in einem Turnier möglich, dass die Spieler und dazu auch der Schiedsrichter zwei Sessions an einem Tag bestreiten müssen. Je nach Spielverlauf, z. B. bei einem whitewash können auch ganze Sessions ausfallen. Das Finale der Snookerweltmeisterschaft z. B. wird bei der maximal möglichen Anzahl von 35 Frames in vier Sessions, verteilt über zwei Tage, ausgespielt.

## Shot-time
Ein generelles Zeitlimit für einen Stoß gibt es nicht. Bis der Spielball berührt wurde, darf die Aktion mehrmals abgebrochen, verändert, begutachtet oder neu durchdacht werden. Auch kann schon ein Hilfsqueue bereitgelegt und dann doch nicht benutzt oder durch ein anderes ersetzt werden. Sollte der Schiedsrichter jedoch der Meinung sein, dass sich ein Spieler absichtlich übermäßig viel Zeit nimmt, spricht er eine Verwarnung wegen Zeitverzögerung (Time waisting) aus und erkennt im Wiederholungsfall dem Gegner das Frame, in jedem erneuten Fall ein weiteres Frame zu.
Beim Snooker Shoot-Out werden abweichend von dieser Regel die Shot-times in den ersten 5 Minuten auf 15 Sekunden und in den zweiten 5 Minuten auf 10 Sekunden begrenzt. Ein Überschreiten gilt als Foul, das mit 5 Punkten und Ball in Hand für den Gegner bestraft wird.

## Shot to nothing
Ein „Shot to nothing“ (im deutschen etwa „Schuss ins Blaue“) bezeichnet eine Kombination aus Safety und dem Versuch, einen Ball on zu versenken. Der Spieler spielt einen Ball on so an, dass die Ablage des Spielballes nach dem Stoß möglichst sicher ist, unabhängig davon, ob der Ball on versenkt wurde oder nicht. Wurde der Ball versenkt, spielt der Spieler weiter, fällt er nicht, ist der Gegenspieler ist an der Reihe und es kommt die Funktion als Safety zum Tragen. Ein Shot to nothing wird fast ausschließlich angewendet, wenn Rot Ball on ist, die Ablage auf eine Farbe ist dabei sekundär. Im Falle des Lochens des Balles bleibt oftmals zumindest die Option, den Gegner auf die restlichen Roten zu snookern.
Diese Form des Stoßes wird vor allem dann angewendet, wenn schwierige Situationen vorliegen und der Versuch zum reinen Lochen eines Ball on in eine Tasche ein zu hohes Risiko darstellt. Eine verwandte Form des Shot to nothing mit allerdings noch höherem Risiko stellt ein Stoß mit der Bezeichnung Hit-and-hope dar.

## Six-Red-Snooker
Six-Red-Snooker ist eine Variante des Snooker, bei der anders als üblich, nicht mit 15, sondern mit 6 roten Bällen gespielt wird, bei gleicher Zahl und Position der farbigen Bälle. Dadurch verkürzt sich das Spiel auf die Roten, es sind hier höchstens 48 Punkte zu erreichen. Ein Maximum-Break hat somit 75 statt 147 Punkte, im Falle eines Free Balls zu Beginn des Breaks 83 Punkte. Die Idee dieser Variante des Snooker sind kürzere Spiele und damit größere Turniere (Matches) in kürzerer Zeit.
Die Regeln entsprechen denen des normalen Snooker, von zwei Ausnahmen abgesehen:
- Ein drittes Foul und Miss nach zweimaliger Stoßwiederholung führt nicht zum Verlust des Frames. Stattdessen wird der Spieler am Tisch nach viermal Foul und Miss in Folge vom Schiedsrichter gewarnt, dass nach dem fünften Foul und Miss keine Wiederholung des Stoßes mehr möglich ist. Kommt es zum erneuten Miss, hat der gefoulte Spieler mehrere Möglichkeiten: Er kann seinen Gegner auffordern, dort weiterzuspielen, wo die Bälle zum Stillstand gekommen sind. Die vorherige Folge von Foul und Miss endet dadurch. Er kann selbst von dort weiterspielen. Er kann auch den Spielball von einer beliebigen Position auf der Spielfläche spielen, womit aber die Möglichkeit eines Freeball entfällt. Die letzte Option besteht nicht mehr, wenn  einer der Spieler vor dem letzten Stoß Strafpunkte benötigte oder als dessen Ergebnis benötigt, um das Frame noch gewinnen zu können.
- Hat ein Spieler, nachdem ein roter Ball oder ein als Rot nominierter Free Ball regelkonformen gelocht wurde, dem Gegner den Spielball hinter der nominierten Farbe gesnookert hinterlassen, ist dies ein Foul. Es wird in Höhe des Wertes der nominierten Farbe, mindestens jedoch mit 4 Punkten, bestraft.

Six-Red-Snooker ist mit dem Einladungsturnier 6-Red World Championship seit 2012 auch Teil der World Snooker Tour. Darüber hinaus gibt es Turniere mit Mischformen von Six-Red- und Standard-Snooker. So wurden beim World Series of Snooker 2008/09 in der Gruppenphase mit 6, im Achtel- und Viertelfinale mit 10, und im Halbfinale und Finale mit 15 roten Bällen gespielt.

## Snooker

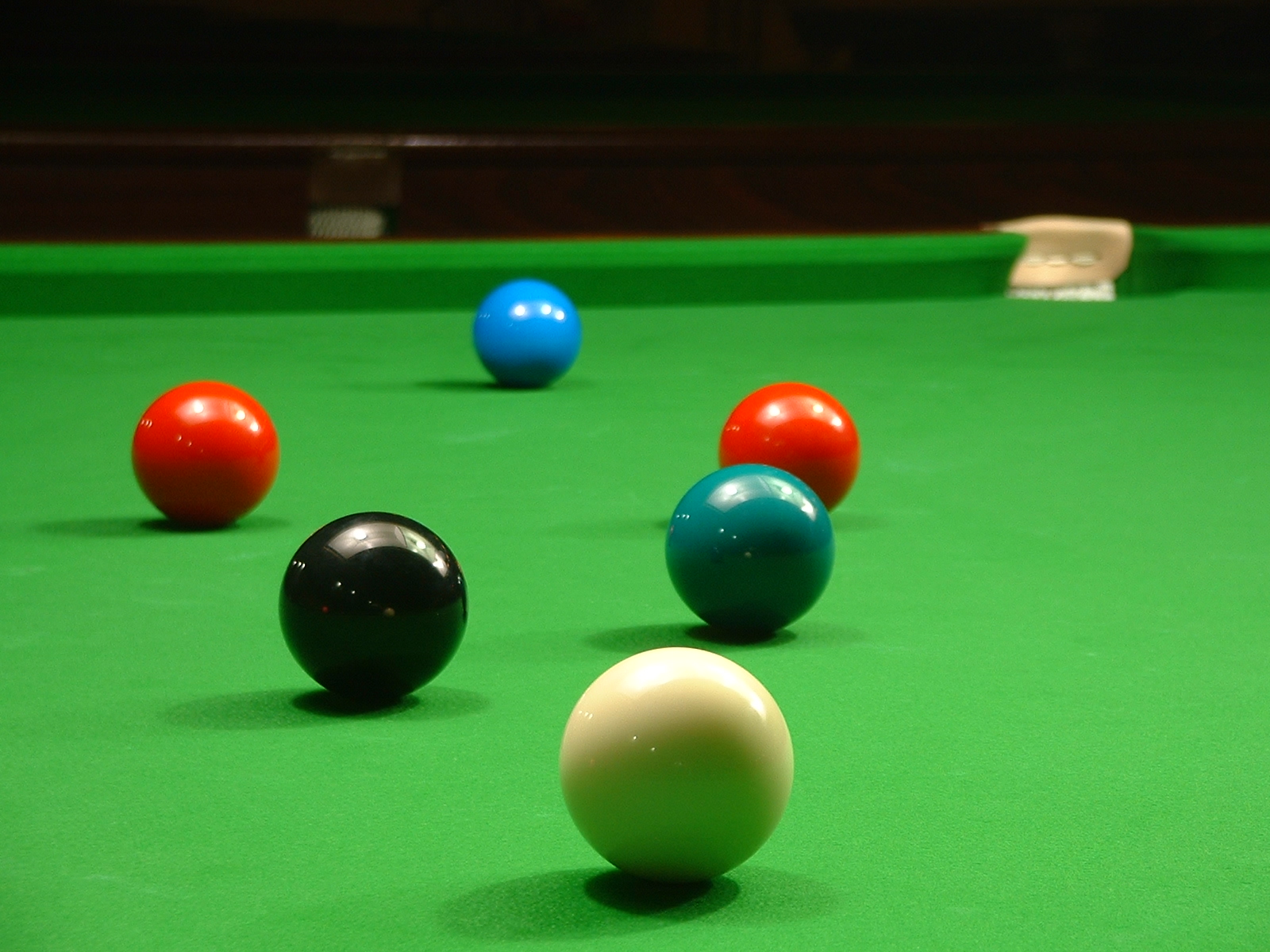
Der Spieler ist auf zwei rote Kugeln durch Schwarz bzw. Grün gesnookert

Als Snooker bezeichnet man die Situation, wenn ein direkter Stoß in gerader Linie auf jeden Ball on von mindestens einem Ball, der nicht on ist, ganz oder teilweise verhindert wird, d. h., dass Bälle nicht on zwischen dem Ball on und dem Spielball liegen. Mindestens ein Ball on muss auf beiden Seiten voll, d. h. sowohl links als auch rechts so dünn wie möglich anspielbar sein. Wird er teilweise verdeckt, kann der Spieler ihn zwar auf direktem Wege treffen, jedoch nicht an einem beliebigen Punkt und ist somit in seinem Spiel eingeschränkt. Damit ist es ein Snooker. Dies gilt auch bei einer Ball-in-Hand-Situation, wenn die Weiße aus jeder beliebigen Position innerhalb oder auf der Linie des D daran gehindert wird einen Ball on voll anzuspielen. Ein Snooker liegt auch vor, wenn der Spielball außer von einem Ball nicht on noch zusätzlich durch den abgerundeten Teil einer Bande am vollen Anspielen eines Ball on gehindert wird, d. h. wenn entweder der Ball on bzw. die Bälle on und/oder der Spielball sich in einem Tascheneinlauf befinden. Wird das volle Anspielen eines Ball on allein durch die Bande verhindert, liegt dagegen kein Snooker vor. Diese genaue Definition des Snookers ist maßgeblich für die Entscheidung, ob ein Spieler, der gefoult wurde, einen Free Ball erhält.
Man sagt, ein hinten liegender Spieler „benötigt Snooker“, wenn für ihn nicht mehr genügend Punkte auf dem Tisch liegen, um die Führung des Gegners aus eigener Kraft auszugleichen, d. h. der Frameball bereits gelocht wurde. In diesem Fall benötigt er Zusatzpunkte (Strafpunkte) vom Gegner. Streng genommen ist ein Aufholen auch ohne Snooker durch Fouls oder bestimmte Penalties des Führenden (z. B. wenn der Spielball fällt) möglich. Benötigt ein Spieler bereits „Snooker“, gibt es bei einem Foul für keinen Spieler mehr ein Miss. Davon ausgenommen ist die Situation, dass ein Spieler bereits ein Miss erhalten hat für das Verfehlen eines Ball on, den er auf geradem Weg voll anspielen konnte, und beim Wiederholen des Stoßes erneut keinen Ball on regelkonform trifft. Hier muss immer ein Miss geben werden, unabhängig von der jetzt bestehenden Punktedifferenz, d. h. auch wenn der Spieler inzwischen „Snooker benötigt“.
Einen seltenen Sonderfall stellt ein „unmöglicher Snooker“ dar, bei dem der Spielball so von anderen Bällen und ggf. der Bande eingeengt ist, dass ein Treffen des Ball on nur durch ein Foul möglich ist. Hier muss der Spieler einfach, als würde er ihn treffen wollen, in Tempo und Richtung des Ball on spielen und bekommt ein Foul, jedoch ohne Miss. Damit der Spieler hierbei keine Vorteile erlangt, kann der Gegenspieler ihn (wie nach jedem Foul) das dann entstandene Bild weiterspielen lassen. Ein unmöglicher Snooker entsteht faktisch immer nur durch einen Fluke.

## Split
Als Split bezeichnet man die Trennung eines Pulks von eng zusammenliegenden roten Bällen, um diese anspiel- und lochbar zu platzieren. Dazu wird der Spielball so gestoßen, dass er direkt oder beim Weiterlaufen nach dem Anspielen eines Ball on den Pulk öffnet. Ein Split wird immer dann nötig, wenn der Spieler keine weiteren freien roten Bälle zum Lochen zur Verfügung hat, er die Aufnahme aber trotzdem fortsetzen will, weil ihm die Position für einen Split günstiger erscheint, als für den Ausstieg mit einer Safety. Da der erste Stoß eines Frames zwingend in oder zumindest an den Pulk der roten Bälle geht, ist der Anstoß meistens auch ein Split.

## Spider

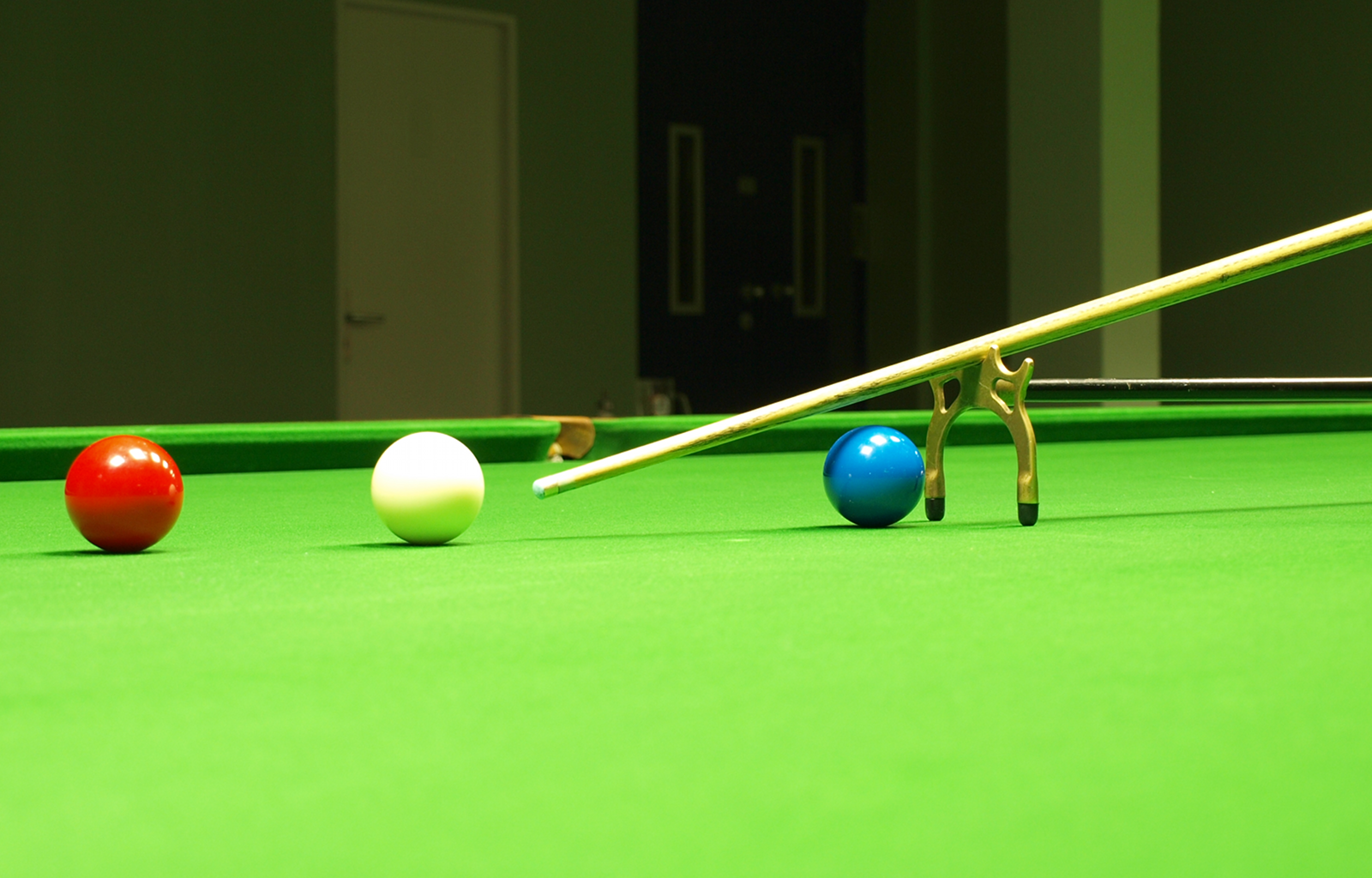
Hilfsqueue Spider

Der Spider (dt.: Spinne) ist ein Hilfsqueue, das zum Einsatz kommt, wenn der Spieler zum Stoßen des Spielballs ein Hilfsqueue benötigt, sich aber in Stoßrichtung betrachtet hinter dem Spielball ein Objektball befindet, über den das Queue drüber geführt werden muss und der das Platzieren des einfachen Hilfsqueues (X-Rest) verhindert. Der Spider besitzt an der Spitze statt der x-förmigen Auflage eine Platte, die oben drei Vertiefungen zur Führung des Queues (eine in der Mitte, je eine etwas tiefer liegende links und rechts davon) und zwei lange Beine aufweist. Bei Turnieren steht den Spielern neben dem Standardspider meist noch ein Spider mit langem Schaft (Long Spider) zur Verfügung.
Befinden sich hinter dem Spielball mehrere Objektbälle kommen statt dem Spider der Swan oder der Extended Spider zum Einsatz, gegebenenfalls auch, sofern verfügbar, der Hook Rest. Jedoch bevorzugen manche Spieler stattdessen eine Kombination aus Spider und X-Rest. Dazu wird der X-Rest in die Queueführung des Spiders gelegt und je nach Bedarf entsprechend der Situation auf dem Tisch beliebig weit nach vorne geschoben.

## Spiel (Game)
Nach den Snookerregeln ist ein Spiel (Game) eine vereinbarte oder vorgegebene Anzahl von Frames. Ein oder mehrere Spiele bilden ein Match (Turnier). Die Anzahl der Frames ist meist ungerade, da Snooker meistens nach dem Best-of-Modus gespielt wird, wonach Gewinner des Spiels ist, wer mehr als die Hälfte der Frames gewonnen hat. Ausnahme hiervon war z. B. der Premier League Snooker, wo zeitweise bei sechs zu spielenden Frames in der Gruppenphase auch ein Unentschieden möglich war. Bei manchen Turnieren entscheidet aber auch die Summe der Punkte aus allen Frames eines Spiels oder des Turniers über den Sieg, nicht die Zahl der gewonnenen Frames. Spiele mit sehr vielen Frames werden in mehrere Sessions aufgeteilt. Bei Spielen oder Sessions mit mehr als sieben Frames gibt es zusätzlich nach vier Frames eine kurze Pause, das Midsession Interval.
Zu Beginn eines Spiels wird durch Los oder auf andere Weise, meistens per Münzwurf, ein Spieler ermittelt, der dann wählen darf, welcher Spieler den Anstoß im 1. Frame machen soll. Beim Snooker Shoot-Out erfolgt dies mittels Lag. Die anschließenden Frames werden dann immer abwechselnd begonnen. Bei Spielen, bei denen die Summe der Punkte aus den Frames über den Sieg entscheidet, folgt bei Punktgleichstand nach dem letzten Frame noch eine Re-spotted  Black.
Im englischen Sprachraum wird Game zum Teil auch synonym zu Frame gebraucht.

## Spielball (cue-ball)
Als Spielball (engl.: cue-ball) wird der weiße Ball bezeichnet. Er darf bei jedem Stoß stets als einziger mit dem Queue getroffen werden und muss danach als Erstes den jeweiligen Ball on, bei einem Free Ball zwingend den Free Ball, treffen, wobei dies auch über Bande geschehen kann. In bestimmten Situationen kommt es zur Ball in Hand-Regelung, bei der der Spieler den Spielball beliebig innerhalb oder auf den Linien des D platzieren kann, in einem speziellen Fall beim Six-Red-Snooker auch auf der gesamten Spielfläche. Jegliches Fallen des weißen Balls in eine Tasche, das Verfehlen des Ball on, Jump Shots (Sprungstöße), das inkorrekte Spielen aus Ball in Hand oder das mehrfache Berühren des weißen Balls mit dem Queue, ist ein Foul, das im Wert des Ball on, mindestens jedoch mit 4 Punkten bestraft wird. Für Durchstöße (push shots) oder Ball-vom-Tisch-Situationen sind Strafpunkte im Wert des Ball on oder, falls höherwertig, des höchsten am Foul beteiligten Balls, jedoch ebenfalls mindestens 4 Punkte fällig. Der Spielball ist der Ball, der vom Schiedsrichter während des Spieles am häufigsten gereinigt werden muss.

## Spielleitung
Die Leitung eines Spiels obliegt dem Schiedsrichter, zusammen mit, soweit vorhanden, seinem Assistenten – dem Marker –, dem Protokollführer, und ggf. weiteren Personen.

## Spot
Als Spot bzw. Spots werden die 6 markierten Aufsetzpunkte der farbigen Bälle auf dem Snookertisch bezeichnet, auf dem die Farben vor Beginn eines Frames, bei einem Re-Rack oder nachdem sie gelocht wurden (außer der jeweilige Ball on im Endspiel auf die Farben), wieder aufgesetzt werden. Liegt während des Frames ein anderer Ball auf dem jeweiligen Punkt, gelten die Regeln für Besetzte Spots. Die Spots befinden sich alle auf der Mittelachse des Tisches zwischen Kopf- und Fußbande und/oder der Baulk-line und haben umgangssprachlich den Namen der Farbe.
Im Einzelnen gilt für die farbigen Bälle:
- Gelber Spot: Auf der von der Fußbande aus gesehen rechten Ecke des D (Schnittpunkt des Halbkreises - 11½ Inches (= 292,1 mm) Radius - mit der Baulk-line; diese ist von der Fußbande  29 Inches (= 736,6 mm) entfernt)
- Grüner Spot: Auf der von der Fußbande aus gesehen linken Ecke des D
- Brauner Spot: Auf der Mitte der Baulk-line, d. h. im Schnittpunkt von Baulk-line und langer Mittelachse des Tischs
- Blauer Spot: In der Mitte des Tisches, also gleich weit entfernt von der Kopf- und der Fußbande, bzw. von der rechten und der linken Mitteltasche (auch Center Spot genannt)
- Pinker Spot: In der Mitte zwischen dem „blauen“ Spot und der Kopfbande (auch Pyramid Spot genannt, da die 15 roten Bälle zu Beginn des Frames oder bei einem Re-Rack in Form eines Dreiecks unmittelbar neben dem pinken Ball aufgesetzt werden)
- Schwarzer Spot: Zwischen dem pinken Spot und der Kopfbande, 12¾ Inches (=324 mm) von der Kopfbande entfernt

## Stoß
Ein Stoß gilt als ausgeführt, wenn der Spieler den Spielball mit der Pomeranze seines Queues stößt, außer während des Anvisierens. Beendet ist der Stoß erst, wenn alle Bälle zum Stillstand gekommen sind, das ggf. erforderliche Wiederaufsetzen (Spotten) farbiger Bälle abgeschlossen ist, und entweder alle Hilfsmittel (Hilfsqueues, Verlängerungen) vom Tisch entfernt wurden oder der Schiedsrichter davon überzeugt ist, dass der Stoß beendet ist. Der Schiedsrichter sagt dann die Punkte und/oder Foul an und gibt damit den weiteren Verlauf des Frames frei bzw. beendet dieses. Ein Stoß kann direkt oder indirekt ausgeführt werden, d. h. der Spielball trifft einen Objektball auf direktem Weg oder zunächst eine oder mehrere Banden.
Das Ausführen eines Stoßes, bevor der vorherige beendet ist, stellt ein Foul dar, das im Wert des Ball on oder, falls höherwertig, des höchsten am Foul beteiligten Balls, mindestens jedoch mit 4 Punkten bestraft wird. Ebenso unzulässig und mit den gleichen Strafpunkten belegt ist ein Durchstoß (push shot). Auch das mehrfache Berühren des Spielballs mit dem Queue und ein Jump Shot sind Fouls; sie werden im Wert des Ball on, mindestens aber mit 4 Punkten bestraft.
- Spezielle Stoßarten, siehe Balltechniken

## Strafpunkte
Strafpunkte sind Punkte, die nach einem Regelverstoß dem Gegner des Verursachers gutgeschrieben werden. Sie werden den bisher in dem Frame durch Breaks erzielten Punkten des Spielers hinzugerechnet. Alle Fouls mit Ausnahme des unsportlichen Stoßes werden mit 4-7 Strafpunkten (hier auch Foulpunkte genannt) geahndet, je nach Art des Fouls oder der daran beteiligten Bälle. Das Gleiche gilt für Penalties mit Ausnahme von unsportlichem Verhalten, Aufgeben eines Frames bevor der Frameball gelocht wurde und Zeitverzögerung.

## Striker und Non-Striker
Als Striker wird im Englischen der Spieler bezeichnet, der zu spielen hat oder gerade spielt, also der Spieler, der aktuell am Tisch ist oder gemäß den Regeln an den Tisch kommen muss. Der Spieler bleibt solange der Striker, bis er seine Aufnahme beendet hat und der Schiedsrichter überzeugt ist, dass er den Tisch endgültig verlassen hat.
Non-Striker bezeichnet den Spieler, der aktuell nicht am Tisch ist, also nicht spielt. Falls der Non-Striker den Raum verlassen muss, z. B. für einen Toilettengang, darf er einen Stellvertreter ernennen, der seine Interessen vertritt und bei Bedarf Regelverstöße reklamieren darf. Er muss dem Schiedsrichter die betreffende Person nennen, bevor er den Raum verlässt. Die Bezeichnungen Striker und Non-Striker werden z. T. auch im deutschsprachigen Raum verwendet.

## Sudden death blue ball shoot out
Der Sudden death blue ball shoot out ist eine Sonderregel bei der Spielvariante Shoot-Out, die zur Anwendung kommt, wenn ein Spiel nach 10 Minuten unentschieden steht. Es wird dann abwechselnd versucht, den blauen Ball zu lochen. Dazu werden alle evtl. noch auf dem Tisch liegenden Objektbälle vom Tisch genommen und Blau auf seinen Spot zurückgelegt. Der Spielball wird aus Ball in Hand gespielt, d. h. aus einer Position auf oder innerhalb der Linien des D. Der Spieler, der den Lag zu Beginn des Spiels gewonnen hat, darf entscheiden, wer zuerst spielt. Es wird anschließend in Runden immer abwechselnd von den beiden Spielern gestoßen, wobei jedes Mal Blau wieder gespottet wird und der Spielball in Hand kommt.
Der blaue Ball muss direkt gelocht werden, d. h., er darf keine Bande berühren mit Ausnahme des abgerundeten Tascheneinlaufs der Tasche, in die er fällt. Andernfalls zählt er nicht als gelocht. Sobald ein Spieler bei gleicher Anzahl an Stößen Blau einmal mehr gelocht hat als der Gegenspieler, hat er gewonnen.

## Swan

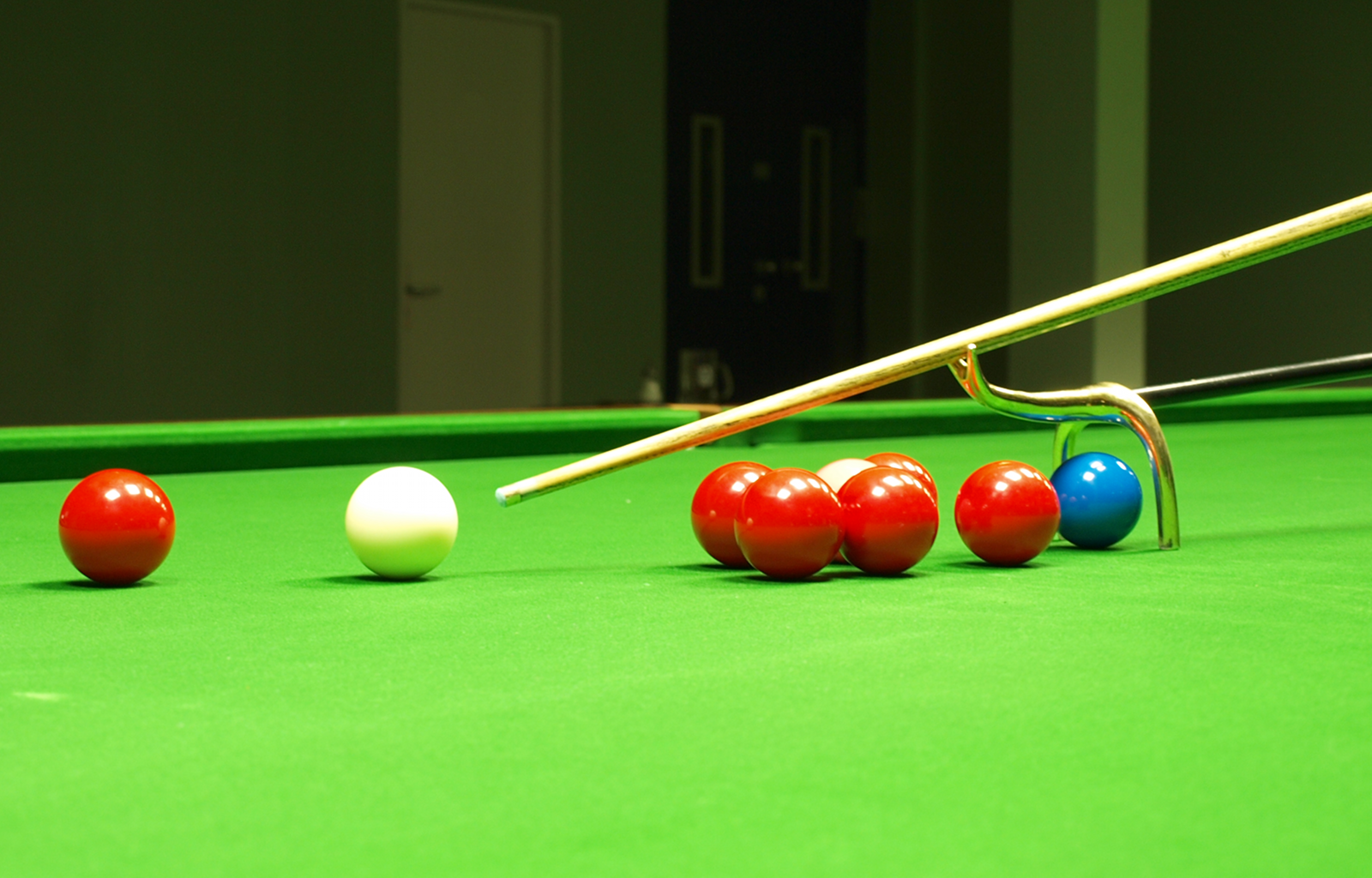
Hilfsqueue Schwan

Der Swan, auch Swan neck oder Swan neck spider (dt.: Schwan oder Schwanenhals) ist ein Hilfsqueue, das zum Einsatz kommt, wenn der Spieler zum Stoßen des Spielballs ein Hilfsqueue benötigt, sich aber in Stoßrichtung betrachtet hinter dem Spielball mehrere Objektbälle befinden, über die das Queue geführt werden muss und die das Platzieren des einfachen Hilfsqueues mit x-förmiger Auflage (X-Rest) verhindern. Seinen Namen hat der Swan von seiner charakteristischen Form. Er besitzt zwei lange Beine, die ein umgedrehtes U bilden, sowie einen langen, am Schluss leicht nach oben gebogenen Hals, der über die Ebene der Beine hinaus reicht. Am Ende des Halses ist eine Gabel, über die das Queue geführt wird. Im Vergleich zum extended Spider reicht er weniger weit über den Aufsetzpunkt auf dem Tisch hinaus und ist in der Regel weniger hoch. Der Swan wie der extended Spider kommen nur zum Einsatz wenn es unumgänglich ist, da mit ihnen die Spielballkontrolle noch einmal deutlich mehr eingeschränkt ist als beim einfachen Hilfsqueue oder beim Spider. Manche Spieler bevorzugen anstelle des Swan (oder extended Spider) eine Kombination aus Spider und X-Rest. Dazu wird der X-Rest in die Queueführung des Spiders gelegt und je nach Bedarf entsprechend der Situation auf dem Tisch beliebig weit nach vorne geschoben, wobei die Schäfte der beiden Hilfsqueues aufeinander liegen und zusammen mit einer Hand gehalten werden.
In manchen Fällen ist auch der Hook Rest eine Alternative zu Swan und extended Spider, da er eine bessere Spielballkontrolle ermöglicht.

## Tablefitter
Nach einem Spiel, oder auch in einem Midsession Interval, werden die Tische gereinigt und eventuell auch repariert. Dies ist die Aufgabe der Tablefitter (dt.: Tischpfleger oder -monteur) bei offiziellen Turnieren im Profisnooker. Zu diesen Reinigungsarbeiten gehören das Abbürsten des Tuches, um Kreidereste zu entfernen und das Ausrichten der Tuchmaschen, um einen gleichmäßigen Lauf der Bälle zu gewährleisten. Aber auch nötige Reparaturen wie der Austausch von Banden oder des Tuches und der Auf- und Abbau von Tischen gehören zu den Arbeiten des Tablefitters.

## Tasche (Pocket)

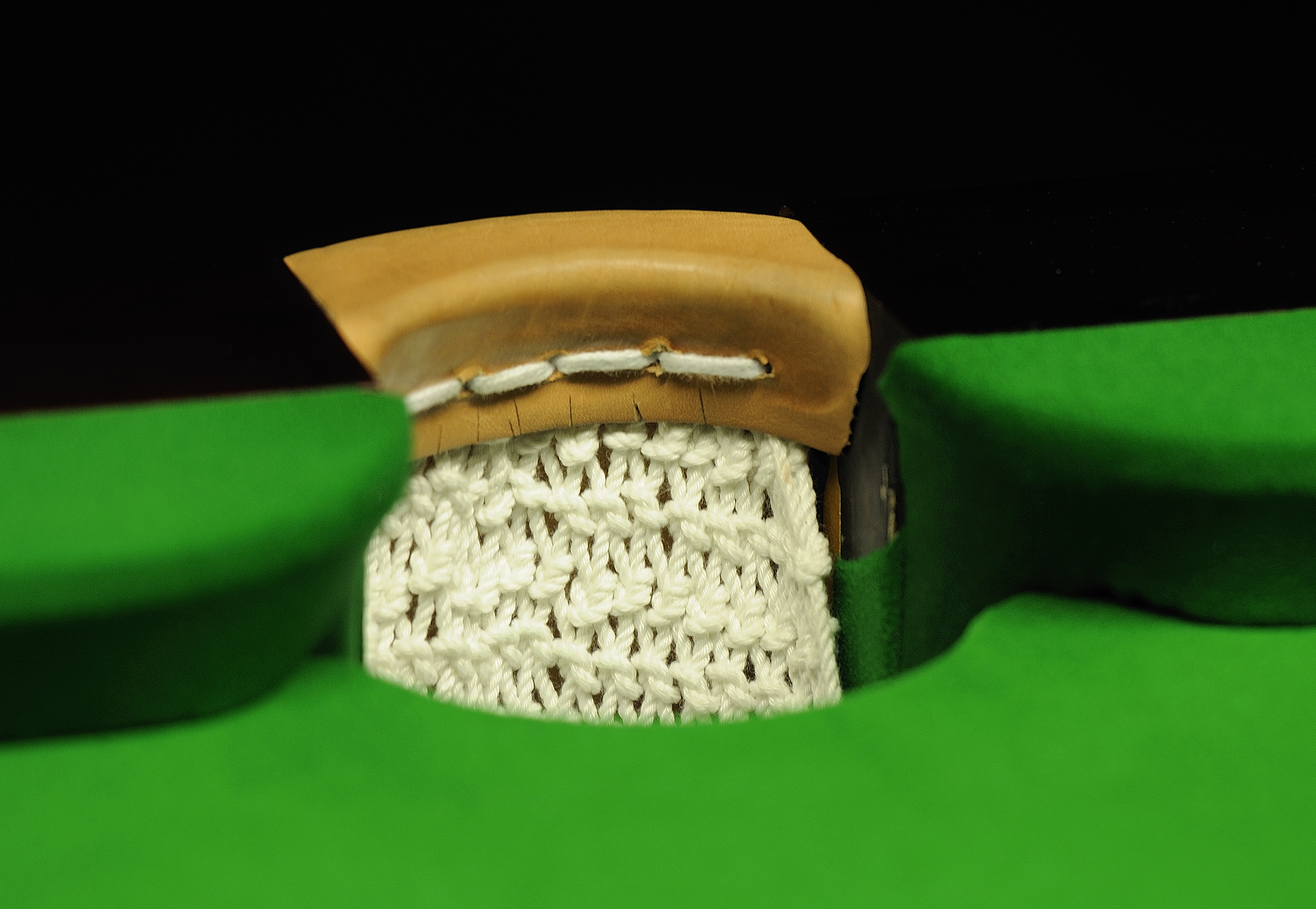
Mitteltasche eines Snookertisches.

Taschen (engl.: Pockets) sind die sechs Öffnungen in den Banden des Snookertisches, in denen die Kugeln versenkt werden. Hierbei unterscheidet man die beiden Mitteltaschen an den langen Seiten in Höhe des blauen Spots sowie die vier Ecktaschen. Die beiden Ecktaschen oberhalb des schwarzen Balles bezeichnet man als die Kopftaschen oder auch als die „schwarzen“ Taschen. Die beiden Ecktaschen unterhalb des D, aus dem angestoßen wird, bezeichnet man als die Fußtaschen. Aufgrund der Nähe zu den Spots der entsprechenden farbigen Bälle werden die Fußtaschen auch gemeinhin als die „gelbe“ bzw. „grüne“ Tasche bezeichnet. Beim Snooker sind alle Taschen gleichwertige nutzbare Einlochmöglichkeiten und müssen, im Gegensatz beim Nominieren der Farben, nicht vorher benannt werden.
Die Ausläufe der Taschenöffnungen an der Unterseite des Tisches sind nach oben offen, damit die Bälle leicht entnommen werden können, v. a. während eines Frames, z. B. für das Wiederaufsetzen der Farben oder um rote Bälle aus einer vollen Tasche auf andere Taschen umzuverteilen. Die Taschen sind mit ca. 90 mm Durchmesser kleiner als bei Poolbillardtischen. Im Gegensatz zu diesen haben sie auch abgerundete Einläufe, sodass beim Snooker ein nicht ganz präzise gespielter Ball eher wieder auf die Spielfläche zurückgeworfen werden kann als bei den geraden, zur Bande abgewinkelten Einläufen des Poolbillardtischs. Für die genaue Form und Abmessung der Taschen, die für offizielle Turniere verbindlich ist, gibt es von der WPBSA erstellte Schablonen, je eine für die Ecktaschen und eine für die Mitteltaschen, die in der Vergangenheit immer mal wieder abgeändert wurden.

## Tempo
Als Tempo bezeichnet man die Stoßstärke. Sie ist neben der Stoßrichtung das wichtigste Element beim Billard- bzw. Snookersport. Insbesondere beim Spielen einer Safety entscheidet das gewählte Tempo, ob eine sichere Ablage des Spielballes gelingt. Wählt man beim Anspielen eines Ball on ein zu geringes Tempo und der Spielball erreicht ihn deswegen nicht, kann oder muss der Schiedsrichter, je nach Situation, zu dem Foul auch ein Miss geben. Zu hohes Tempo wiederum führt, besonders bei noch vollem Tisch, zu unkontrollierten Berührungen anderer Bälle, so dass meistens unvorteilhafte
Tischbilder entstehen.
Das Benutzen der richtigen Stoßstärke ist zudem unabdingbar zum Erreichen des gewünschten Effets des Spielballes, insbesondere beim Spiel eines Bogenballs, sowie beim Spielen einer Re-spottet Black, bei der es hauptsächlich auf die sichere Ablage des Spielballes ankommt.

## Tisch

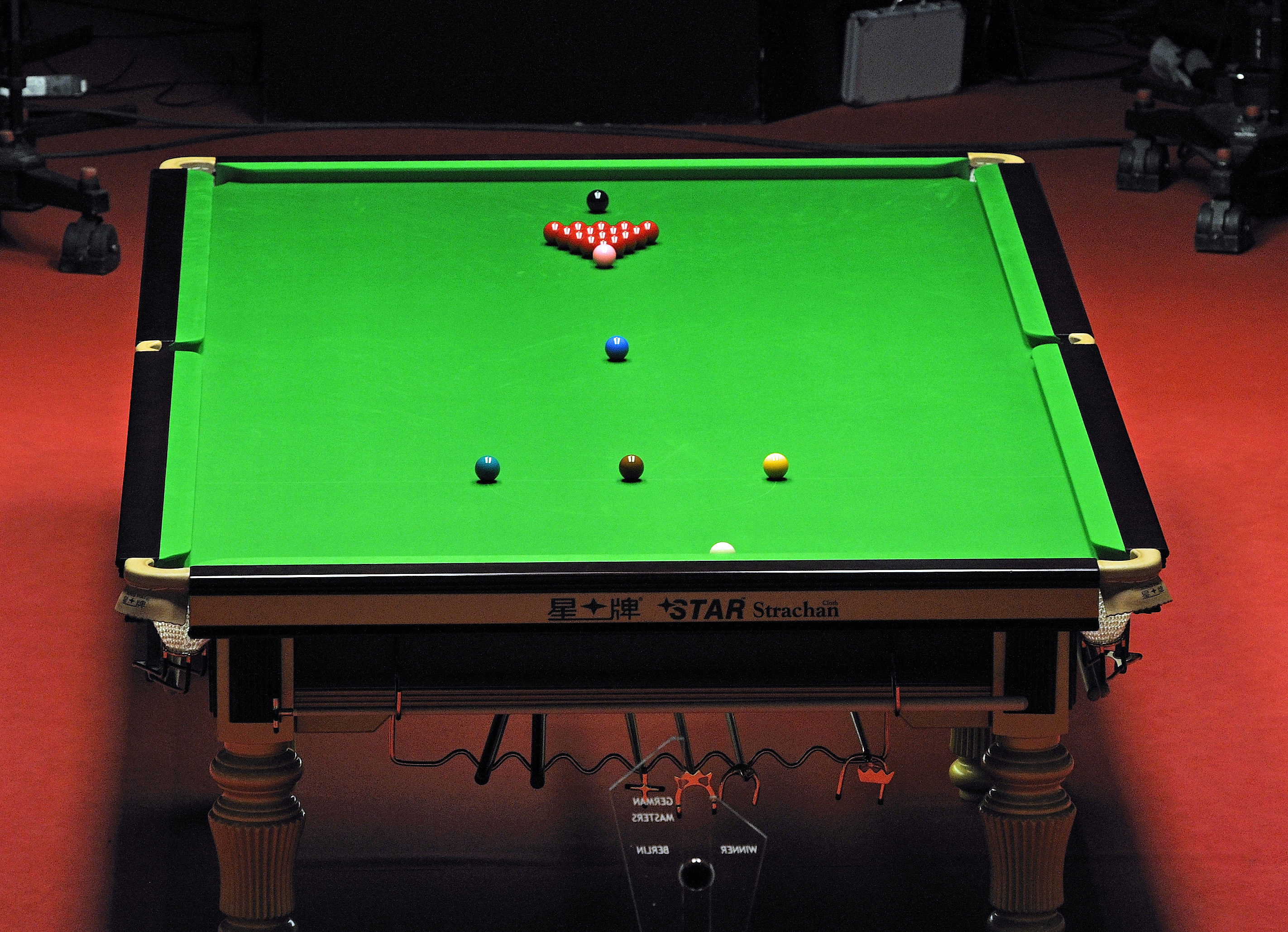
Snookertisch

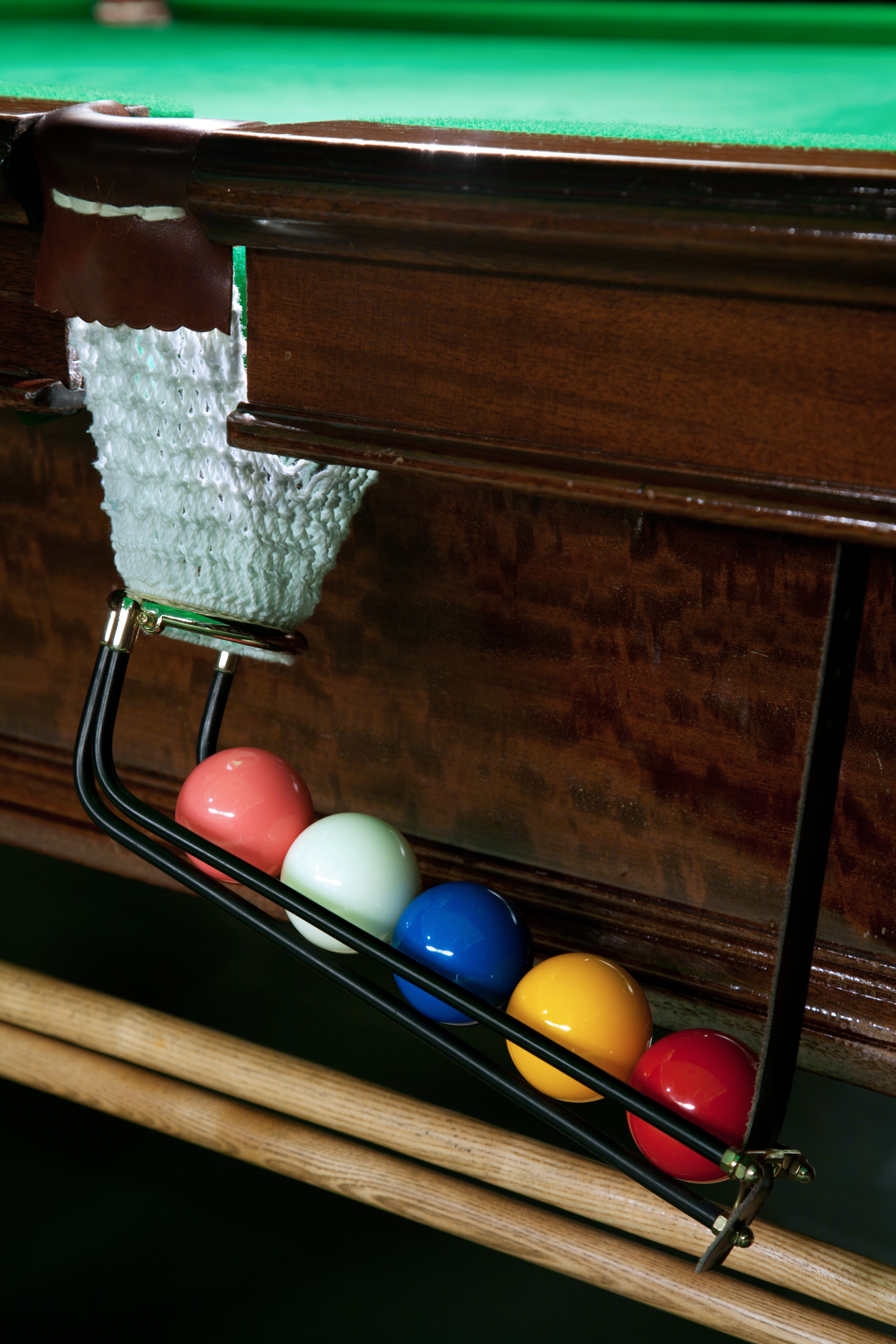
Snookertisch: Mitteltasche von außen

Ein Snookertisch ist nach offiziellem Maß 11 ft (englische Fuß) 8,5 in (Inches) lang und 5 ft 10 in breit mit einer Toleranz von je ±0,5 in (3569 mm × 1778 mm je ±13 mm), gemessen zwischen den inneren Kanten der Banden, und ist somit deutlich größer als andere Billardtische. Die Höhe des Tisches vom Boden bis zur Oberkante der Banden ist 2 ft 10 in (864 mm) mit einer Toleranz von ±0,5 in (13 mm). Die Bandenhöhe, die nicht genormt ist, beträgt in der Regel ca. 40 mm, wodurch sich eine Höhe der Spielfläche von ca. 82–83 cm ergibt. Je nach Ausführung kann ein Snookertisch bis zu 1500 kg wiegen. Er besteht aus einer bis zu 5 cm dicken Schieferplatte, die aus mehreren dicht zusammengefügten Teilen besteht und mit einem üblicherweise grünem Wolltuch aus Kammgarn bespannt ist. 
Die Tischfläche wird vor Spielbeginn von der Baulk-line in Richtung des schwarzen Spots gebürstet, was einen kleinen, aber merklichen Unterschied in der Laufgeschwindigkeit und im Rollwiderstand der Bälle bewirkt: In Florrichtung ist der Rollwiderstand etwas geringer und damit die Laufgeschwindigkeit höher. Die Spielfläche wird durch Banden begrenzt, die aus tuchverkleideten Naturkautschukleisten bestehen. An jeder Ecke und in der Mitte der langen Banden befinden sich die insgesamt sechs Taschen mit je ca. 90 mm Durchmesser. Die Tascheneinläufe sind, im Gegensatz zu den geraden, zur Bande abgewinkelten Einläufen bei Pooltischen, abgerundet. Hochwertige Tische sind für gleichbleibende Bedingungen während längerer Spielzeiten zudem mit einer Heizung im Unterbau versehen. 
Unter den Banden befinden sich Halterungen zur Aufnahme von Queues und Hilfsqueues. An der Kopf- und der Fußbande sind in der Regel je ein einfaches Hilfsqueue (X-Rests) zu finden, unter den langen Banden meist Verlängerungen, Queues und Hilfsqueues mit langem Schaft. Bei Turniertischen ist unter dem Tisch zur Fußbande hin noch ein Gestell, in dem Teleskopverlängerungen und spezielle Hilfsqueues wie der Spider, Swan und Extended Spider untergebracht werden können. Bei den Turnieren der World Snooker Tour stehen den Spielern in der Regel folgende Hilfsmittel am Tisch zur Verfügung: Neben den zwei X-Rests an den kurzen Banden ein X-Rest mit langem Schaft und Teleskopverlängerung an der langen Bande links von der Fußbande aus gesehen und ein Spider mit langem Schaft (Long Spider) und Teleskop an der rechten langen Bande, sowie in dem Gestell unter dem Tisch zwei Teleskopverlängerungen, ein Spider, ein Swan und ein Extended Spider.

## Tischbild
Als Tischbild wird die Lage aller Bälle auf dem Tisch zu einem bestimmten Zeitpunkt bezeichnet. Das übersichtlichste Tischbild ist die Grundaufstellung der Bälle am Beginn eines Frames. (Siehe hierzu auch die Grafik ganz oben im Artikel.)
Als offene Tischbilder werden ähnlich übersichtliche Lagen während des Frames bezeichnet, die gute Lochchancen und damit auch hohe Breaks in einer Aufnahme möglich machen. Die Farben liegen meistens auf den eigenen Spots oder gut lochbar in der Nähe einer Tasche und es gibt keine Pulks roter Bälle und kaum Bälle an den Banden. Vergibt man allerdings eine Chance bei diesen übersichtlichen Tischbildern, bedeutet das oft den Frameverlust.
Unübersichtliche Tischbilder entstehen in der Regel durch Serien von abwechselnden Safetys und/oder Fouls. Hier können sich enge Pulks roter Bälle bilden und viele Kugeln an den Banden liegen, was oft zu langen bis sehr langen Framezeiten führt. Da auch die Farben meistens nicht auf den Spots liegen, werden hier die Punkte überwiegend durch Fouls (und Miss) erreicht, da sich diese Tischbilder gut eignen, um den Gegner zu snookern.
Stöße in der Art Shot to nothing oder Hit-and-hope werden oftmals nur bei diesen unübersichtlichen Tischbildern angewandt. Spielt man sich allerdings durch unmögliche Lagen der Bälle ohne sinnvolle Fortsetzungsmöglichkeit fest, wird der Schiedsrichter nach einiger Zeit ein Re-Rack zum Neubeginn anbieten.
Das Tischbild wie es vor einem Regelverstoß war, spielt eine wichtige Rolle bei einem Foul und Miss oder einem Foul vor einem Stoß, einem unsportlichen Stoß oder einem absichtlich vom Spieler am Tisch bewegten Ball (außer dem Spielball bei einem Stoß mit dem Queue). In diesen Fällen hat der Gegner des Verursachers das Recht, eine Wiederherstellung des vorherigen Tischbildes zu verlangen. Auch in zwei anderen seltenen Fällen wird eine frühere Situation auf dem Tisch wiederhergestellt: Zum einen wenn ein Ball, anders als vom Spieler am Tisch bewegt wird, d. h. dass irgendetwas oder Jemand anderes einen Ball bewegt oder den Spieler am Tisch dazu bringt, einen Ball zu bewegen. Zum anderen unter bestimmten Umständen wenn ein Ball, der am Rande einer Tasche zum Stillstand gekommen ist, später während eines Stoßes fällt, ohne dass er von einem anderen Ball getroffen wurde. 
Der Schiedsrichter muss sich also während des gesamten Spieles immer das jeweils vorliegende Tischbild gut einprägen. In der Konsultationsphase dürfen die Spieler den Schiedsrichter beim Zurücklegen der Bälle unterstützen. Gibt es eine Videotechnik (Hawk-Eye) bzw. findet das Spiel an einem Fernsehtisch statt, hilft auch der Marker beim Aufstellen, indem er die Bilder der Spielsituationen „vorher–nachher“ am Display übereinander legt. Damit können in der Regel selbst komplizierte Tischbilder faktisch deckungsgleich in kurzer Zeit wiederhergestellt werden. Meistens ist es aber nicht entscheidend, dass alle Bälle wieder in ihre exakte Ausgangsposition gesetzt werden, sondern dass die grundsätzliche Schwierigkeit des Stoßes wieder aufgebaut wird sowie beide (oder beim Doppel alle) Spieler ihre Zustimmung zur Fortsetzung geben.

## Total Clearance
Bei einer Total Clearance werden alle zu Beginn des Frames auf dem Tisch liegenden Bälle in einem Break korrekt gelocht. Kommen am Anfang des Breaks zu 15× Rot+Farbe + alle sechs Farben im Endspiel auf die Farben noch ein Free Ball als Ersatzrote und eine weitere Farbe hinzu, spricht man auch von einer 16-Reds-Clearance. Wird die maximal mögliche Punktzahl (147 bzw. 155 Punkte) gelocht, in dem auf jeden roten Ball bzw. den Free Ball immer Schwarz folgt, liegt zudem ein Maximum Break vor. Die bisher einzige bezeugte höchst mögliche Total Clearance mit 155 Punkten spielte Jamie Cope 2005 in einem Trainingsmatch; die höchste Total Clearance in einem offiziellen Turniermatch erreichte Jamie Burnett 2004 mit 148 Punkten.

## Touching Ball

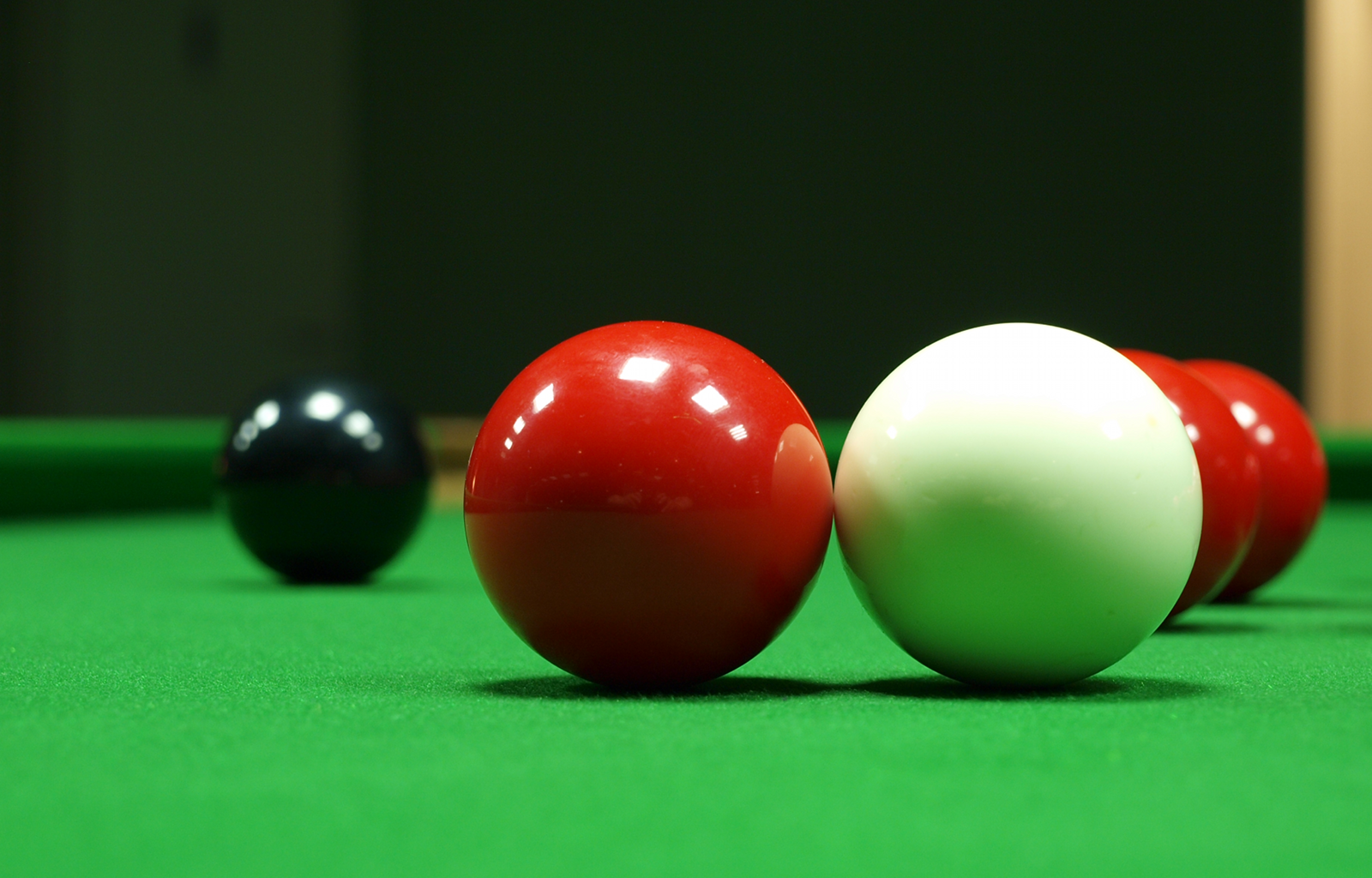
Touching Ball mit einem roten Ball

Berührt vor dem Stoß der weiße Spielball einen Objektball, so besteht regelmäßig die Gefahr des Durchstoßes. Daher muss der Spieler in diesem Fall Weiß vom betreffenden Objektball weg spielen, ohne dass sich dieser durch den Stoß bewegt. Tut der Spieler das nicht und der Objektball bewegt sich, ist dies ein Durchstoß und somit ein Foul. Das gilt jedoch nicht, wenn der Spieler von ihm wegspielt und er sich trotzdem bewegt, z. B. durch einen Tischfehler.
Wenn der Spielball einen Objektball berührt, der nicht Ball on ist, muss der Spieler anschließend noch als erstes einen Ball on treffen.
Wenn der Spielball einen Objektball berührt, der nach den Regeln Ball on ist oder vom Spieler als Ball on nominiert wurde, liegt ein Touching Ball vor. Der Spieler hat dann die Vorgabe den bzw. einen Ball on als erstes zu treffen bereits erfüllt und muss nur noch vom Objektball wegspielen. Daher wird in entsprechenden Situationen vom Schiedsrichter genau geprüft, ob der Spielball den bzw. einen Objektball, der Ball on ist, berührt. Meist hält er dazu die flache Hand knapp über den betreffenden Objektbällen auf, um durch die Verdunklung die Lage besser erkennen zu können. Liegt ein Touching Ball vor, so teilt er dies mit der Ansage „It’s touching ball!“ mit und zeigt ggf. an, welcher Ball bzw. welche Bälle on vom Spielball berührt werden. Wenn Farbe on ist und der Spielball einen oder mehrere farbige Bälle berührt, muss der Spieler vorher eine Farbe nominieren (außer im Endspiel auf die Farben), oder ggf. einen Free Ball (im Endspiel). Bälle, die nicht on sind, zeigt der Schiedsrichter nicht an. Er muss dem Spieler aber auf Nachfrage mitteilen, ob der Spielball einen Ball nicht on berührt.
Wenn ein still stehender Objektball während der Prüfung durch den Schiedsrichter den Spielball nicht berührt, es aber später, bevor gestoßen wurde, doch noch tut, werden die Bälle in die vorherige Position zurückgebracht. Dies gilt bei einem Touching Ball auch im umgekehrten Fall.
Die Anforderungen, die in den verschiedenen Situation erfüllt werden müssen, sind:
- Rot muss gespielt werden, Weiß liegt press an Rot: In diesem Fall muss nur von der press liegenden Roten weggespielt werden. Ein anderer roter Ball darf aber getroffen und auch gelocht werden. Es darf auch eine Farbe getroffen, aber nicht gelocht werden. Letzteres ist ein Foul, das im Wert der gelochten Farbe, mindestens jedoch mit 4 Punkten bestraft wird.
- Rot muss gespielt werden, Weiß liegt press an Farbe: In diesem Fall muss von der press liegenden Farbe weggespielt und ein roter Ball oder ggf. ein Free Ball als Erstes getroffen werden.
- Farbe muss gespielt werden, Weiß liegt press an Rot: In diesem Fall muss von Rot weggespielt und die Farbe on als Erstes getroffen werden.
- Farbe muss gespielt werden, Weiß liegt press an Farbe: Man kann die press liegende Farbe als Farbe on nominieren (außer im Endspiel) oder ggf. als Free Ball (im Endspiel) und braucht dann nur von dieser Farbe wegzuspielen. Andere Farben und Rote Bälle dürfen getroffen werden; sie dürfen aber, außer die eigentliche Farbe on  bei Free Ball, nicht gelocht werden. Nominiert man jedoch eine andere Farbe als Farbe on oder ggf. als Free Ball, oder ist im Endspiel eine andere Farbe on und man hat keinen Free Ball, dann muss von der press liegenden Farbe weggespielt und die Farbe on bzw. der Free Ball als Erstes getroffen werden.

## Triangel (Dreieck)

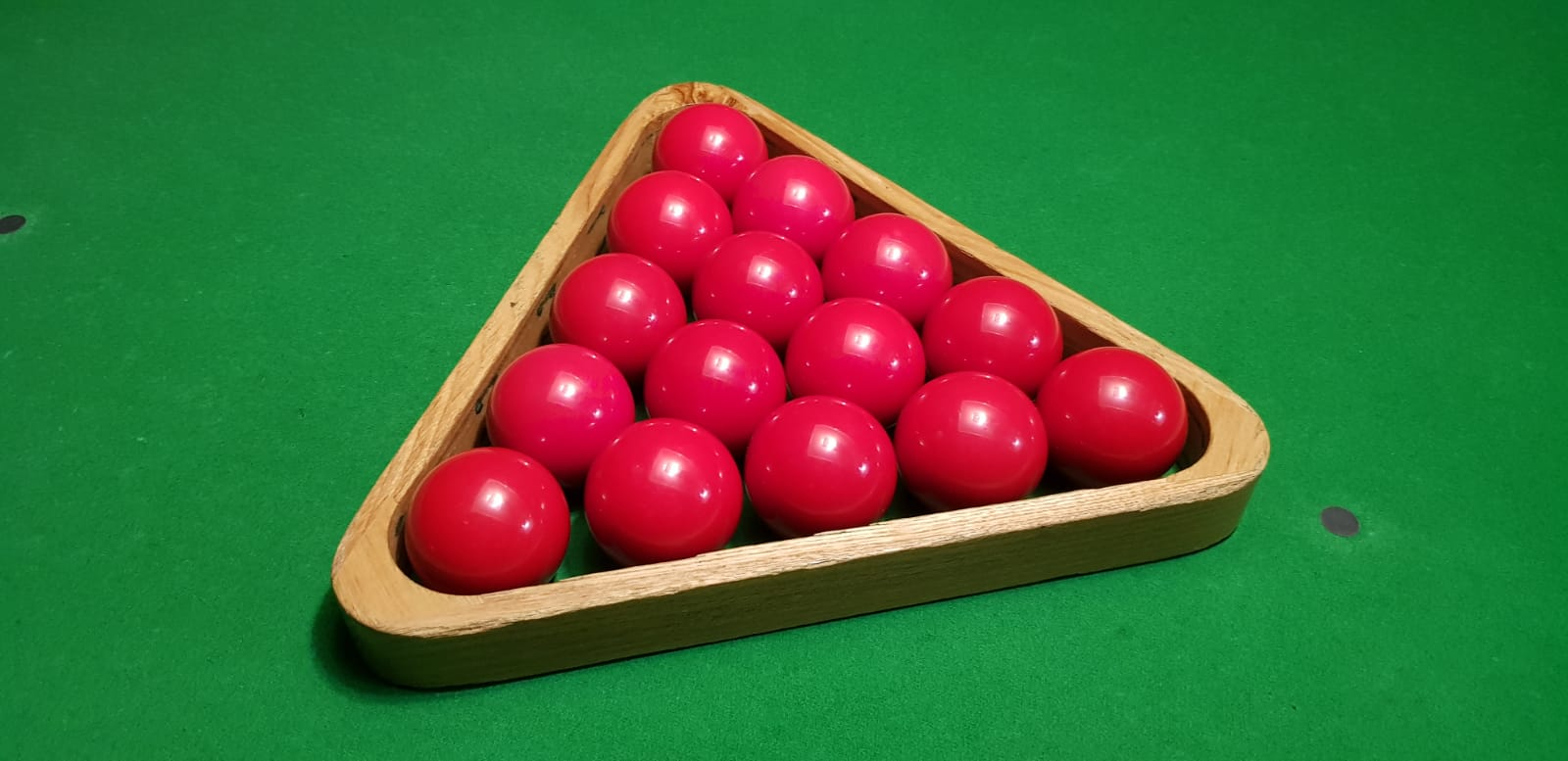
Triangel mit 15 roten Bällen

Das oder der Triangel ist ein Rahmen in Form eines gleichseitigen Dreiecks aus Holz, Plastik oder Metall, der zum korrekten Aufsetzen der roten Bälle verwendet wird. Neben dem Triangel für die üblichen 15 Bälle gibt es auch entsprechend kleinere Versionen für Six-Red-Snooker oder Spiele mit 10 roten Bällen.
Nur bei Exhibitions, also Show- und Unterhaltungsveranstaltungen ohne offiziellen Regelcharakter, darf das Triangel als zusätzliches Spielgerät auf dem Tisch, z. B. für Trick-Shots, mit benutzt werden.

## Unsportliches Verhalten
Unsportliches Verhalten (engl.: unsporting conduct) ist ein Penalty und liegt vor, wenn ein Spieler beleidigende Sprache oder Gesten benutzt, sich absichtlich oder beharrlich unsportlich oder anderweitig nicht gentlemanlike verhält oder sich weigert, das laufende Frame fortzusetzen. Der Schiedsrichter kann dann das Frame, bei besonders schwerem Fehlverhalten auch das Spiel, seinem Gegner zuerkennen oder den Spieler verwarnen, dass im Wiederholungsfall das Frame seinem Gegner zuerkannt wird. Ist der Spieler wegen seines Verhaltens bereits einmal verwarnt worden, muss der Schiedsrichter dem Gegner das Frame, bei besonders schwerem Fehlverhalten auch das Spiel zuerkennen. Ist wegen des Verhaltens des Spielers dem Gegner bereits ein Frame zuerkannt worden, muss ihm im Wiederholungsfall das Spiel zuerkannt werden. Wenn das unsportliche Verhalten zwischen zwei Frames geschieht, erhält der Gegner erforderlichenfalls den nächsten Frame zuerkannt.
Zum unsportlichen Verhalten zählt auch das Aufgeben eines Frames, bevor der Frameball gelocht wurde, d. h. solange beide Spieler das Frame noch ohne Strafpunkte des Gegners gewinnen können, und führt zum Verlust des folgenden Frames, sofern der Spieler bereits einmal wegen unsportlichen Veraltens verwarnt wurde.
Wenn ein Spieler einen Spielball stößt, um damit einen unsportlichen Stoß zu machen, zählt dies ebenfalls zum unsportlichen Verhalten. Der Spieler wird auch entsprechend verwarnt, oder verliert, wenn er bereits wegen unsportlichen Verhaltens verwarnt wurde oder eine Frame verloren hat, das Frame bzw. Spiel. Es ist jedoch kein Penalty, sondern ein Foul, da mit der Verwarnung die Aufnahme des Spielers endet und der Gegenspieler an den Tisch kommen oder den Verursacher zum Weiterspielen auffordern kann.
Wird bei Spielen oder Turnieren auf die Summe der Punkte aus den Frames gespielt, verliert der Spieler alle im Frame bisher erzielten Punkte und der Gegner erhält die maximal noch auf dem Tisch liegenden Punkte zu seinem bereits vorhandenen Punktestand aus dem Frame hinzu. Hierbei gelten alle Farben, die sich regelwidrig nicht auf dem Tisch befinden, als wieder aufgesetzt und werden mitgezählt. Wird dem Gegner das nächste Frame zuerkannt, erhält er dafür weitere 147 Punkte, wird ihm das Spiel zuerkannt, erhält er für jedes noch nicht gespielte Frame weitere 147 Punkte.

## Whitewash
Als whitewash bezeichnet man ein Zu-Null-Spiel, den Gewinn oder Verlust einer Partie, ohne einen einzigen Frame verloren oder gewonnen zu haben (Zu-Null-Gewinn oder Zu-Null-Niederlage). Für den unterlegenen Spieler gilt es bei höherklassigen Turnieren als Blamage, für den überlegenen Spieler als ein Zeichen seiner Dominanz. Auf Grund eines whitewash können auch ganze vorher angesetzte Sessions ausfallen.

## Zeitverzögerung (Time wasting)
Nimmt sich ein Spieler ungewöhnlich lange Zeit für die Auswahl eines Stoßes oder den Stoß selbst, ist das ein Penalty, und er wird vom Schiedsrichter zunächst gewarnt, dass er bei einer weiteren Zeitverzögerung das Frame verliert. Ist der Spieler in dem Spiel bereits einmal wegen Zeitverzögerung verwarnt worden, muss der Schiedsrichter im Wiederholungsfalle dem Gegner das Frame zuerkennen. In der Folge führt jede erneute Zeitverzögerung durch den betreffenden Spieler in dem Spiel zur Zuerkennung eines weiteren Frames an den Gegner.
Wird bei Spielen oder Turnieren auf die Summe der Punkte aus den Frames gespielt, verliert der Spieler alle im Frame bisher erzielten Punkte und der Gegner erhält die maximal noch auf dem Tisch liegenden Punkte zu seinem bereits vorhandenen Punktestand aus dem Frame hinzu. Hierbei gelten alle Farben, die sich regelwidrig nicht auf dem Tisch befinden, als wieder aufgesetzt und werden mitgezählt.